# Église Saint-Martin de Borest
L'église Saint-Martin est une église catholique paroissiale située à Borest, dans le département de l'Oise, en France. Son histoire reste mal connue. L'intéressant portail du milieu du XIIe siècle est la partie la plus ancienne de l'église. Le chœur au chevet plat éclairé par un triplet, ses deux chapelles latérales et le petit clocher forment un ensemble cohérent de style gothique, qui se distingue par son dépouillement raffiné, et tire son influence de l'architecture cisterciennes et de l'abbatiale de Chaalis toute proche. La nef et son unique bas-côté ont été reconstruites au second quart du XVIe siècle dans le style gothique flamboyant, et sont également d'une construction soignée, même si les contraintes économiques ont obligé de concentrer l'effort décoratif sur l'intérieur. L'église Saint-Martin a été inscrite aux monuments historiques par arrêté du 5 avril 1930, et se trouve globalement dans un bon état de conservation. Elle est aujourd'hui affiliée à la paroisse Saint-Rieul de Senlis, et les messes dominicales y sont célébrées le premier dimanche du mois à 10 h 30, ainsi que le troisième dimanche du mois d'octobre à avril.

## Localisation

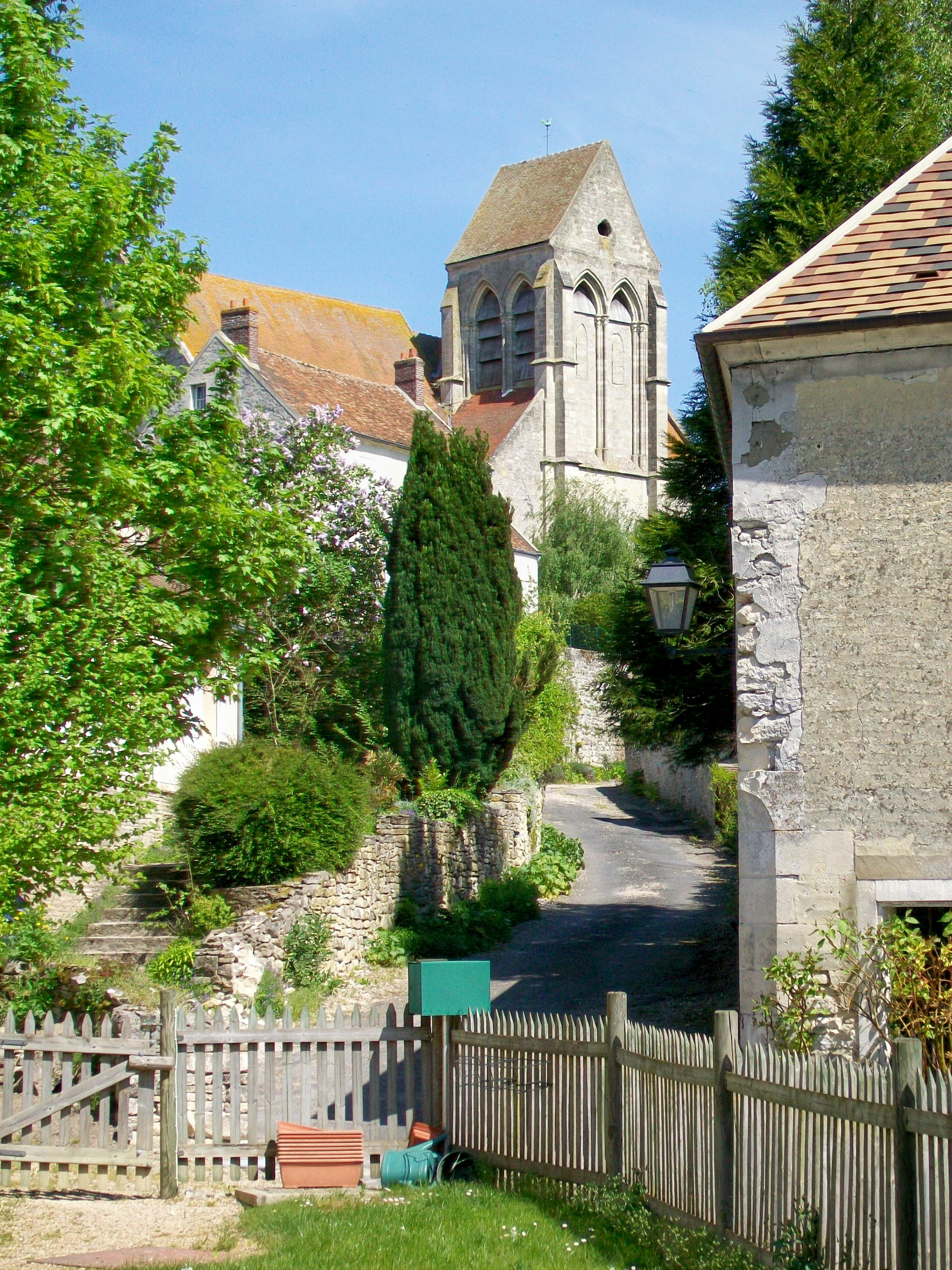
Vue depuis la rue de la fontaine Saint-Martin.

L'église Saint-Martin est située en France, en région Hauts-de-France et dans le département de l'Oise, dans le Parc naturel régional Oise-Pays de France, sur la commune de Borest, à l'est du centre du village, à son point le plus élevé, place de l'Église. Elle est implantée sur l'extrémité sud-est de la place, à la limite d'un plateau, qui descend ici par des coteaux abruptes vers la vallée de la Nonette. La façade occidentale et l'élévation septentrionale donnent sur la place. La mairie se situe à droite de la façade, faisant équerre avec l'église. Un appentis appartenant à la mairie est accolé au mur nord du chœur, dans l'angle avec la chapelle ; il est sans rapport avec l'église. À la fin de la place, débute une ruelle qui passe autour du chevet et de l'élévation méridionale de l'église, tout en descendant en forte pente. C'est la rue de la fontaine Saint-Martin. Un mur de soutènement sépare la ruelle du petit jardin qui borde l'église, et qui n'est pas accessible au public. L'importance de la dénivelée fait que l'on aperçoit l'église en contre-plongée. Par un vieil escalier en grosses dalles de pierre calcaire, l'on peut regagner la place.

## Histoire

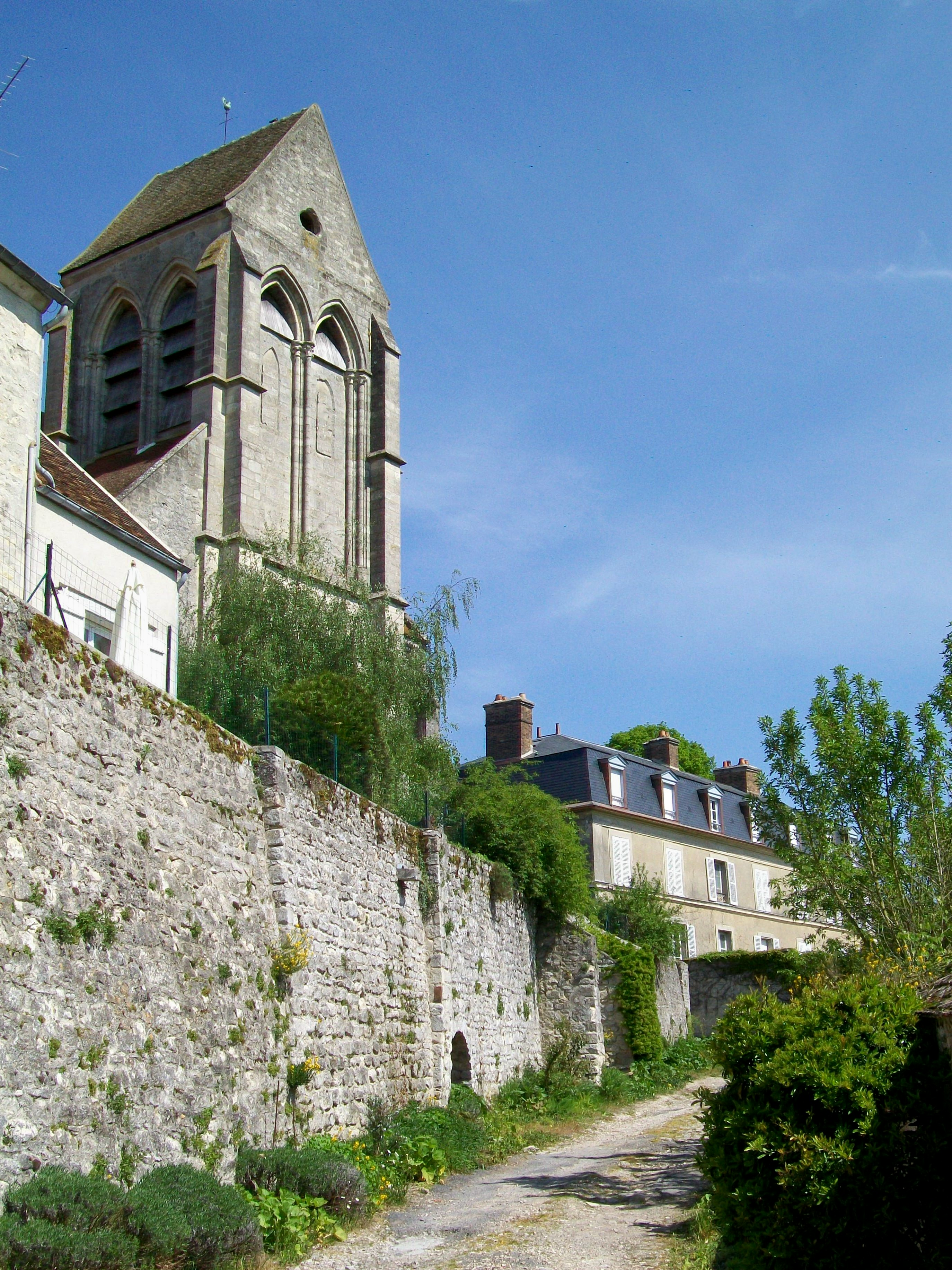
Vue depuis la rue de la fontaine Saint-Martin.

Borest serait l'un des lieux les plus anciens du Valois. Sa terre aurait été donnée par Clovis à l'église Saint-Pierre-et-Saint-Paul de Paris. Sous l'Ancien Régime, la paroisse relève du doyenné et du diocèse de Senlis. La cure est à la nomination du chapitre Notre-Dame de Senlis. Le patron de l'église est saint Martin de Tours. Ses parties les plus anciennes, à savoir le portail (sauf le linteau et le tympan) et le mur méridional de la nef remontent au milieu du XIIe siècle. Le chœur, ses deux petites chapelles latérales et le clocher forment un ensemble homogène du début du XIIIe siècle, et affichent un style gothique sobre et raffiné influencé par l'architecture cistercienne, et plus particulièrement l'abbatiale de Chaalis. Après la guerre de Cent Ans, au dernier quart du XVe siècle, une petite chapelle est ajoutée dans l'angle entre nef et clocher. Elle est ultérieurement aménagée en sacristie. Au second quart du XVIe siècle, un bas-côté de style gothique flamboyant est ajouté au nord de la nef, et celle-ci est voûtée d'ogives à la même occasion. Après la Révolution française, le diocèse de Senlis est définitivement supprimé, et les paroisses du département de l'Oise sont rattachées au diocèse d'Amiens sous le concordat de 1801, puis le diocèse de Beauvais est rétabli en 1822, et l'ensemble des paroisses sur le territoire du département en font désormais partie. L'église est inscrite aux monuments historiques par arrêté du 5 avril 1930. Elle est aujourd'hui affiliée à la communauté Borest, Fontaine-Chaalis et Montlognon de la paroisse Saint-Rieul de Senlis. C'est une très grande paroisse qui regroupe l'ancienne ville épiscopale et seize petites communes des environs, dont deux (Chamant et Rully) possèdent deux églises, et un village (Villeneuve-sur-Verberie) en compte même trois. Les messes dominicales sont célébrées en l'église Saint-Martin le premier dimanche du mois à 10 h 30, ainsi que le troisième dimanche d'octobre à avril. L'église est ouverte chaque premier samedi du mois de 10 h  à 12 h.

## Description

### Aperçu général

Plan de l'église.

À peu près régulièrement orientée, avec une légère déviation de l'axe de l'édifice vers le sud-est du côté du chevet, l'église Saint-Martin se compose d'une nef de trois travées accompagnée d'un unique bas-côté au nord ; d'un chœur au chevet plat de deux travées ; de deux chapelles latérales carrées au nord et au sud de la première travée du chœur ; et d'une sacristie, qui est une ancienne chapelle, dans l'angle entre la nef et la chapelle latérale sud. La chapelle latérale nord est établie en continuité avec le bas-côté. La chapelle latérale sud sert de base au clocher. L'ensemble de l'église est voûté d'ogives. Le portail occidental de la nef constitue l'unique accès à l'église. La structure des toitures reflète l'organisation intérieure, et l'on trouve des pignons à la façade, au chevet, et au nord de la chapelle latérale nord, dont le toit est perpendiculaire à l'axe du vaisseau central. Le bas-côté est muni d'un toit en appentis prenant appui contre le mur nord de la nef, et le toit en appentis de la sacristie s'appuie contre le clocher. Celui-ci possède un toit en bâtière, qui est perpendiculaire à l'axe du vaisseau central.

### Intérieur

#### Nef

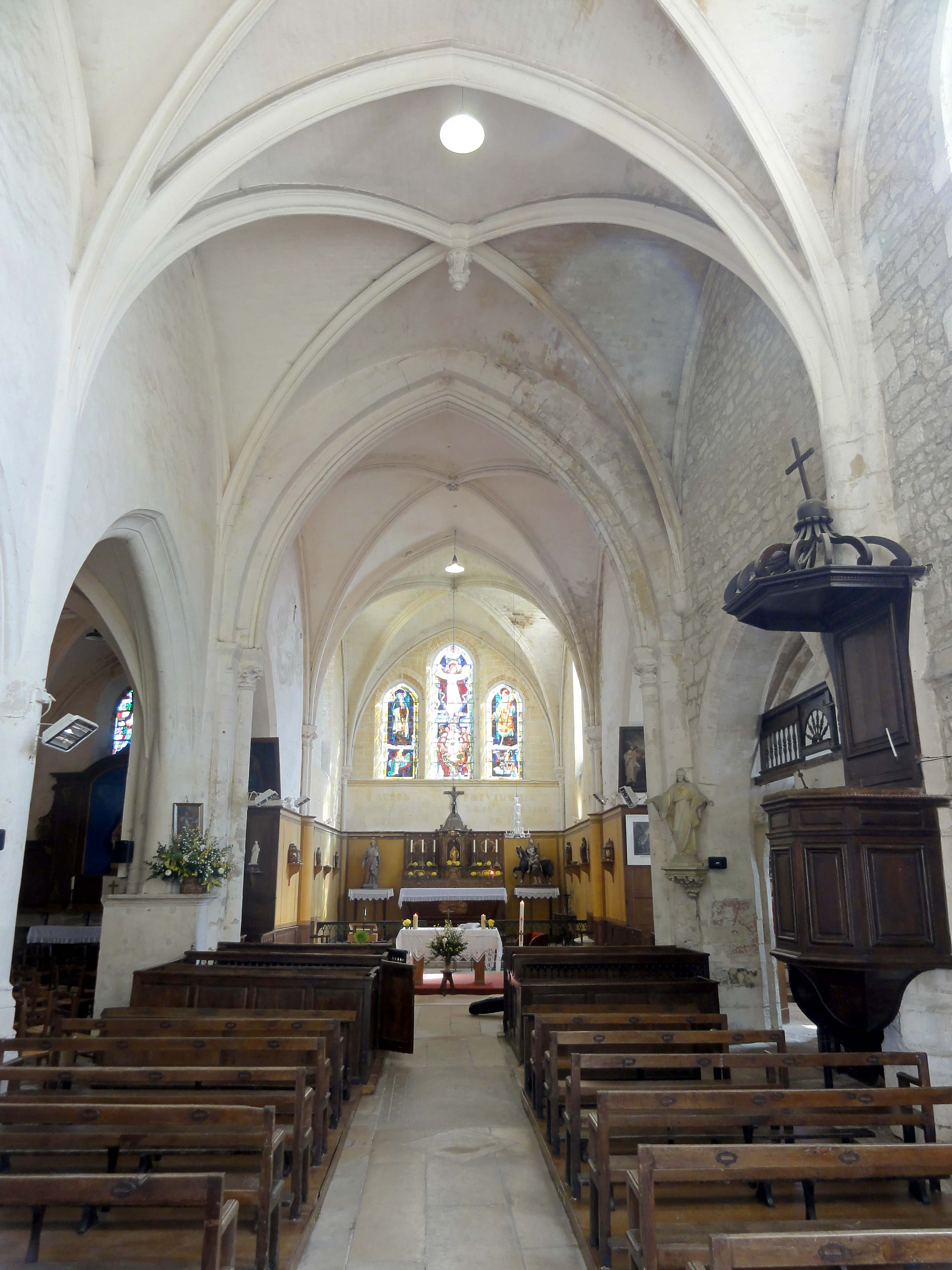
Nef, vue vers l'est.

L'intérieur de la nef est entièrement de style flamboyant, et se remarque par son architecture soignée. Elle possède deux élévations latérales complètement différentes. Au nord, trois grandes arcades en tiers-point, qui correspondent à environ deux-tiers de la hauteur du vaisseau central sous le sommet des voûtes, ouvrent sur le bas-côté. Elles affichent un profil prismatique, qui comporte un large boudin dans l'intrados, et se fondent directement dans les piliers ondulés, comme fréquemment à la période flamboyante. Les piliers comportent seulement quatre renflements, comme à Baron, Ève, Montagny-Sainte-Félicité et Versigny. L'un de ces renflements se prolonge sur les murs au-dessus des piliers, et correspond à la retombée des nervures des hautes-voûtes, qui sont pénétrantes à l'instar des grandes arcades. Les voûtes sont munies de formerets, et ceux-ci, ainsi que les ogives et doubleaux, affectent un profil prismatique aigu. Les clés de voûte sont décorées d'oves et de feuillages traités dans le goût de la Renaissance. La troisième est pendante, et flanquée de quatre consoles. Pour revenir aux piliers, chacun des renflements possède sa propre base polygonale, qui prend la forme d'une plinthe moulurée. Le socle est octogonal au sol. La transition vers le plan complexe au niveau des bases s'opère par des plans inclinés, qui comportent en partie des angles saillants.
Au revers de la façade et dans le mur méridional, des piliers ondulés sont engagés dans les murs, de sorte que trois sur les quatre renflements demeurent visibles. Le long du mur gouttereau, la logique appliquée du côté nord voudrait en principe un seul renflement, celui correspondant aux hautes-voûtes. Dans l'angle sud-est, près de l'arc triomphal, l'ogive et formeret se fondent dans une section de pilier cylindrique engagé, qui est reçu sur un cul-de-lampe. La principale différence de l'élévation méridionale est bien sûr l'absence de grandes arcades dans les deux premières travées. À la faveur d'une haute et large fenêtre en tiers-point, le mur de la première travée est quasiment supprimé au-dessus de l'allège. La fenêtre est entourée d'une gorge, présente un remplage de type Renaissance, qui se compose de trois formes en plein cintre, surmontées de deux oculi. Dans la deuxième travée, la fenêtre comporte seulement trois formes, et est désaxée vers l'ouest. La troisième travée est dépourvue de fenêtre. Une grande arcade en tiers-point, qui n'est pas moulurée et simplement chanfreinée, s'ouvre au-dessus de la cloison de la sacristie. Il reste à signaler la rosace en haut du mur occidental, qui se compose de huit lobes arrondies rayonnant autour d'un petit oculus central. L'incohérence stylistique entre les grandes arcades, les piliers, et les nervures des voûtes, d'un côté, et les fenêtres et les clés de voûte, de l'autre côté, reste inexpliquée. Quant à la nudité des moellons du mur méridional et du mur occidental, elle devrait résulter d'une restauration, seulement la pierre de taille ou de moyen appareil étant habituellement laissé apparent. Au-dessus des grandes arcades du nord, le mur est justement enduit et blanchi à la chaux.

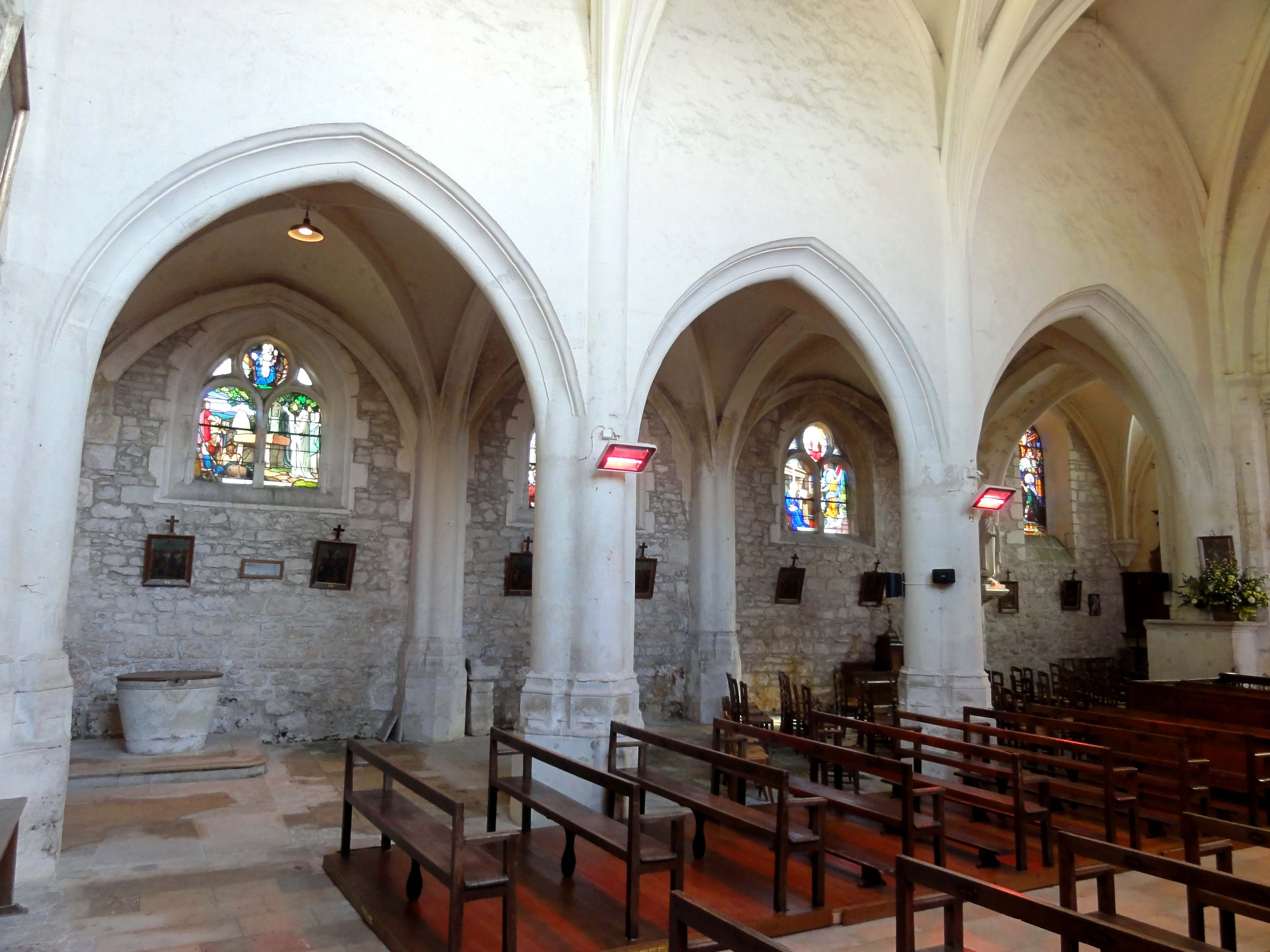
Grandes arcades du nord.
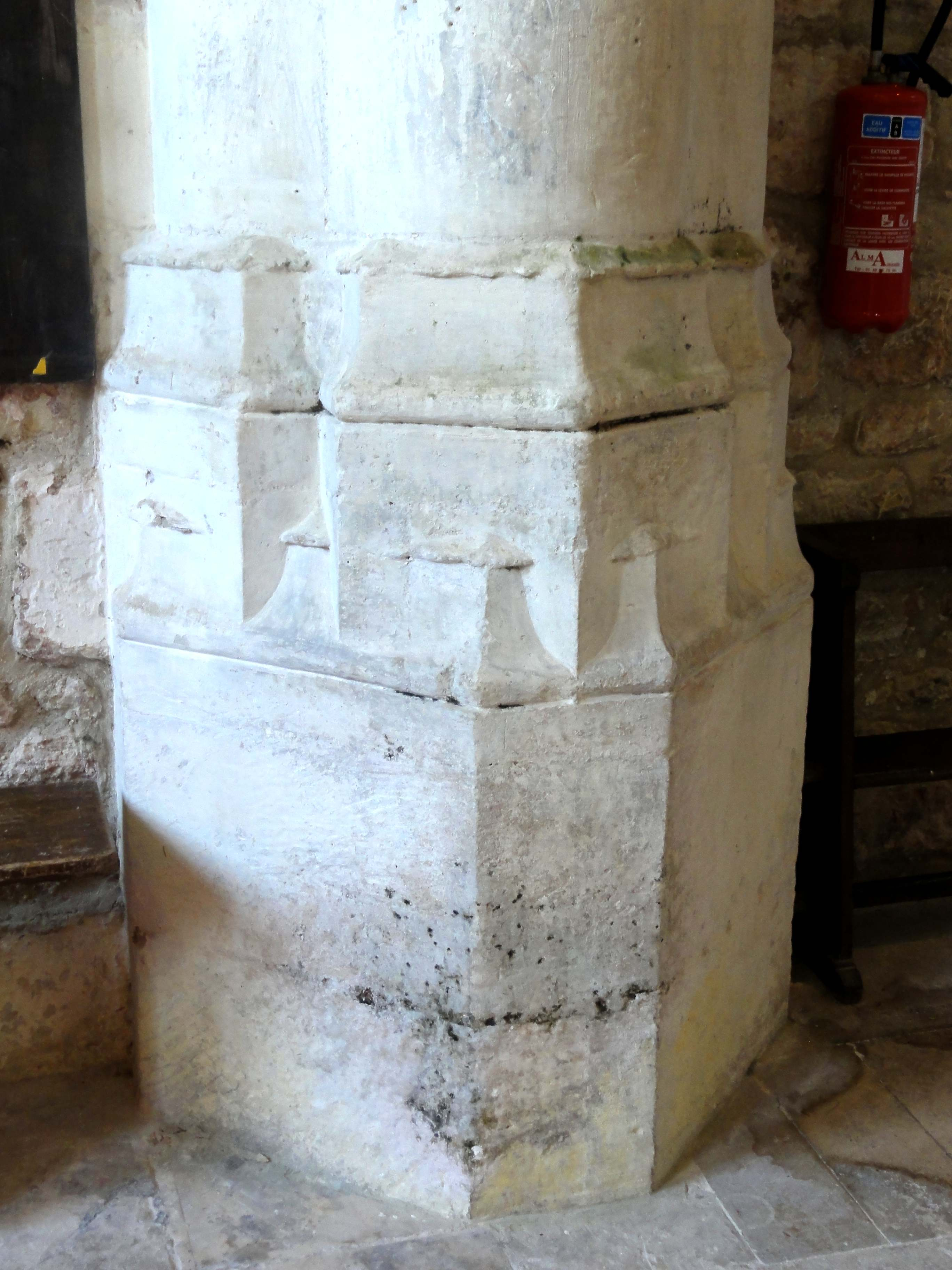
Base d'un pilier engagé.
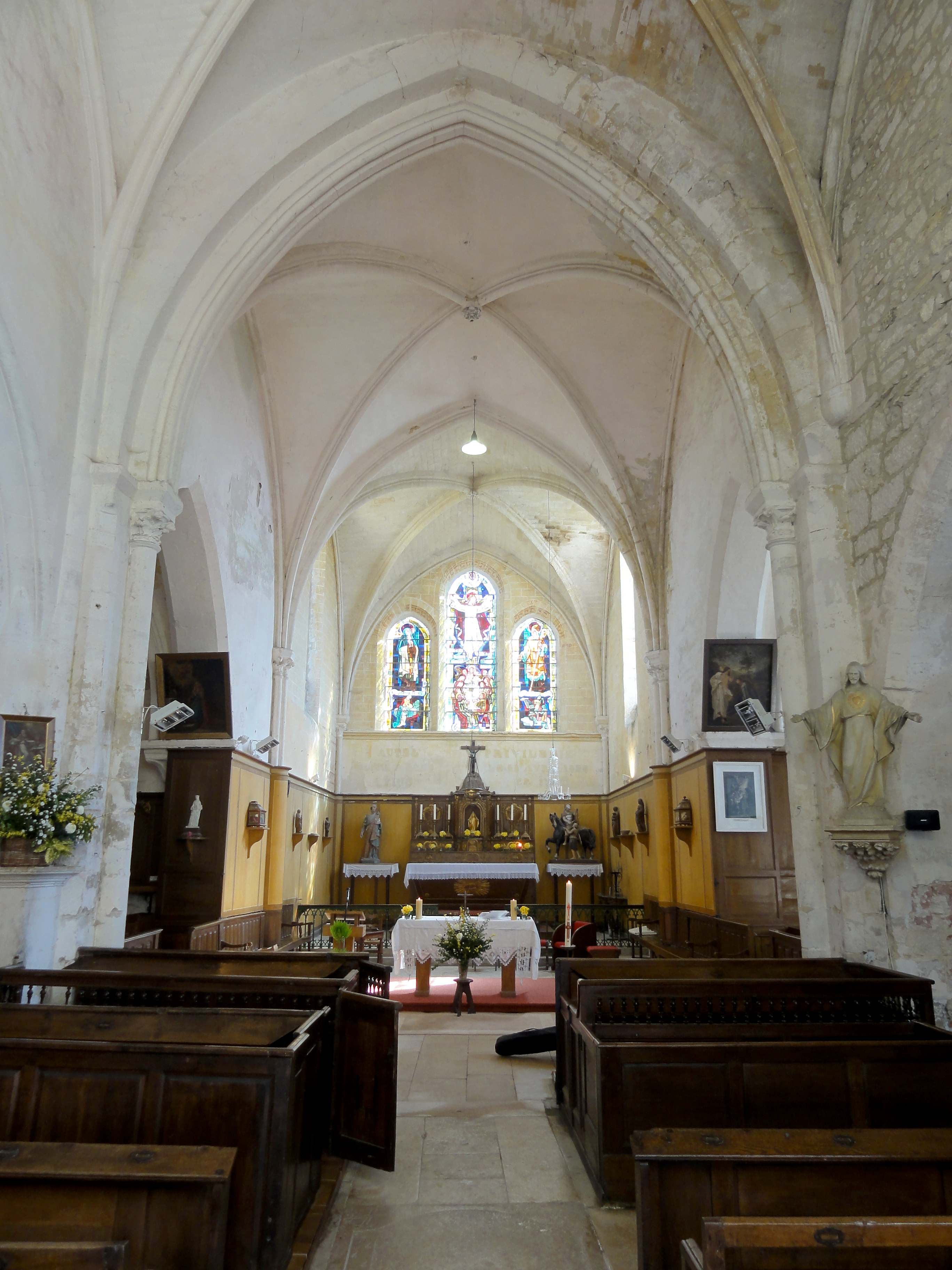
Vue vers l'est.
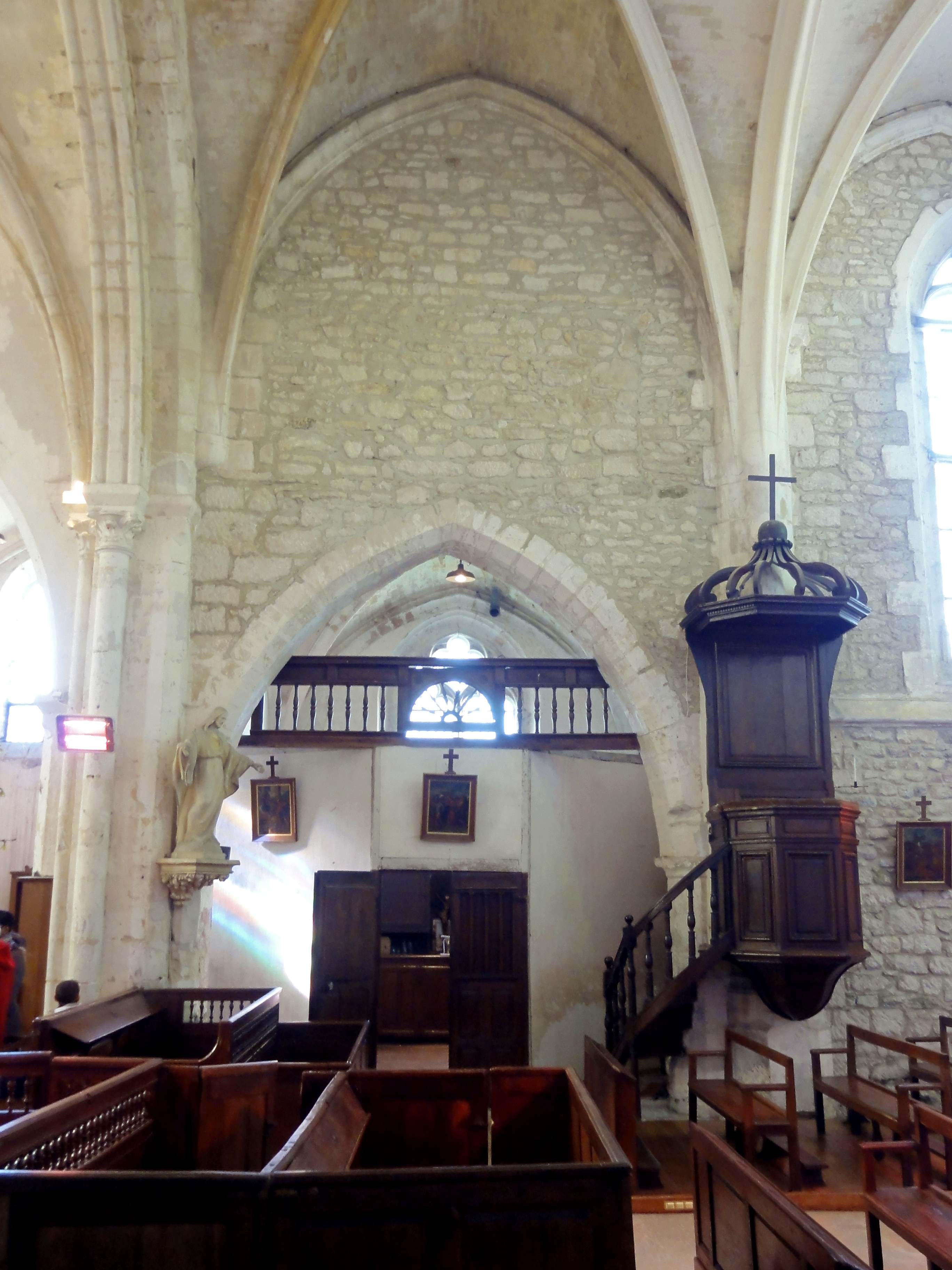
3e travée, élévation sud.
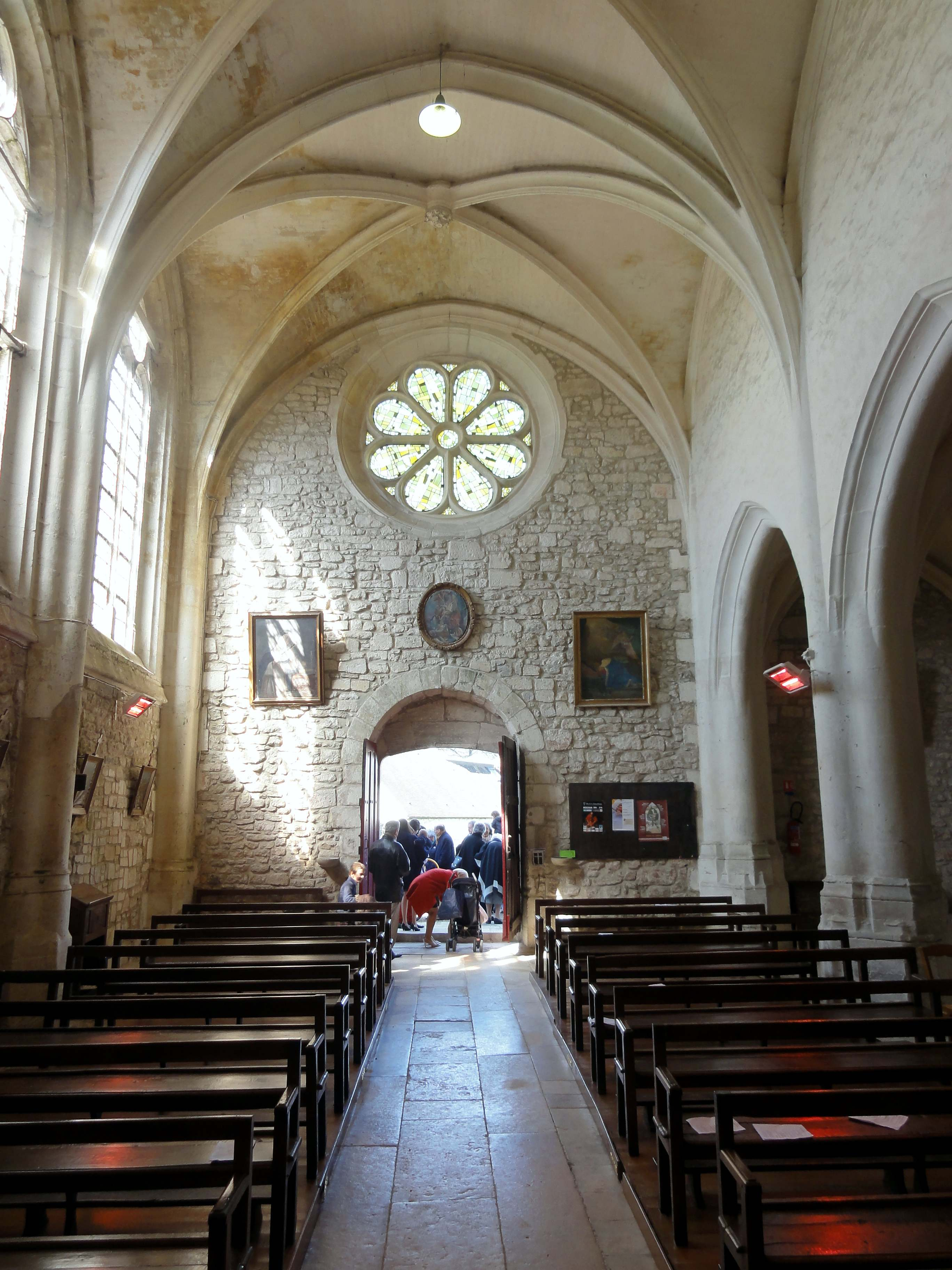
Vue vers l'ouest.
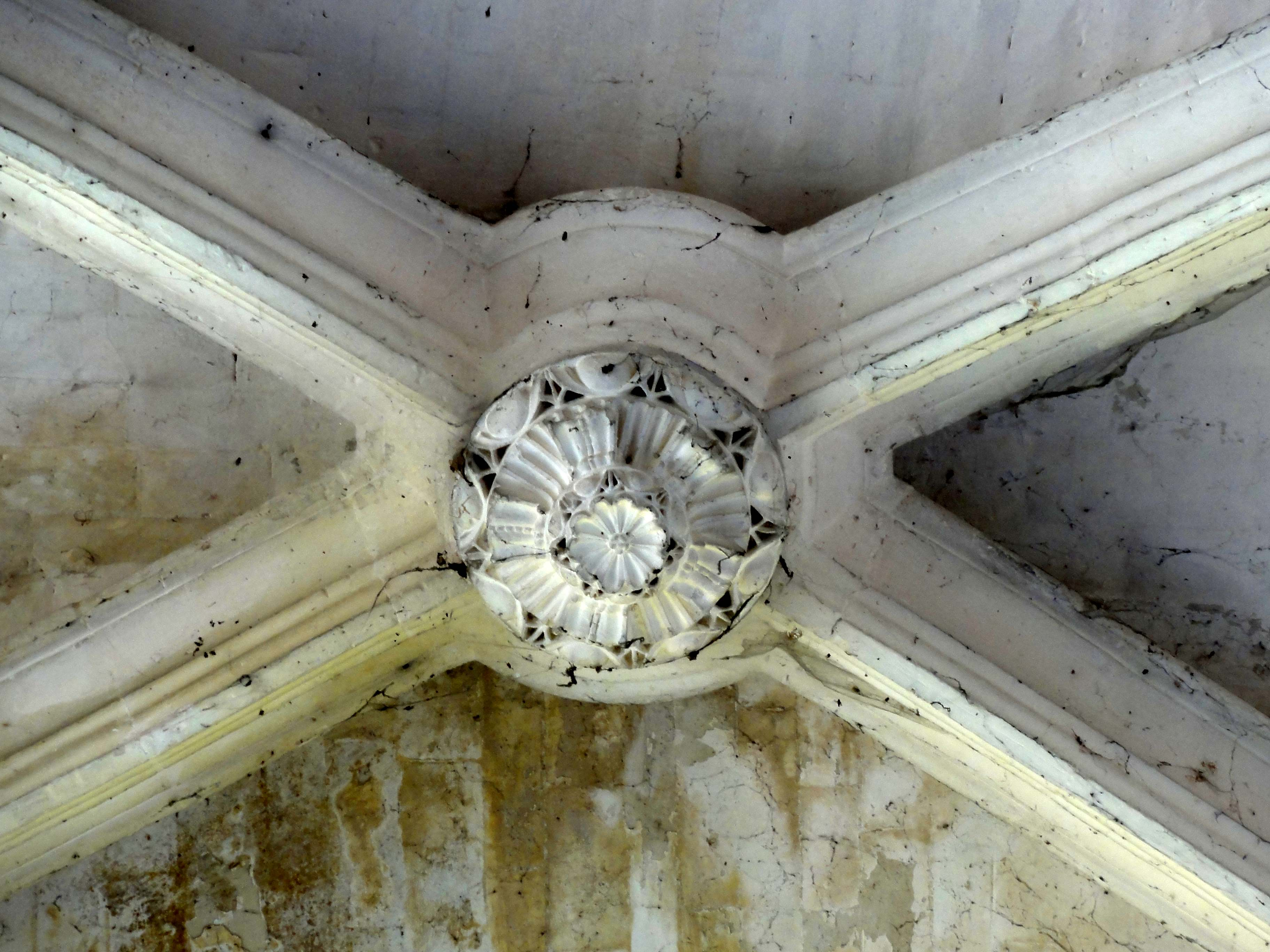
Clé de voûte de la 1re travée.

#### Bas-côté

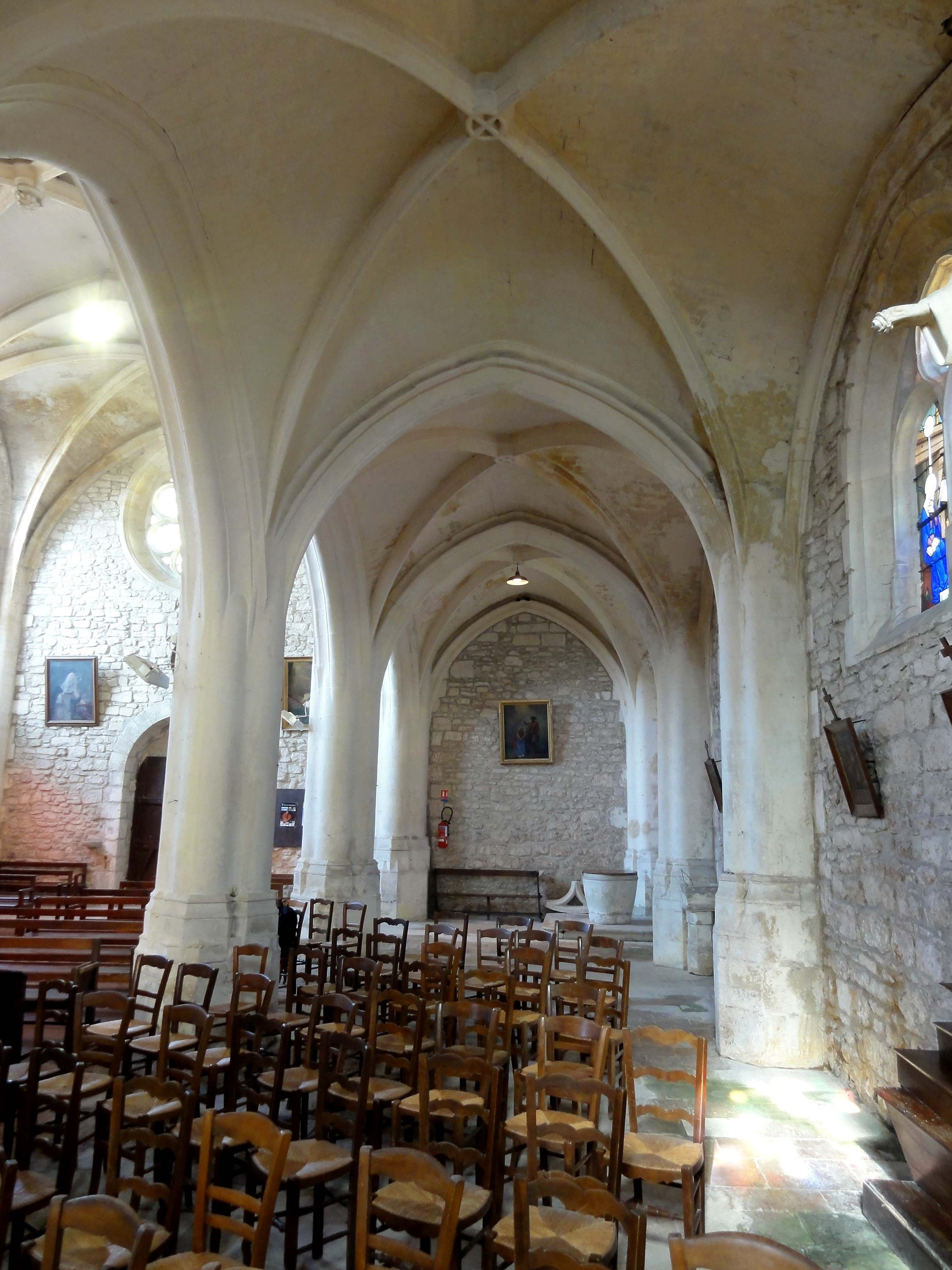
Vue vers l'ouest.

Le bas-côté se compose de trois travées légèrement barlongues dans le sens longitudinal. La première travée abrite la chapelle des fonts baptismaux. Les supports sont conçus selon les mêmes dispositions que dans la nef, et leurs proportions ne sont pas adaptées à la surface nettement plus réduite des voûtes. D'épais piliers ondulés sont donc engagés dans le mur gouttereau, de sorte que trois sur les quatre ondulations demeurent visibles. Les ondulations correspondant aux arcs longitudinaux sont beaucoup plus fortes que les formerets, et ne concordent pas avec ceux-ci. Elles semblent transpercer les voûtains, et créent une distance entre la retombée des ogives et celle des formerets, ce qui donne de courtes sections voûtées en berceau près du mur septentrional. Des irrégularités existent à la jonction avec la chapelle latérale nord du chœur. Dans l'angle nord-est de la troisième travée, l'ogive et le formeret se fondent dans une section de pilier cylindrique, comme dans la nef, et le pilier bute également sur un cul-de-lampe. Ici, il est sculpté, et enveloppé de feuillages. À la fin des grandes arcades, l'on trouve un demi-pilier ondulé, qui prend appui contre un pilier du chœur. Le doubleau vers la chapelle se fond dans le pilier du chœur, ce qui donne à penser qu'il s'agit d'une arcade plus ancienne, qui a seulement été retaillée à la période flamboyante. En ce qui concerne les clés de voûte, elles se font très discrètes, et sont toutes identiques, et assez atypiques. Ce sont des disques entourés d'un boudin, où se croisent les ogives, dont la face frontale présente également un boudin. Si les clés de voûte pourraient évoquer une période de construction plus réculée, le profil émoussé des ogives indique la fin de la période flamboyante. Les réseaux des fenêtres, qui sont à peine plus hautes que larges, va dans le même sens, et se compose de deux formes en plein cintre surmontées d'un oculus entre deux écoinçons ajourés. Ici, la modénature reste toutefois aigüe, et les meneaux disposent même de bases polygonales. Le maître d'œuvre semble avoir recopié des formes et profils dans de différents édifices en chantier ou récemment achevés, sans bien se rendre compte de mélanger des influences novatrices et traditionnelles.

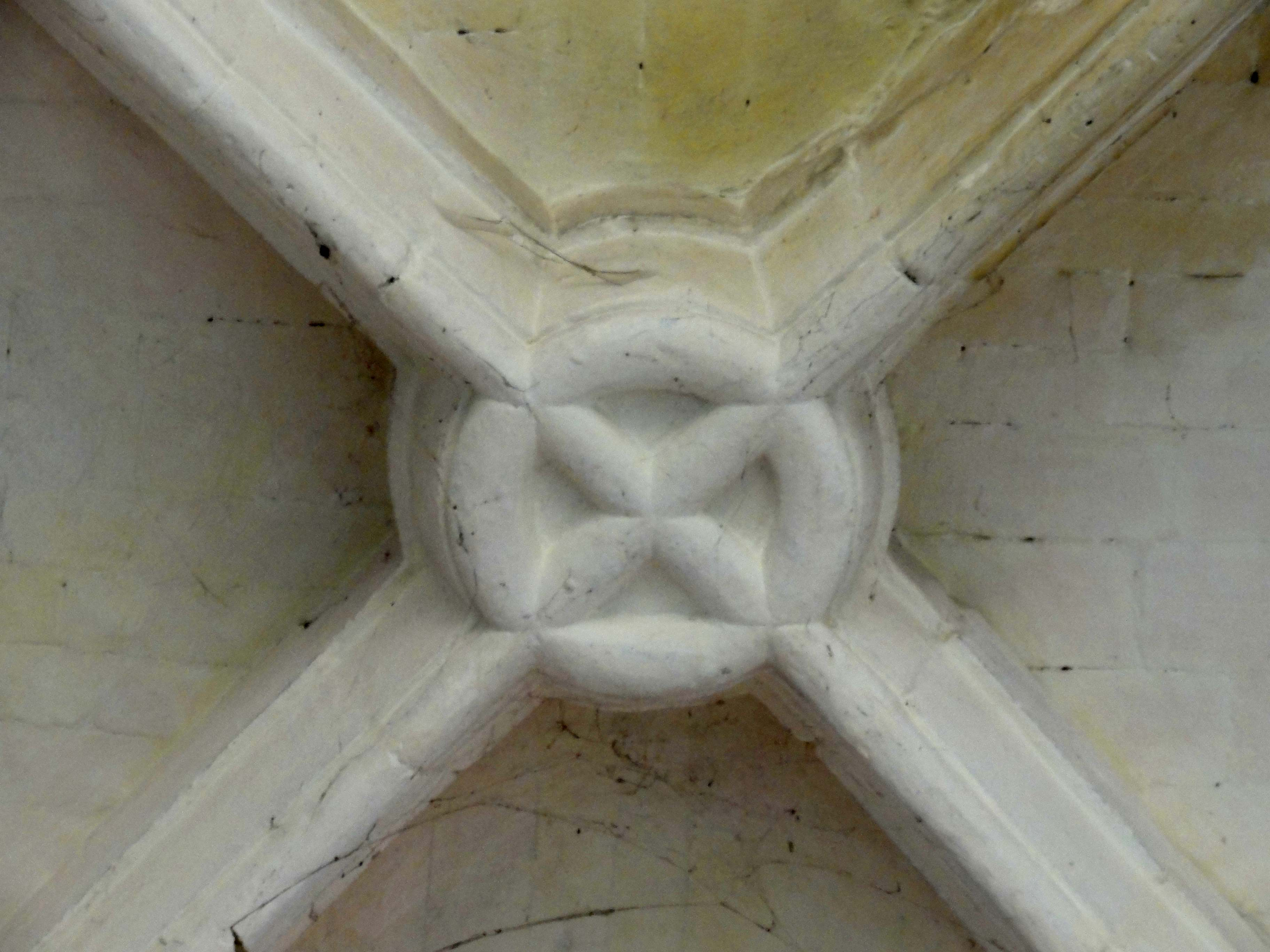
Clé de voûte.
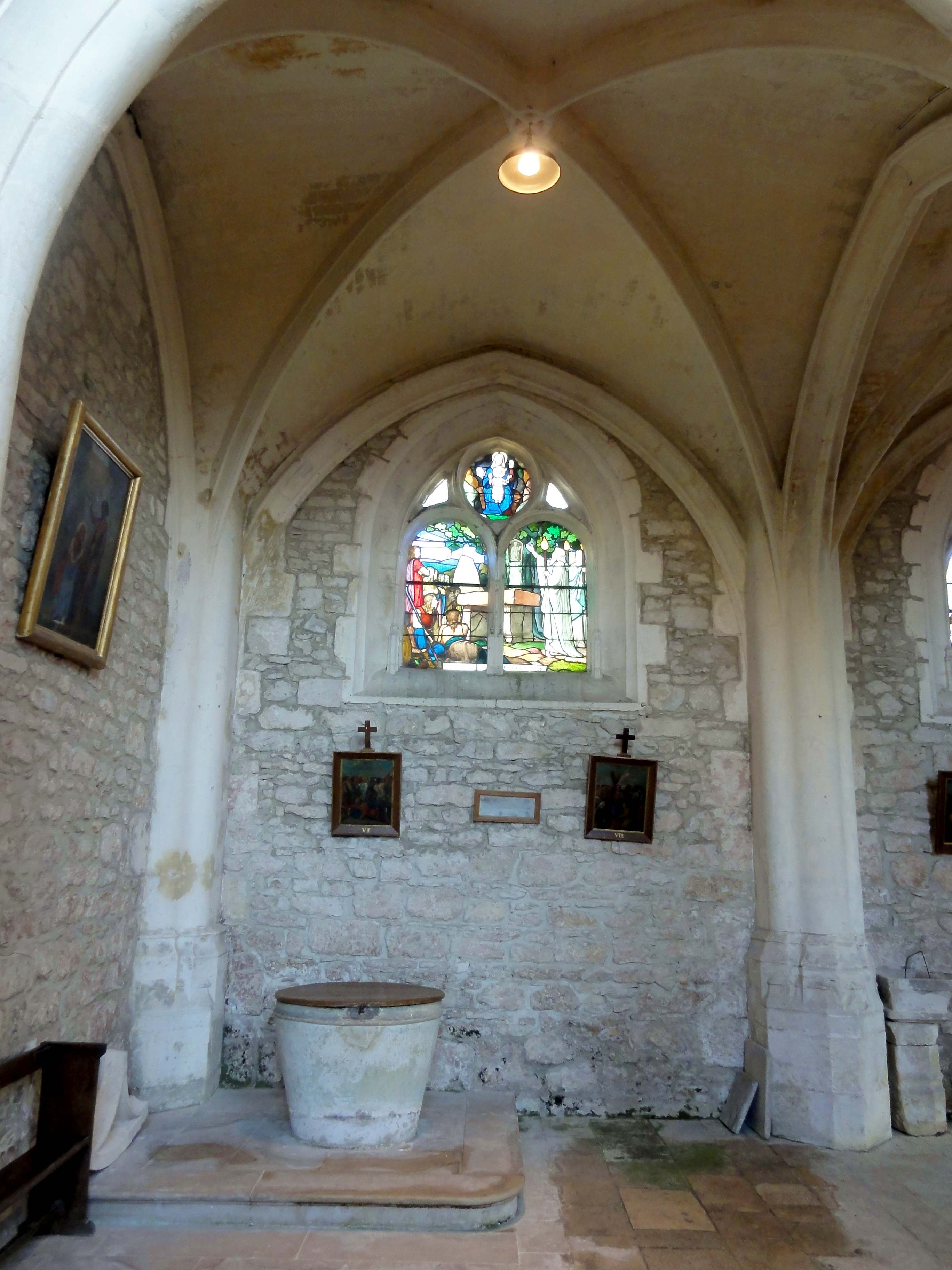
1re travée, élévation nord.
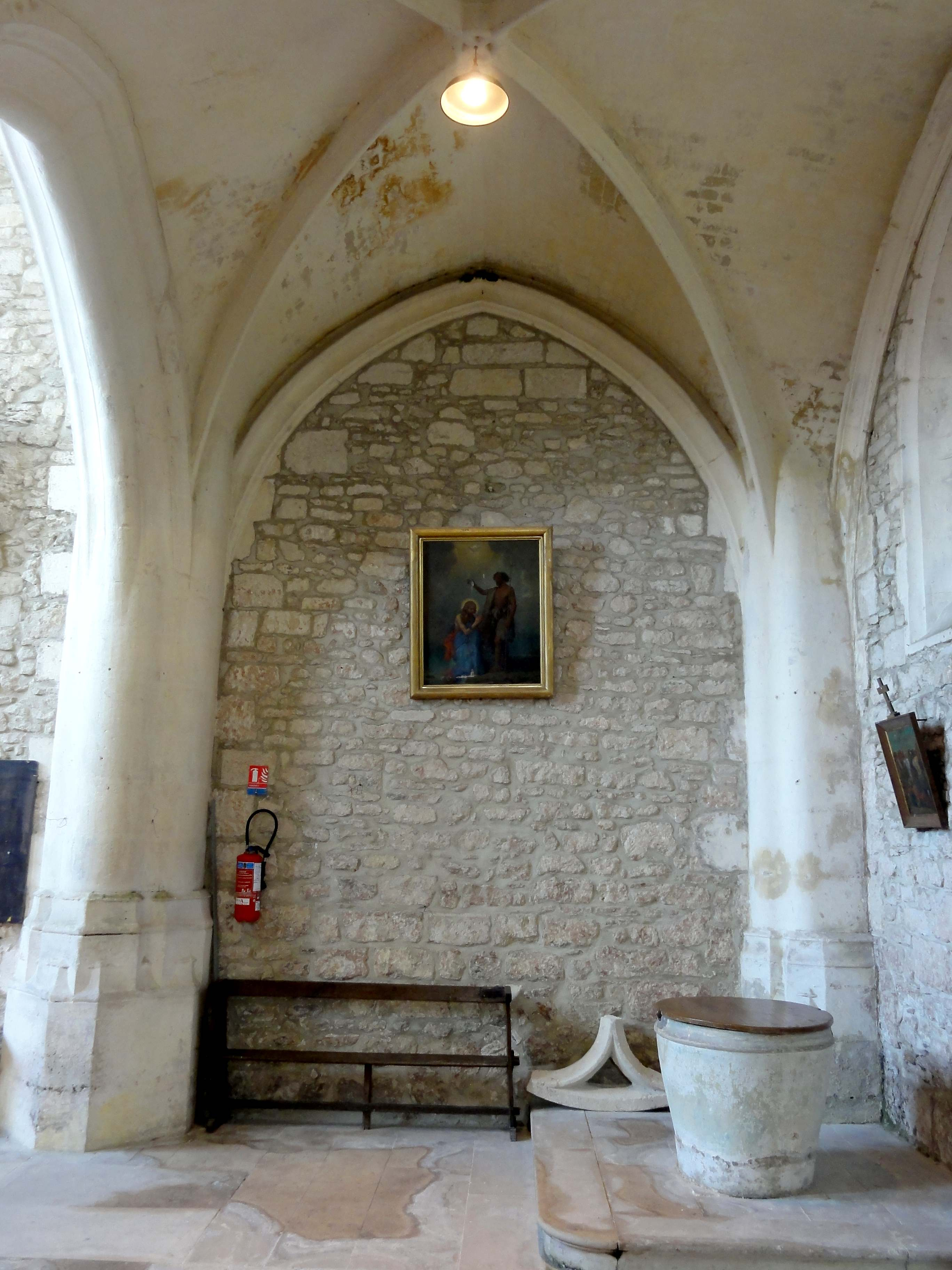
1re travée, élévation ouest.
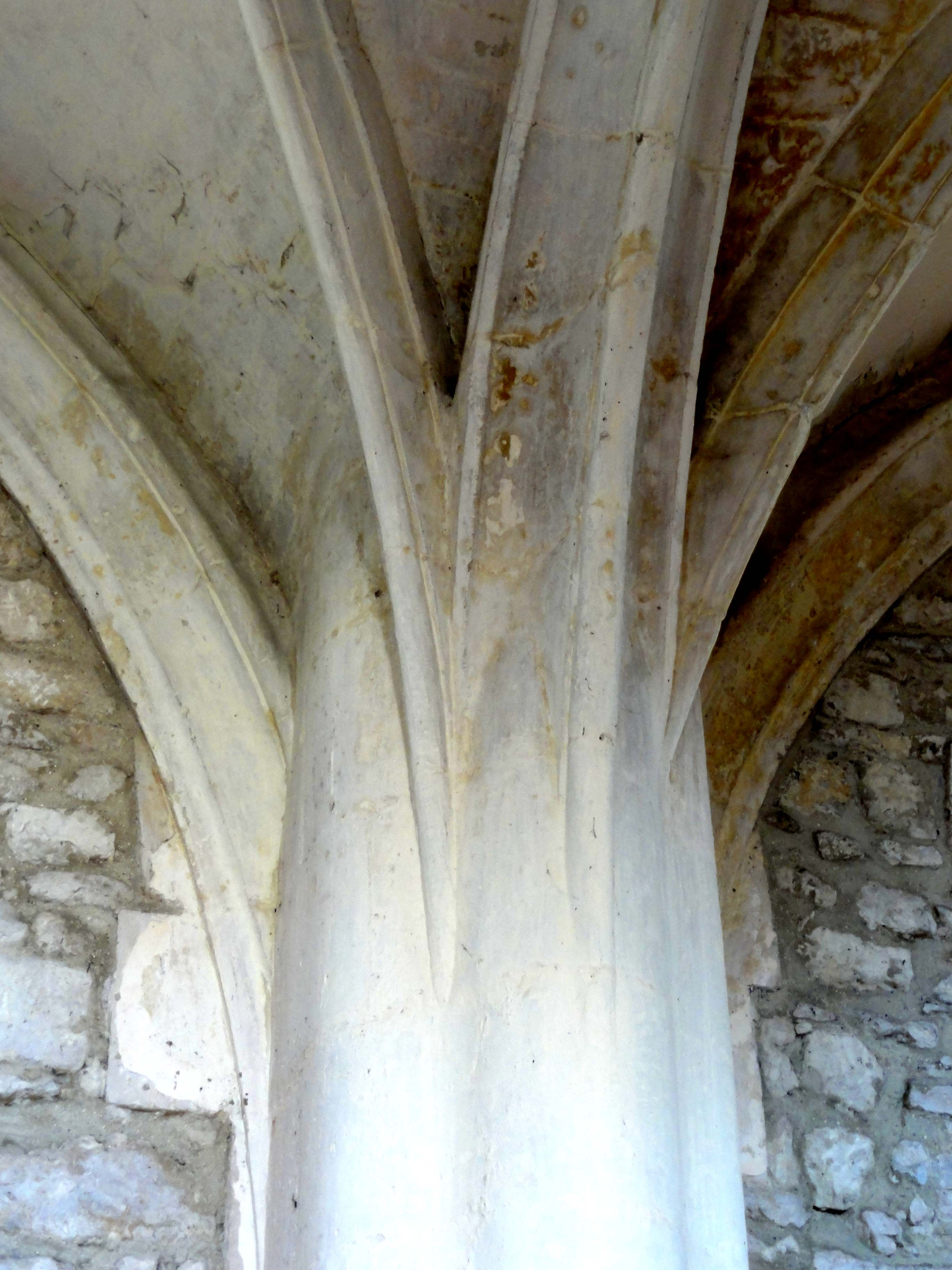
Retombée des voûtes.
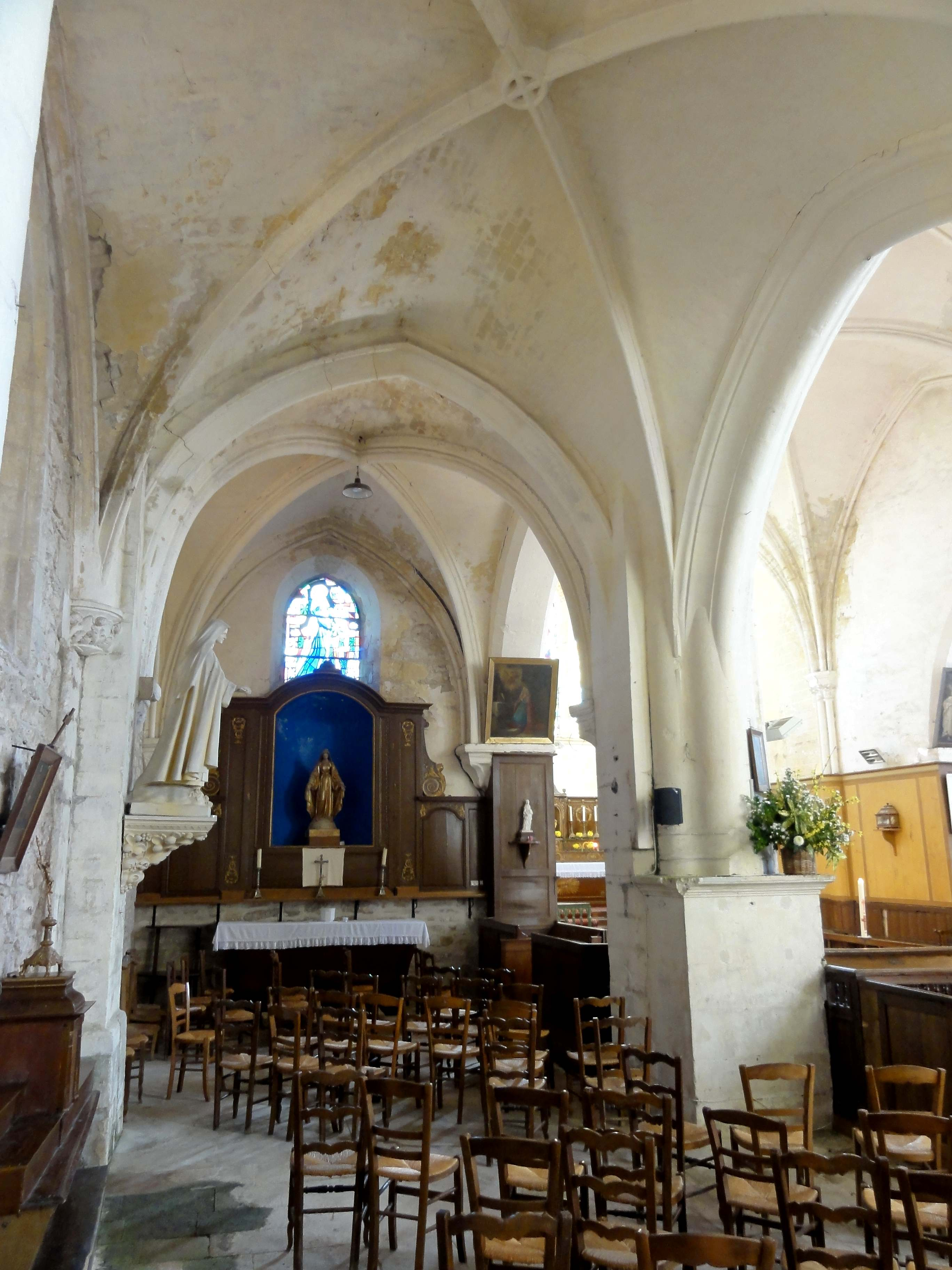
Jonction avec la chapelle.
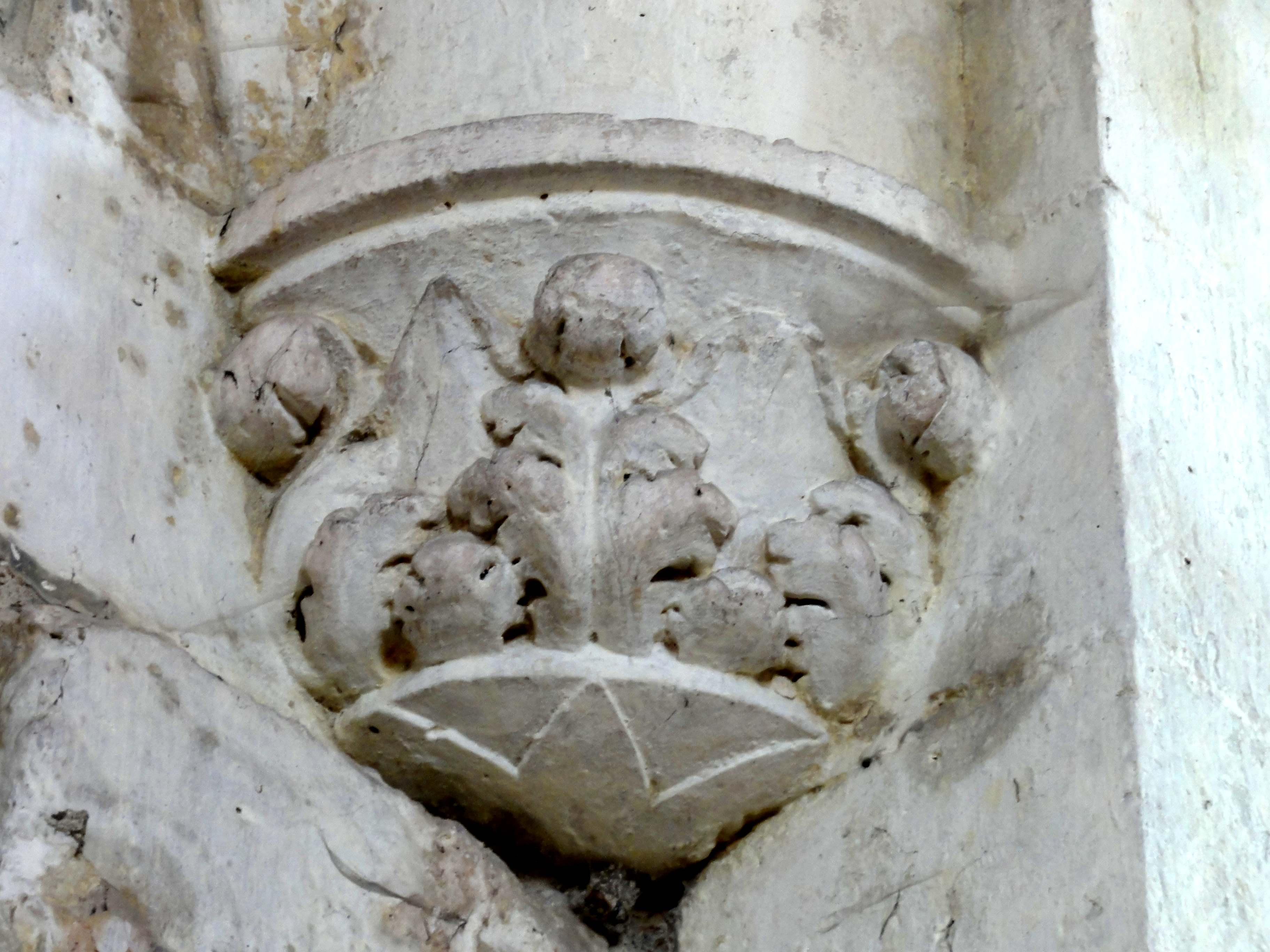
Cul-de-lampe.

#### Chapelles latérales du chœur et sacristie

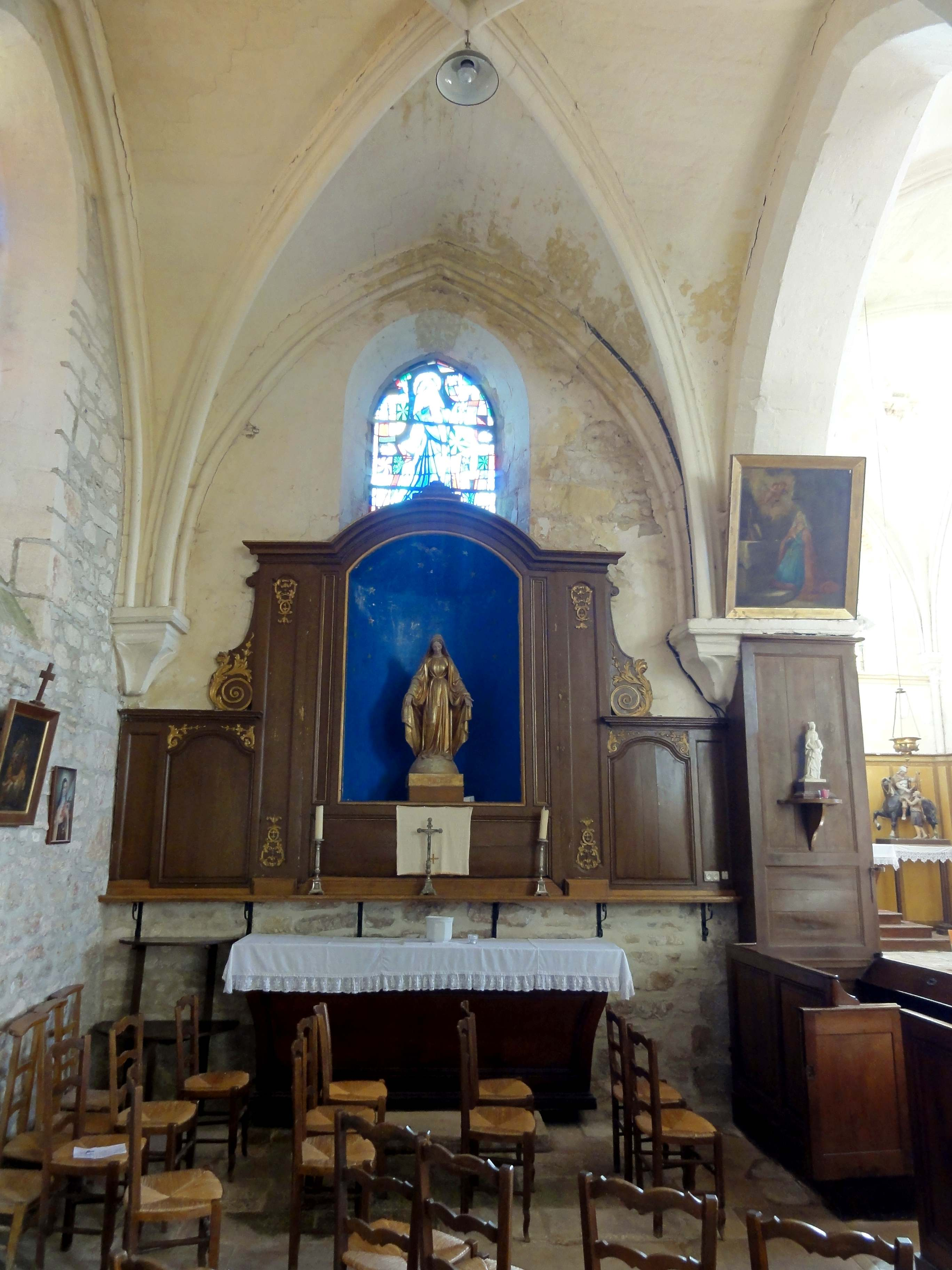
Chapelle de la Vierge.

Les deux chapelles latérales remplacent les croisillons du transept, dont l'église ne dispose pas. Pour représenter des croisillons véritables, les chapelles devraient être plus élevées que le bas-côté, à défaut d'atteindre la hauteur du vaisseau central. Elles devraient également être tout aussi larges que la première travée du chœur est profonde, ce qui n'est pas le cas : les arcades ouvrant sur les chapelles depuis le vaisseau central sont désaxées vers l'ouest, et un pan de mur existe à l'est de ces arcades, ce qui met clairement en exergue la petite dimension des chapelles. Bien que servant de base au clocher, la chapelle latérale sud ne diffère guère de son homologue au nord. Les principales différences existent du côté ouest, où la chapelle du nord, dédiée à la Vierge Marie, communique avec le bas-côté, alors que la chapelle du sud, placée sous l'invocation de Saint-Louis, présente une étroite arcade vers la chapelle servant de sacristie. Cette dernière arcade, ainsi que celles vers le vaisseau central, ne sont pas moulurées, et simplement chanfreinées. Les arcades vers le vaisseau central retombent sur des impostes moulurées. Il n'y a pas de colonnettes, ni de chapiteaux, mais les angles des piédroits sont taillés en biseau, et près du tailloir, la transition vers le plan rectangulaire est assurée par une seule feuille plate stylisée. Ce dépouillement est rare dans les chœurs liturgiques et leurs annexes au XIIIe siècle, mais semble être volontaire, et se retrouve aussi à Ermenonville, autre église influencée par l'abbatiale de Chaalis. Le voûtement est en effet soigné, car l'on trouve des formerets moulurés d'un tore dégagé, et les ogives présentent un tore en forme d'amande entre deux baguettes. Il n'y a pas de clé de voûte décorée dans la chapelle de la Vierge, et un trou pour la descente des cloches a été percé dans la voûte de la chapelle Saint-Louis après coup. Les ogives et formerets sont reçus sur des culs-de-lampe, dont les corbeilles sont sculptées de feuillages à l'instar des chapiteaux de la même époque. Les fenêtres sont des lancettes simples en arc brisé.
La chapelle servant de sacristie est datée du XVe siècle par Dominique Vermand, et elle affiche le style gothique flamboyant, sauf toutefois les deux arcades qui la relient avec la dernière travée de la nef et la base du clocher. Ces arcades sont en tiers-point, et sans style véritable, puisque non moulurées et dépourvues de supports. On ne peut donc pas exclure l'existence d'une chapelle plus ancienne avant celle que l'on voit actuellement. La sacristie est fermée par une cloison en torchis à mi-hauteur. Elle remplace peut-être une clôture en bois, dont devrait subsister la partie supérieure actuellement placée au-dessus de la cloison. La clôture est ajourée grâce à de fins balustres en bois tourné, et un tympan en hémicycle, avec des balustres disposés concentriquement, se situe au-dessus de la porte. Côté nef, la cloison a deux pans obliques, ce qui laisse libre le passage vers la chapelle Saint-Louis, ainsi que vers la porte de la cage d'escalier dans l'angle nord-ouest de la chapelle. Cette porte possède une archivolte sculptée tout à fait remarquable malgré sa relative simplicité. Elle est en anse de panier, et retombe sur deux culs-de-lampe représentant des chimères ailées. L'arc est surmonté d'une accolade, qui est sommée d'une console enveloppée de feuillages, et dont l'extrados est garni de feuilles grasses, à raison de deux de chaque côté. Trois feuilles du même type ornent le petit tympan. L'on trouve la même sculpture sur les culs-de-lampe de la voûte, dont l'un représente une chimère que l'on pourrait prendre pour un ange, si le corps n'évoquait pas une chauve-souris. Un autre cul-de-lampe arbore une feuille de vigne de facture naturaliste. La fenêtre côté sud possède un remplage proprement flamboyant, composé de deux lancettes à têtes trilobées surmontée d'un soufflet trilobée et de deux mouchettes.

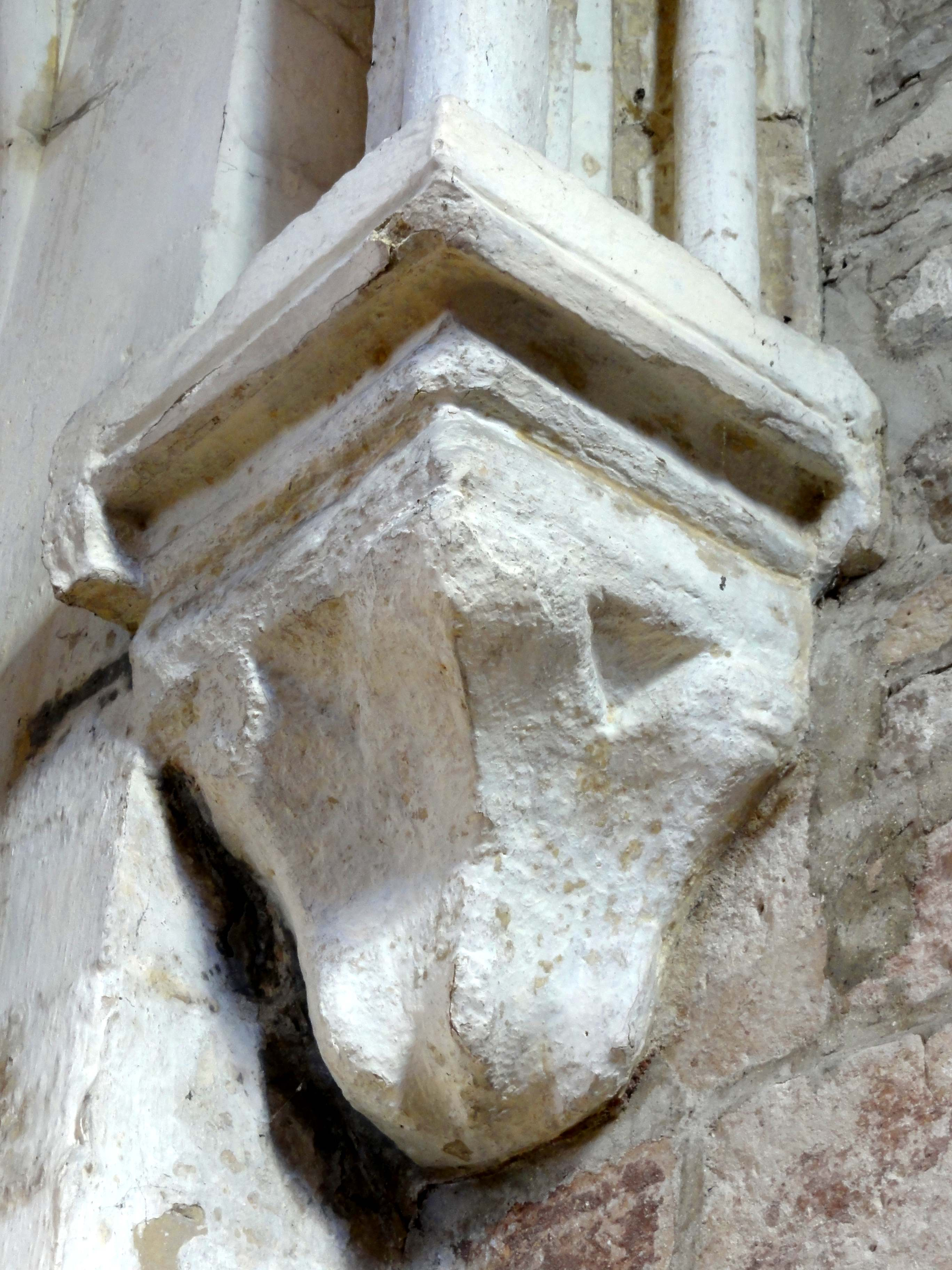
Chapelle nord, cul-de-lampe du XIIIe siècle.
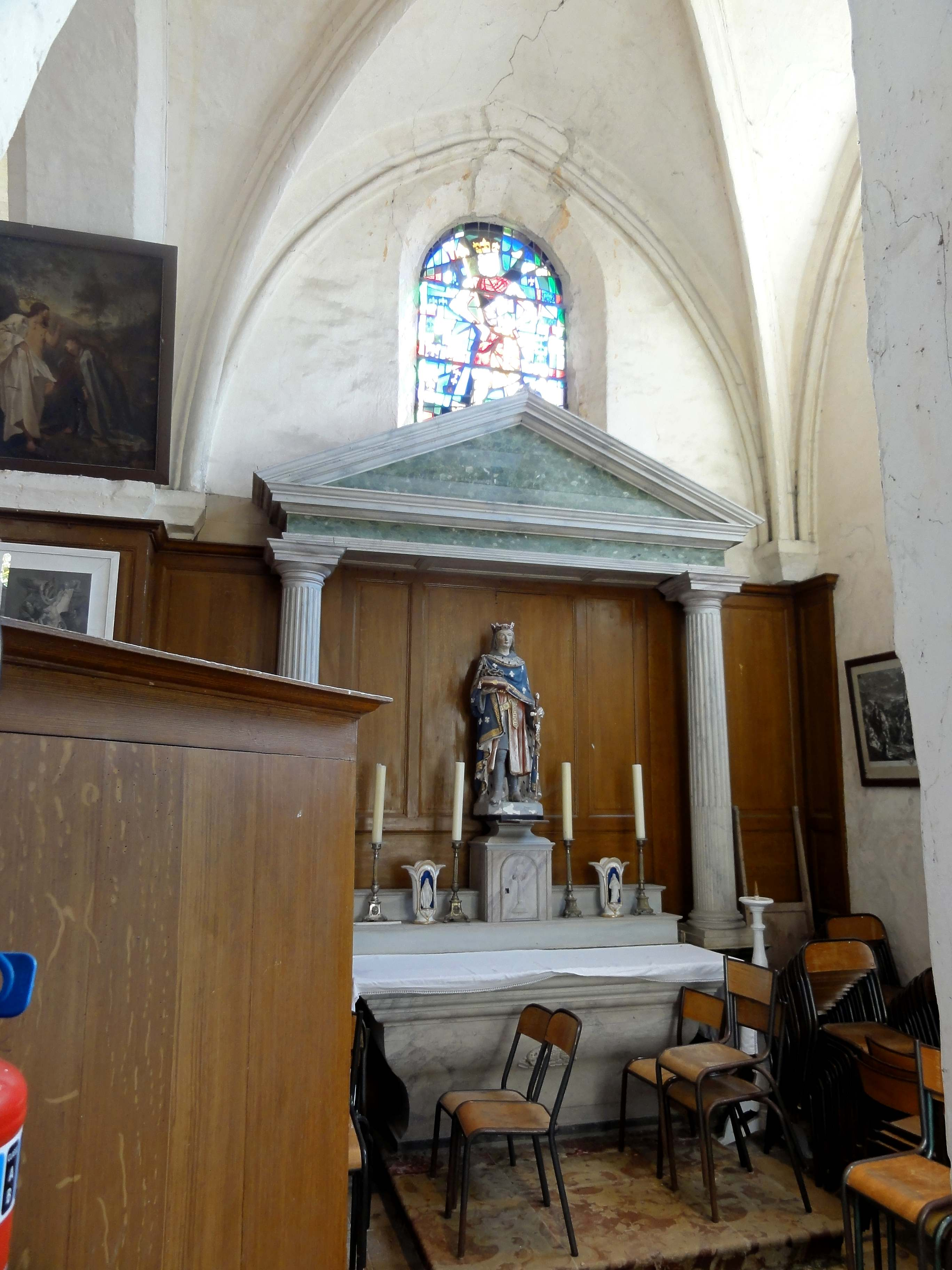
Chapelle Saint-Louis, vue vers l'est.
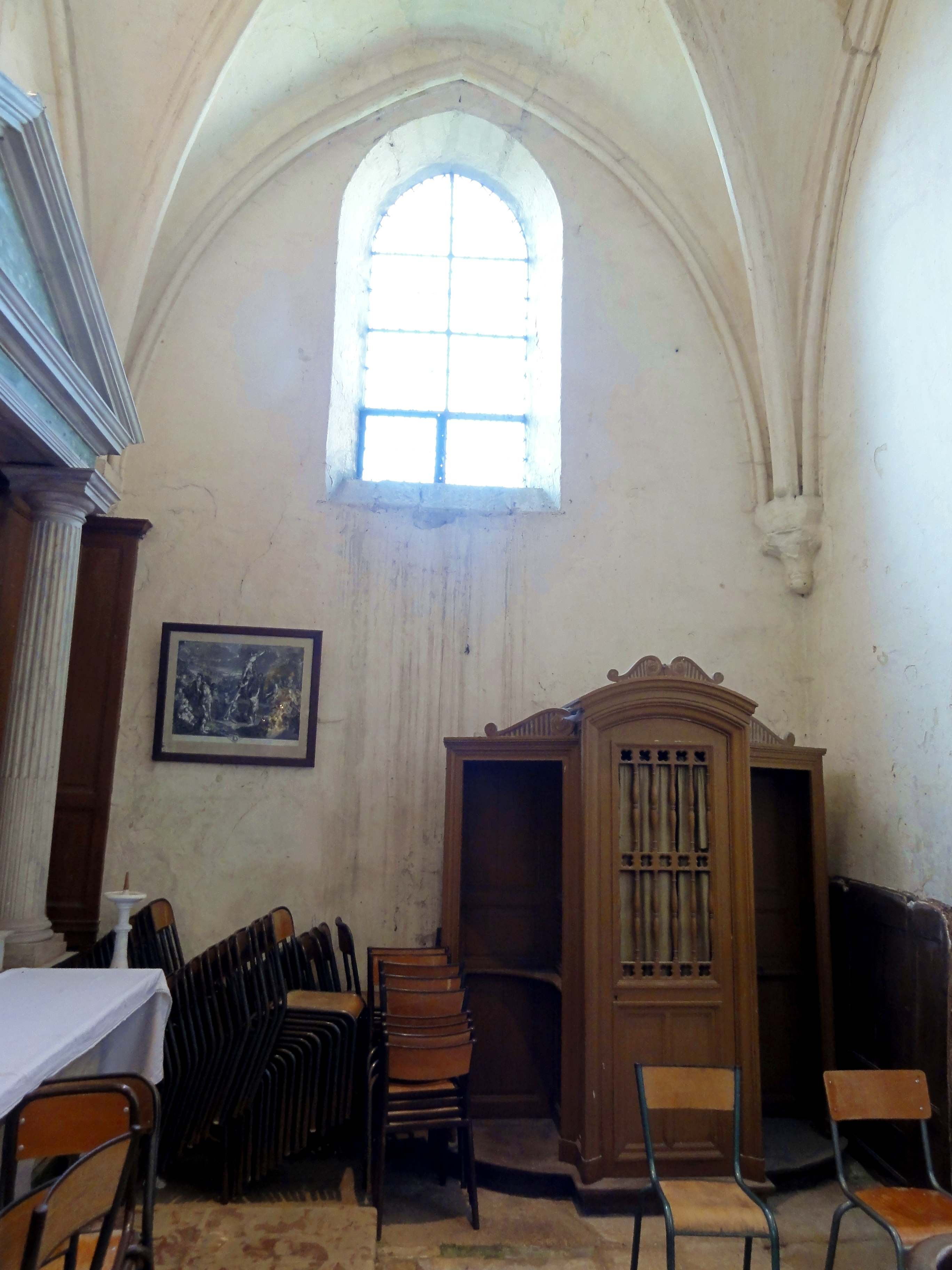
Chapelle Saint-Louis, vue vers le sud.
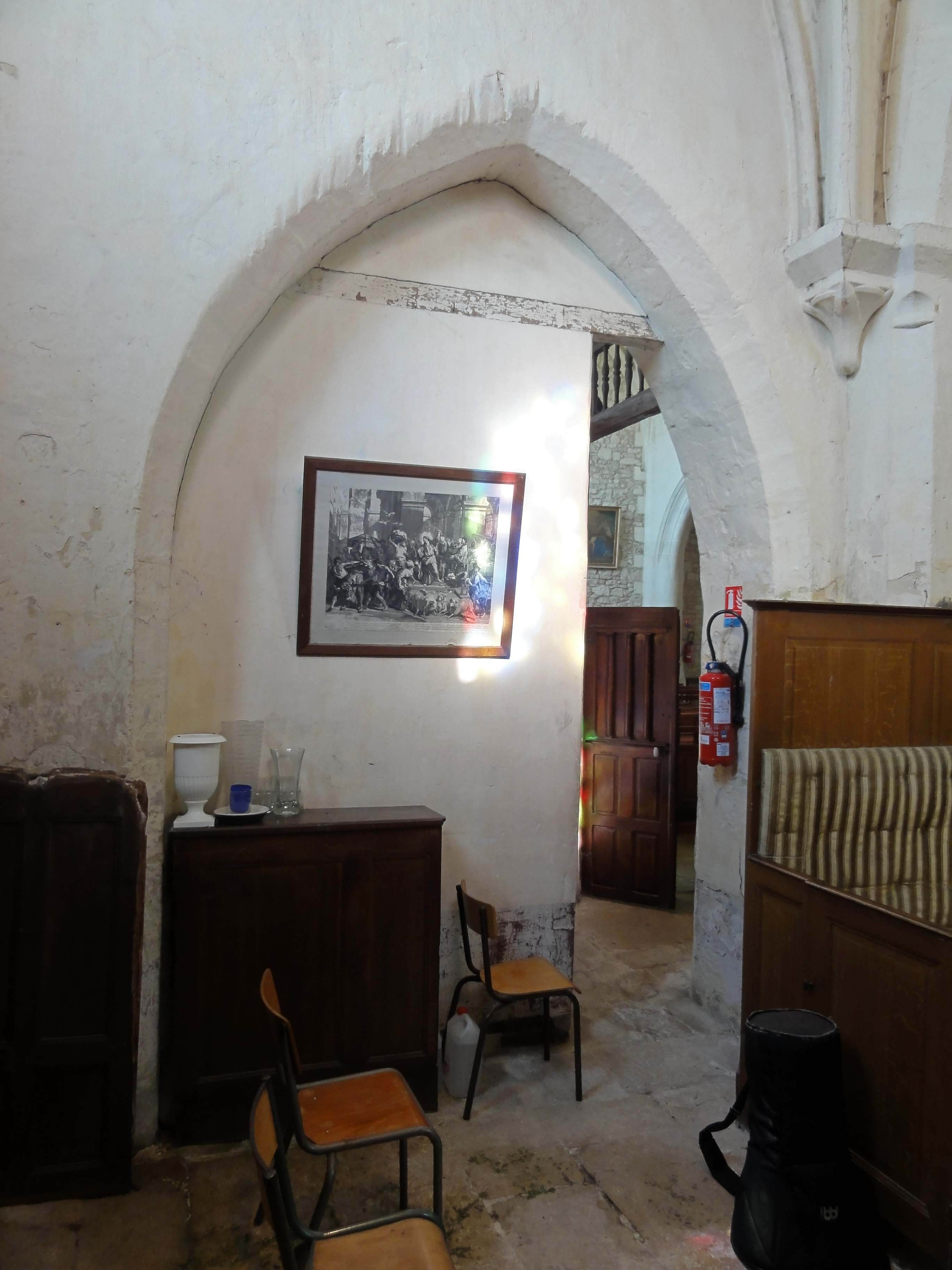
Chapelle Saint-Louis, arcade occidentale.
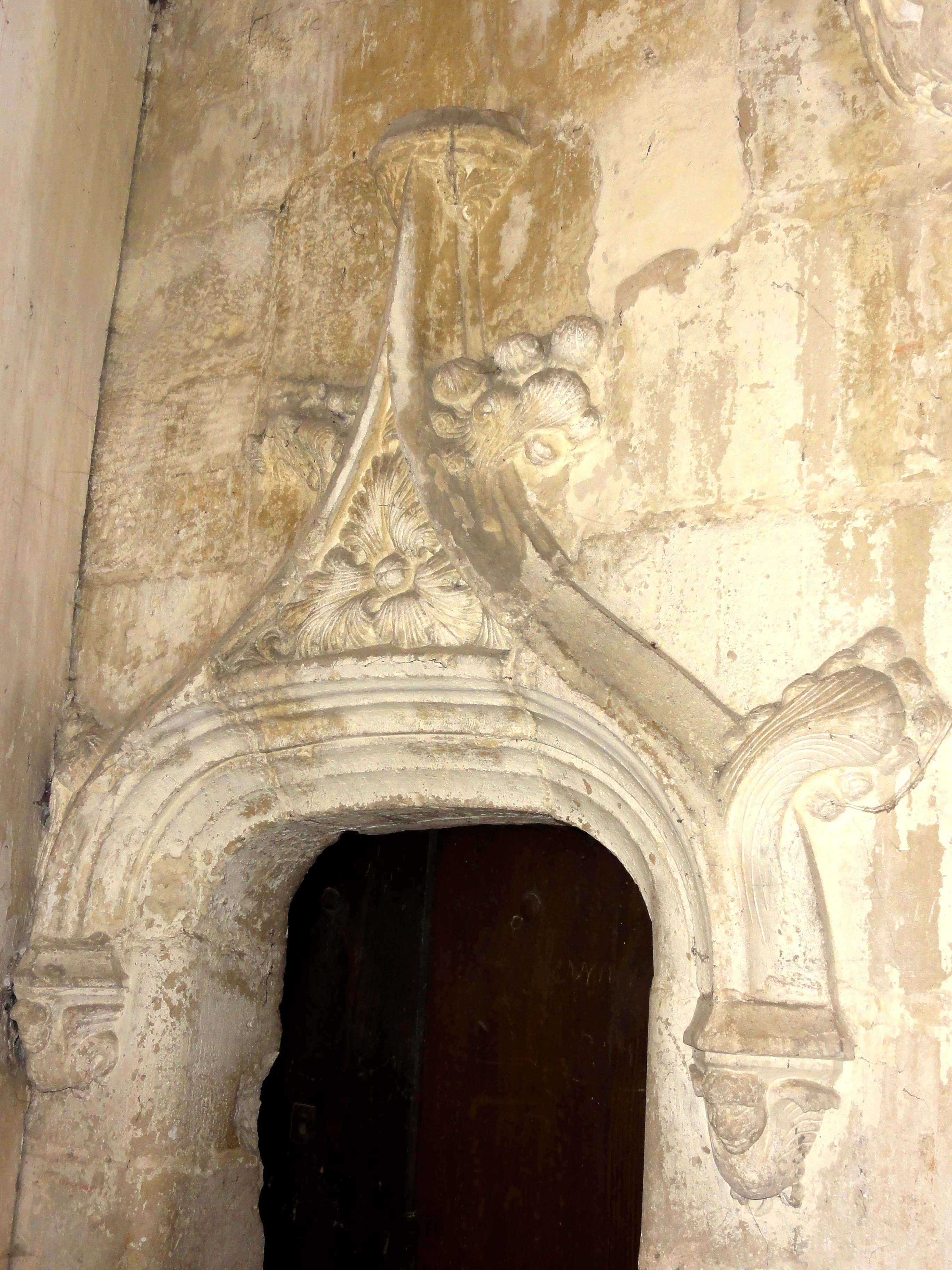
Sacristie, porte de la cage d'escalier.
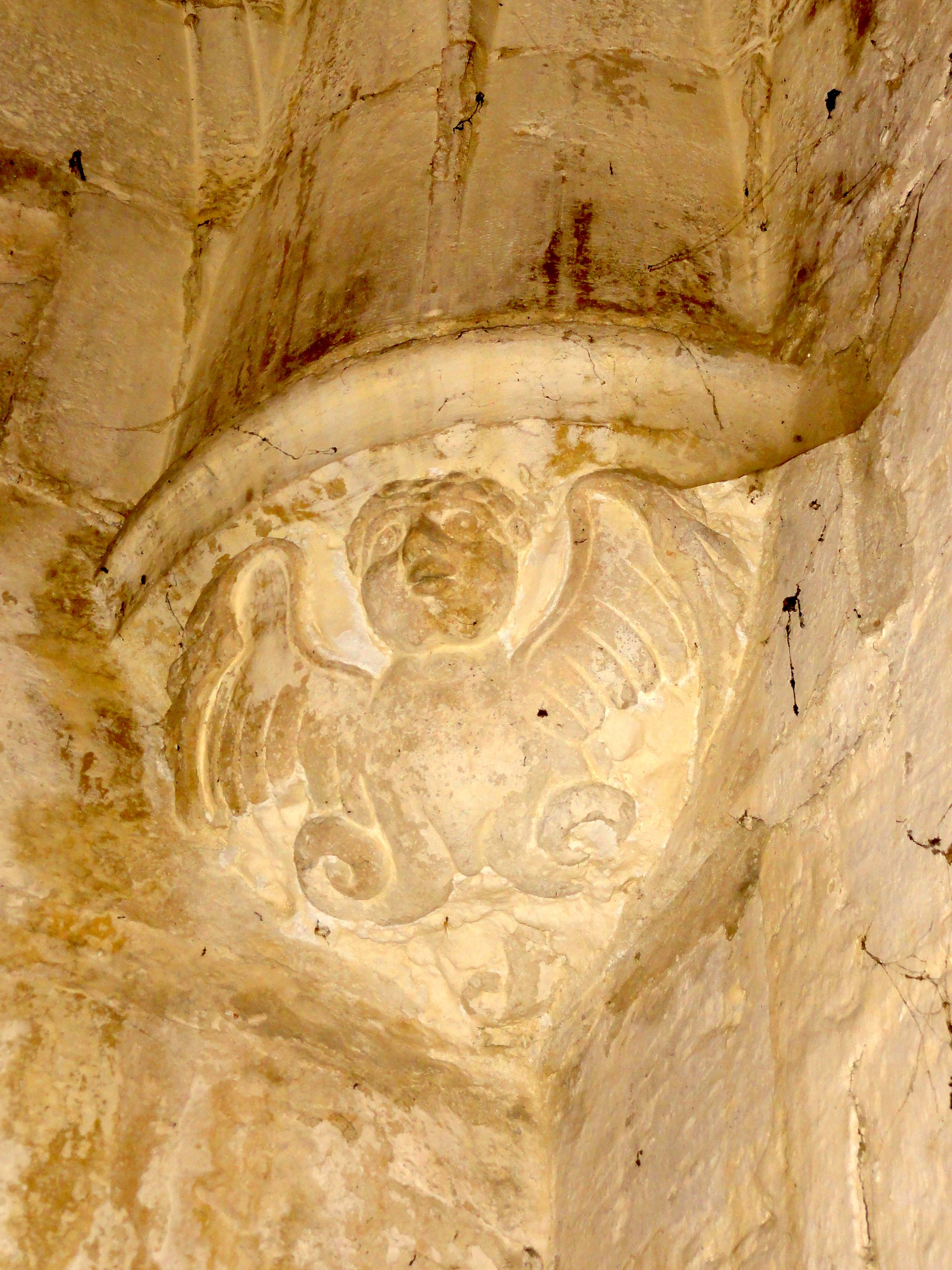
Sacristie, cul-de-lampe du XVe siècle.

#### Chœur

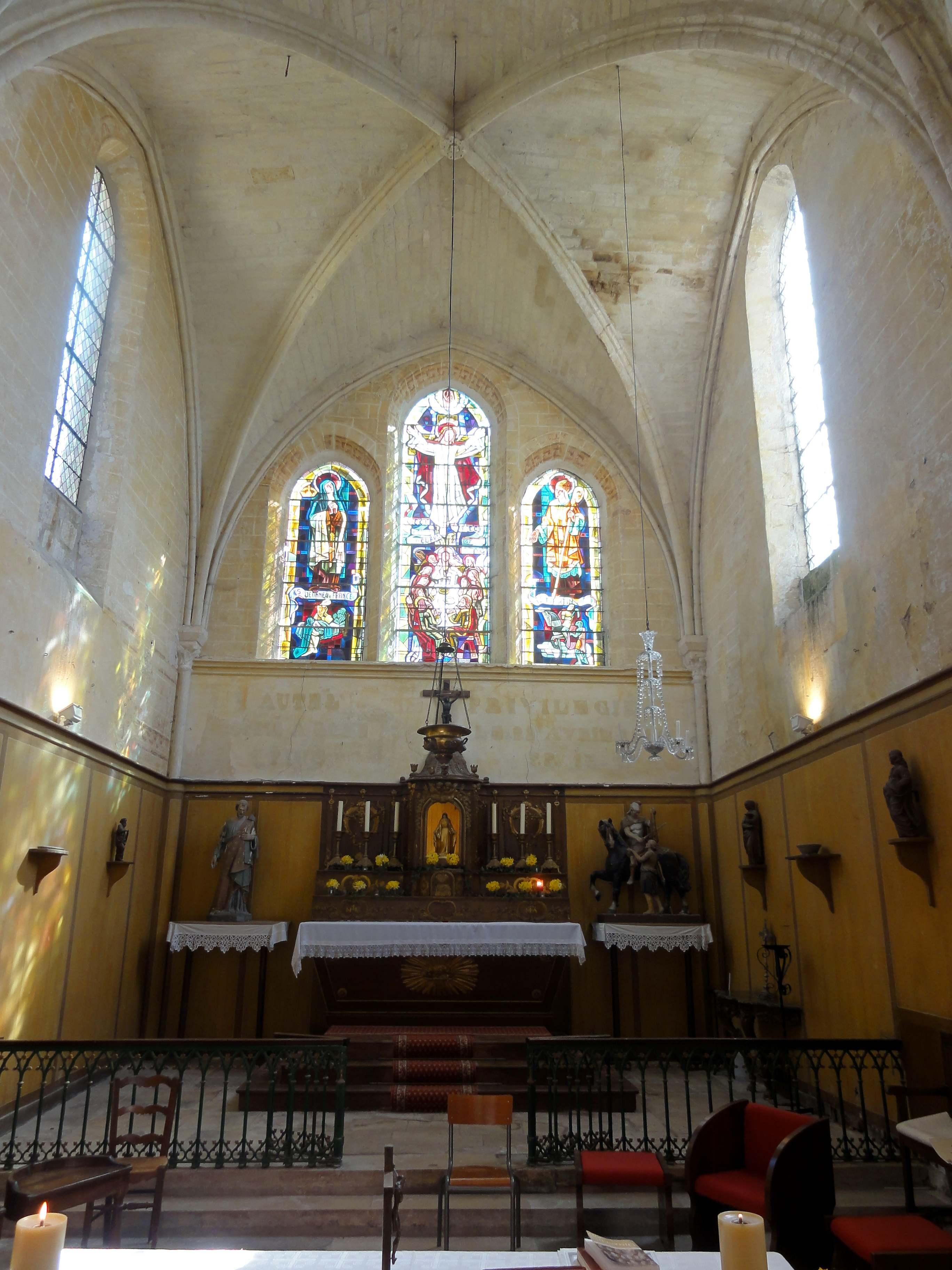
Chœur, vue vers l'est.

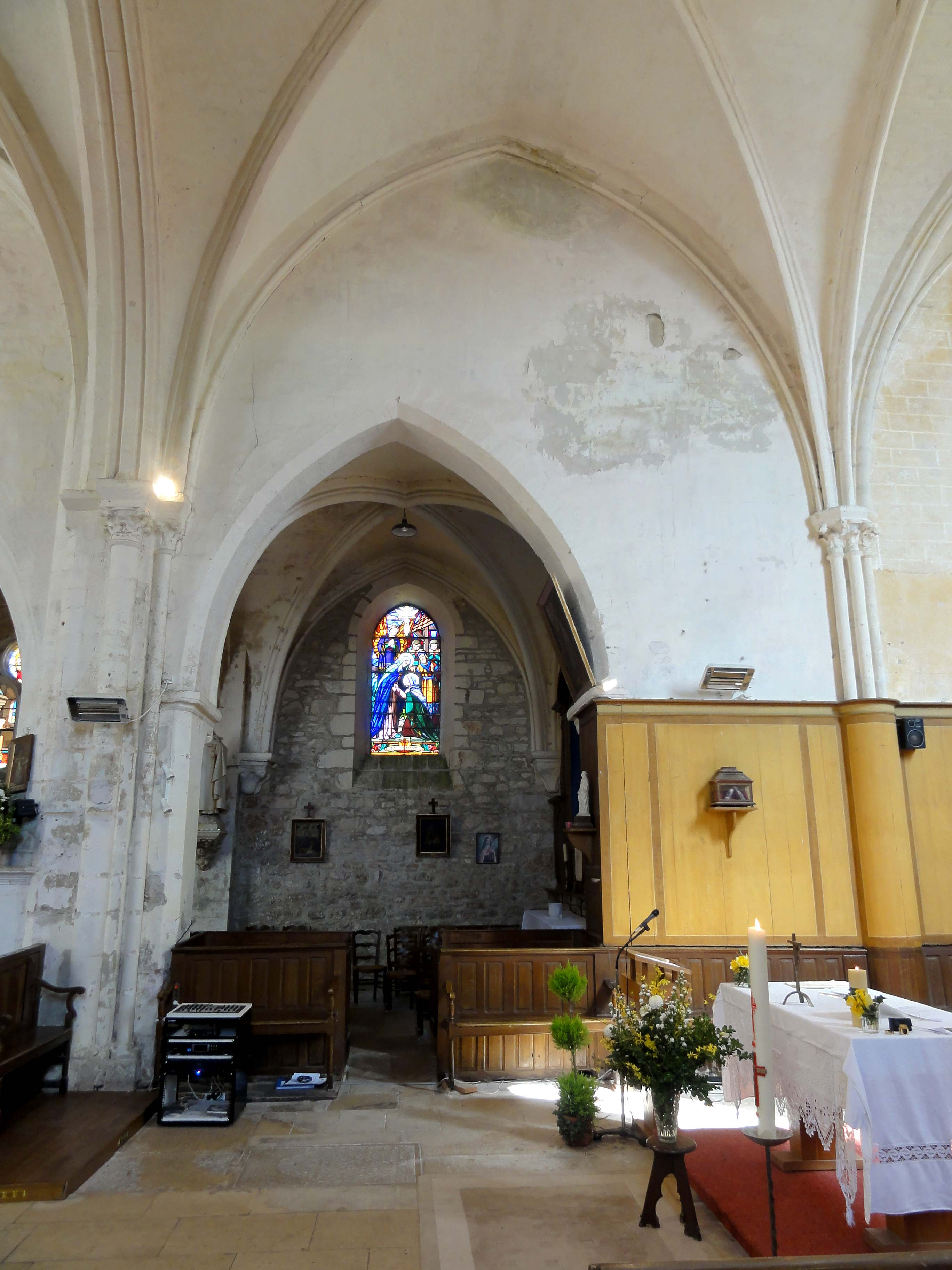
1re travée, élévation nord.

Dominique Vermand souligne l'homogénéité de l'ensemble formé par le chœur et ses deux chapelles, qui « est traité avec un parti pris de dépouillement raffiné qui n'est pas sans évoquer l'architecture cistercienne dont l'abbatiale contemporaine de Chaalis offrait un magistral exemple à quelques kilomètres de là ». L'un des marques de raffinement est le choix de colonnettes en délit, qui sont particulièrement fines, plus que ne sauraient l'être des colonnettes appareillées, et ont toutes le même diamètre au niveau du doubleau intermédiaire. L'arc triomphal est toutefois plus robuste, ce qui était sans doute nécessaire parce que la nef n'était pas voûtée au moment de la construction du chœur, qui devait donc tenir tout seul. Vers la nef, l'arc triomphal dispose d'un rouleau supérieur qui n'est pas mouluré, et retombe sur les tailloirs de piliers carrés aux arêtes abattues, avec une seule feuille sculptée en lieu et place des chapiteaux, comme sur les arcades vers les chapelles. Le rang de claveaux inférieur est mouluré d'un large filet entre deux tores dégagés, et retombe sur les tailloirs de colonnettes à chapiteaux plus fortes que les autres. S'y joint une fine colonnette de chaque côté, qui reçoit les ogives et formerets. Au niveau du doubleau intermédiaire, l'on trouve des faisceaux de trois colonnettes, dont la sculpture des chapiteaux fusionne, et qui partagent un tailloir unique de plan trapézoïdal. Des colonnettes uniques sont logées dans les angles près du chevet. La sculpture des chapiteaux est très fouillée, et déploie des feuilles d'angle aux extrémités souvent recourbées en crochets, sauf au chevet, ainsi que des feuilles plates ou polylobées au milieu de la corbeille, et des fruits d'arum. En revanche, la mouluration des tailloirs a été négligée, et ceux-ci se résument à une plate-bande et un biseau, ce qui paraît déjà bien archaïque à la fin de la période romane. Les ogives et le doubleau intermédiaire adoptent le même profil déjà observé dans les chapelles, à savoir un tore en forme d'amande entre deux baguettes, et les formerets affichent un petit tore dégagé. Les clés de voûte sont de petites rosaces, et celle de la deuxième travée est « tournante » (suggérant un mouvement de rotation). C'est une particularité que possèdent de nombreuses églises à partir des années 1210 / 1220 au plus tôt, dont Brenouille, Chars, Ermenonville, Glaignes et Trumilly.
La première travée du chœur ne possède pas de fenêtres, et présente les deux grandes arcades déjà évoquées. La dernière travée est donc seule à posséder des fenêtres latérales, qui sont des lancettes simples au-dessus d'un haut soubassement. Cette particularité est partagée avec les églises d'Ermenonville et Ver-sur-Launette. Comme dans ces deux églises, le chevet plat est ajouré d'un triplet de trois lancettes en arc brisé, qui sont dépourvues de toute décoration, mais prennent appui sur un bandeau mouluré. La lancette médiane est plus élevée que les deux autres. Dans la région, le chevet plat est courant à la première période romane, avant que les absides voûtées en cul-de-four ne s'imposent à la fin du XIe siècle. À la fin de la période romane, il fait son retour avec la diffusion du voûtement d'ogives, qui s'accélère au second quart du XIIe siècle. Avant le milieu du siècle, les églises d'Avrechy, Francastel, Saint-Rieul de Louvres, Noël-Saint-Martin (commune de Villeneuve-sur-Verberie) et Rocquemont sont pourvues de chœurs au chevet plat voûtés d'ogives, et éclairés par un triplet. Pour la seconde moitié du siècle, on peut citer Cauffry, Ormoy-Villers, Précy-sur-Oise et Saint-Vincent de Senlis, par exemple. Pendant la première moitié du XIIIe siècle, des triplets sont appliqués aux chevets de Saint-Léonard, Ermenonville et Ver-sur-Launette, où l'on ne trouve pas non plus la moindre décoration, et Saint-Jean-aux-Bois. L'église d'Ermenonville est plus élancée que celle de Borest, et sont chœur compte deux travées doubles, munies de voûtes sexpartites. C'est avec le chœur de Ver-sur-Launette que l'on trouve le plus grand nombre de points de rapprochement, plus encore, la deuxième travée de ces deux chœur en ce qui concerne le plan, les élévations et la disposition des supports. Seules la sculpture et la modénature diffèrent. Tant à Borest, Ermenonville et Ver-sur-Launette, le chapitre de la cathédrale de Senlis nomme à la cure. Sur le plan des détails, l'on peut signaler des peintures murales du Moyen Âge, qui consistent d'un faux-appareil ; de bandeaux et frises de motifs géométriques au nord de la seconde travée (tout à droite) ; et de grecques sur les claveaux des baies latérales et dans l'intrados des baies du triplet. Ces peintures sont réalisées à l'ocre jaune et marron.

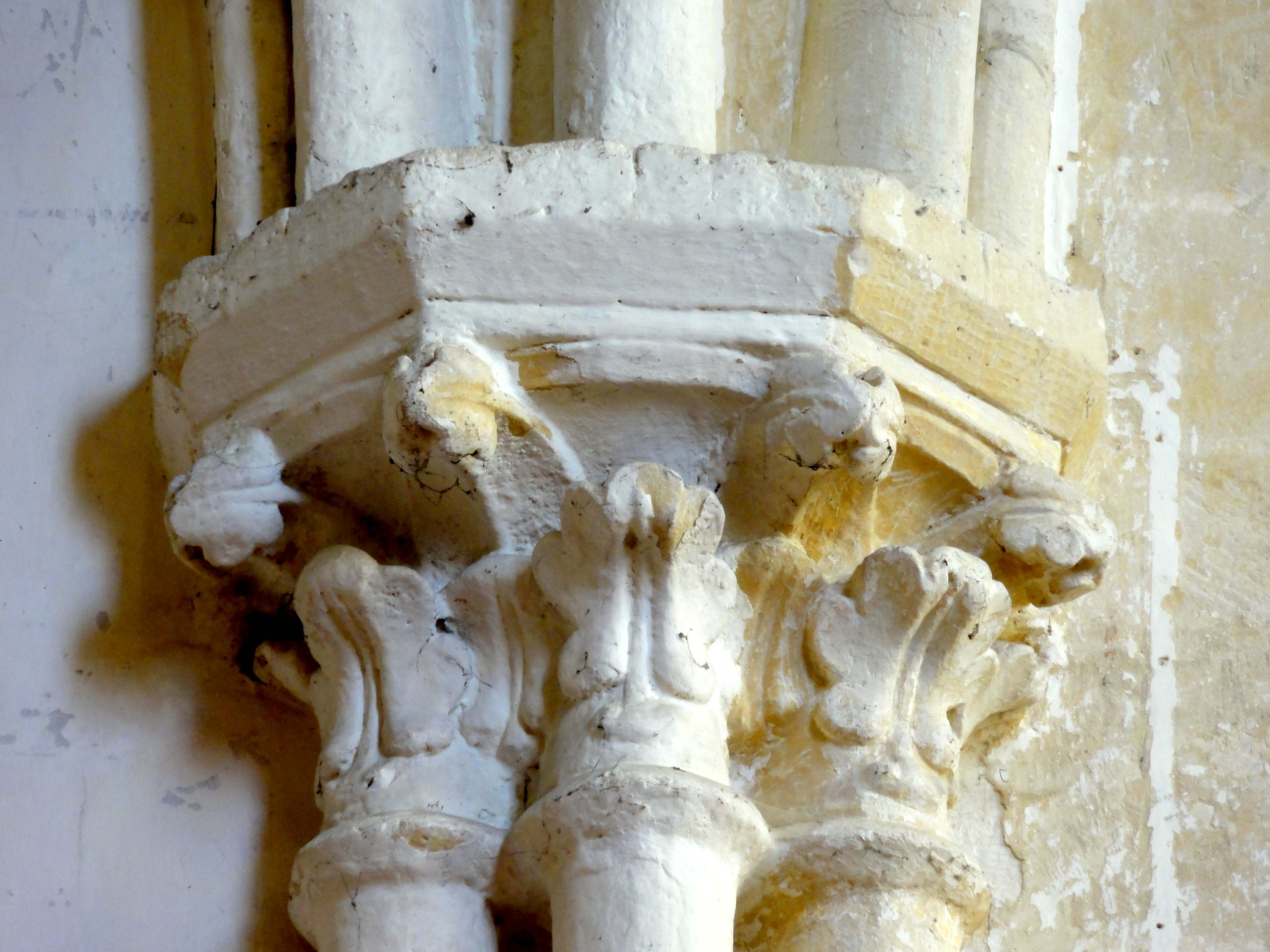
Chapiteaux du doubleau intermédiaire, côté nord.
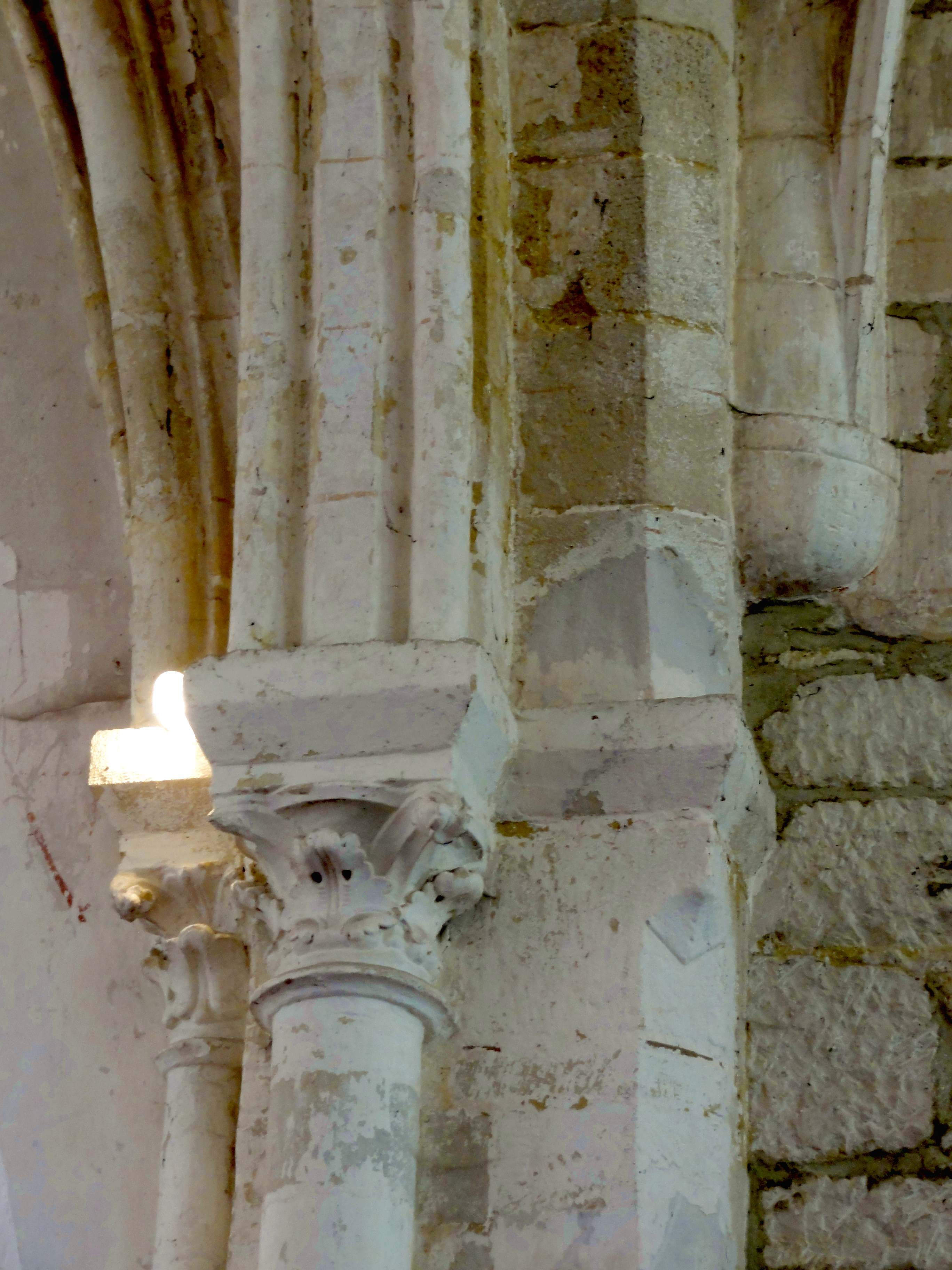
Supports de l'arc triomphal, côté sud.
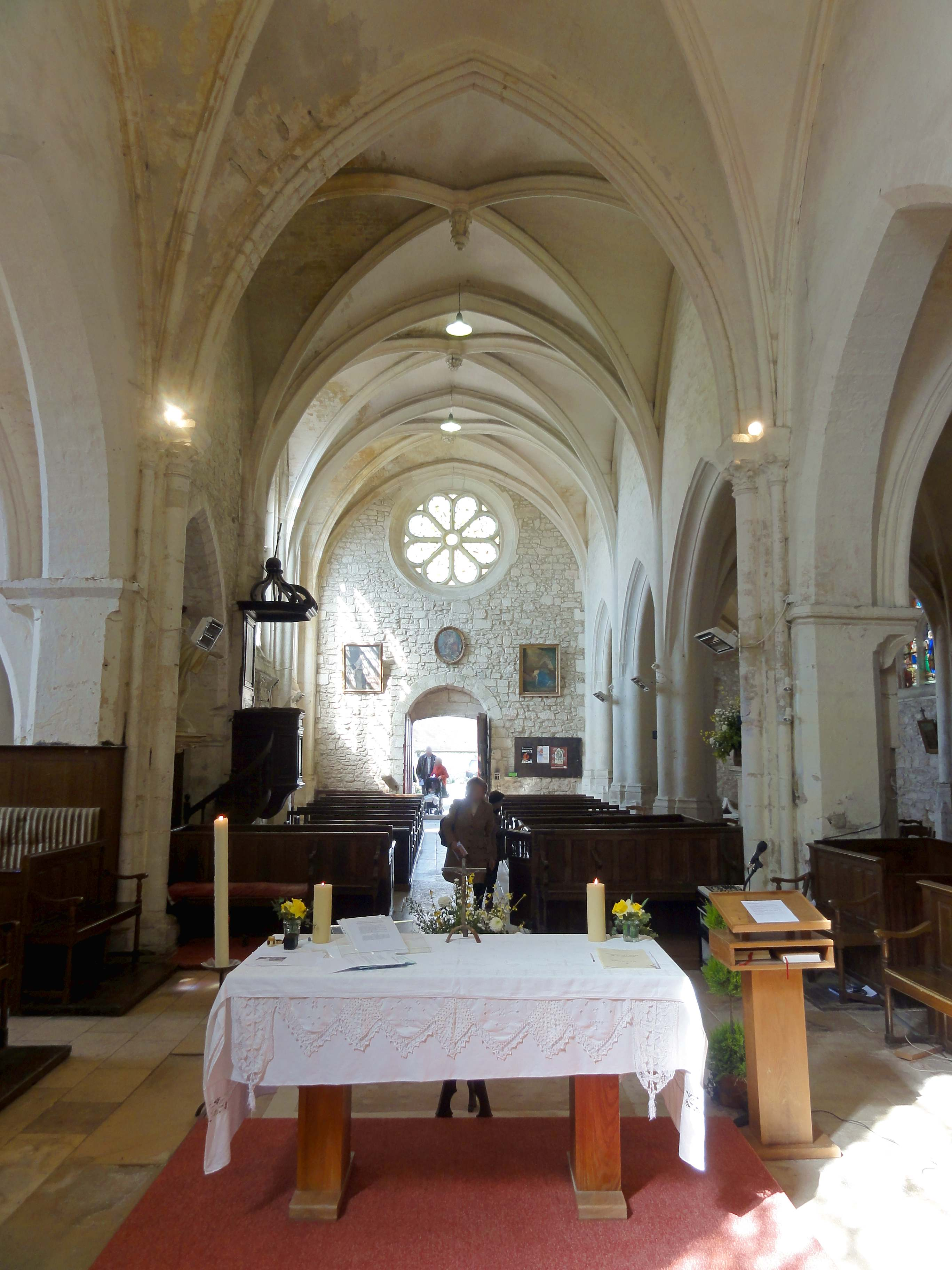
Vue vers l'ouest.
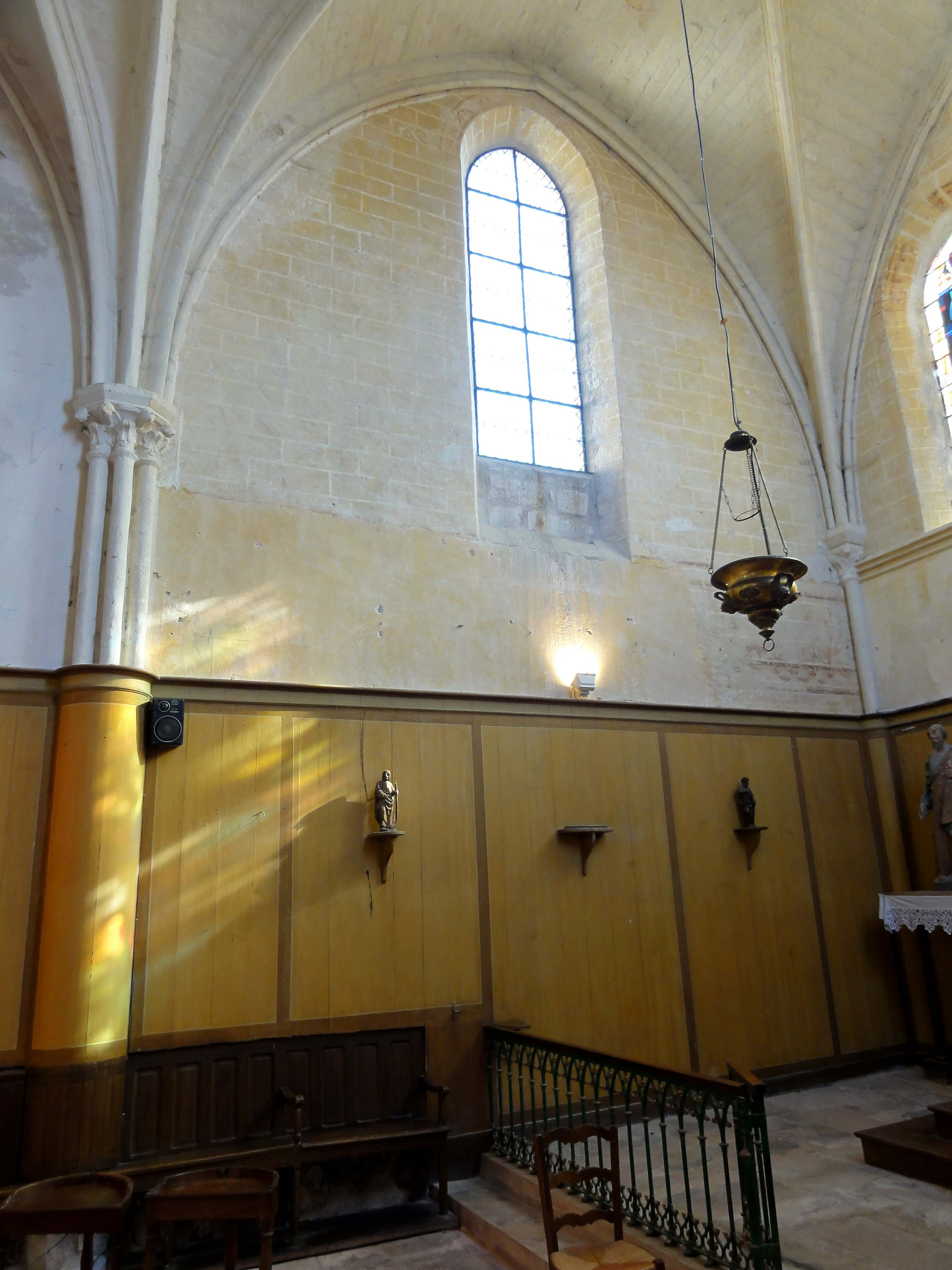
2e travée, élévation nord.
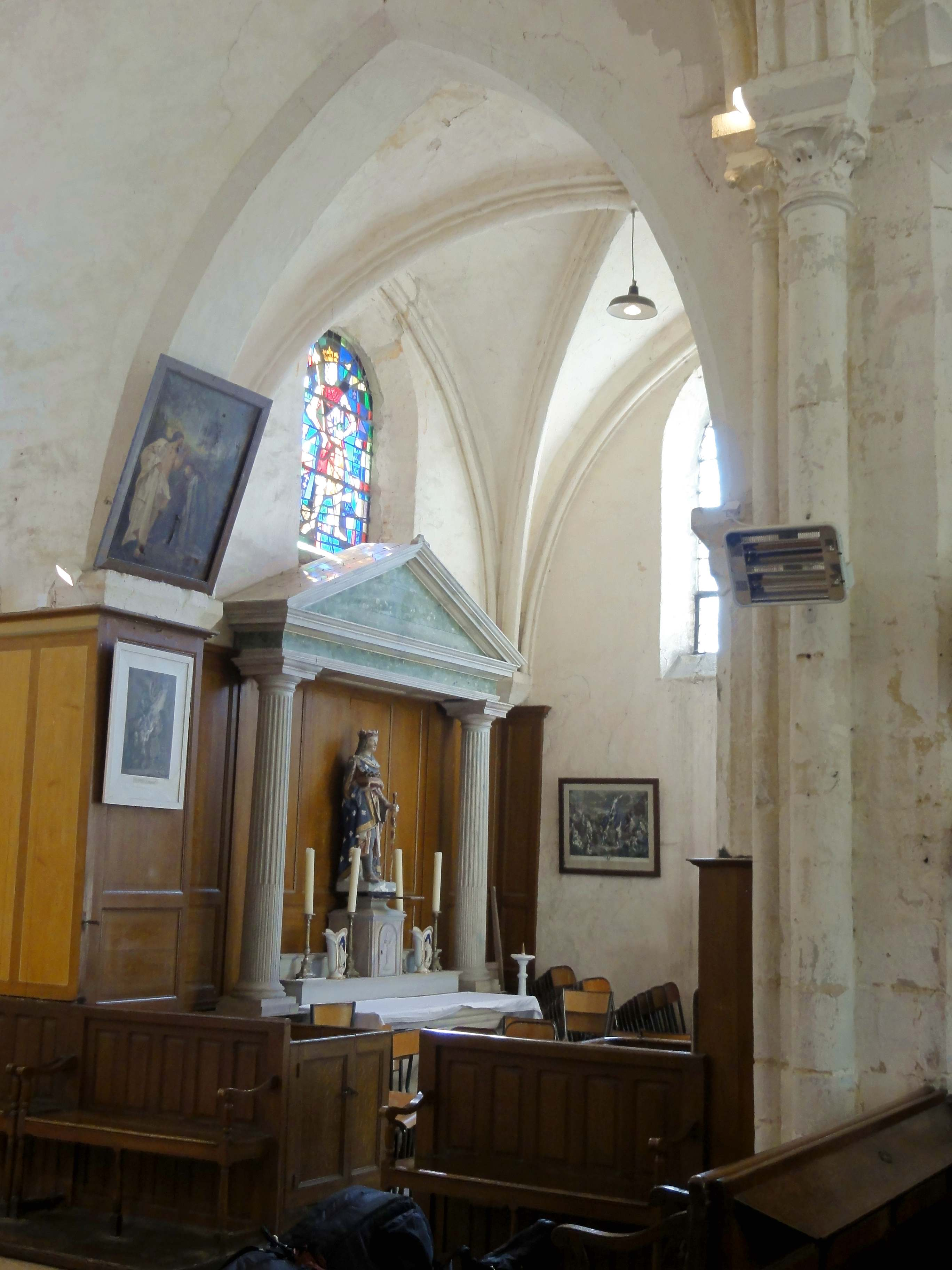
Vue diagonale dans la chapelle sud.
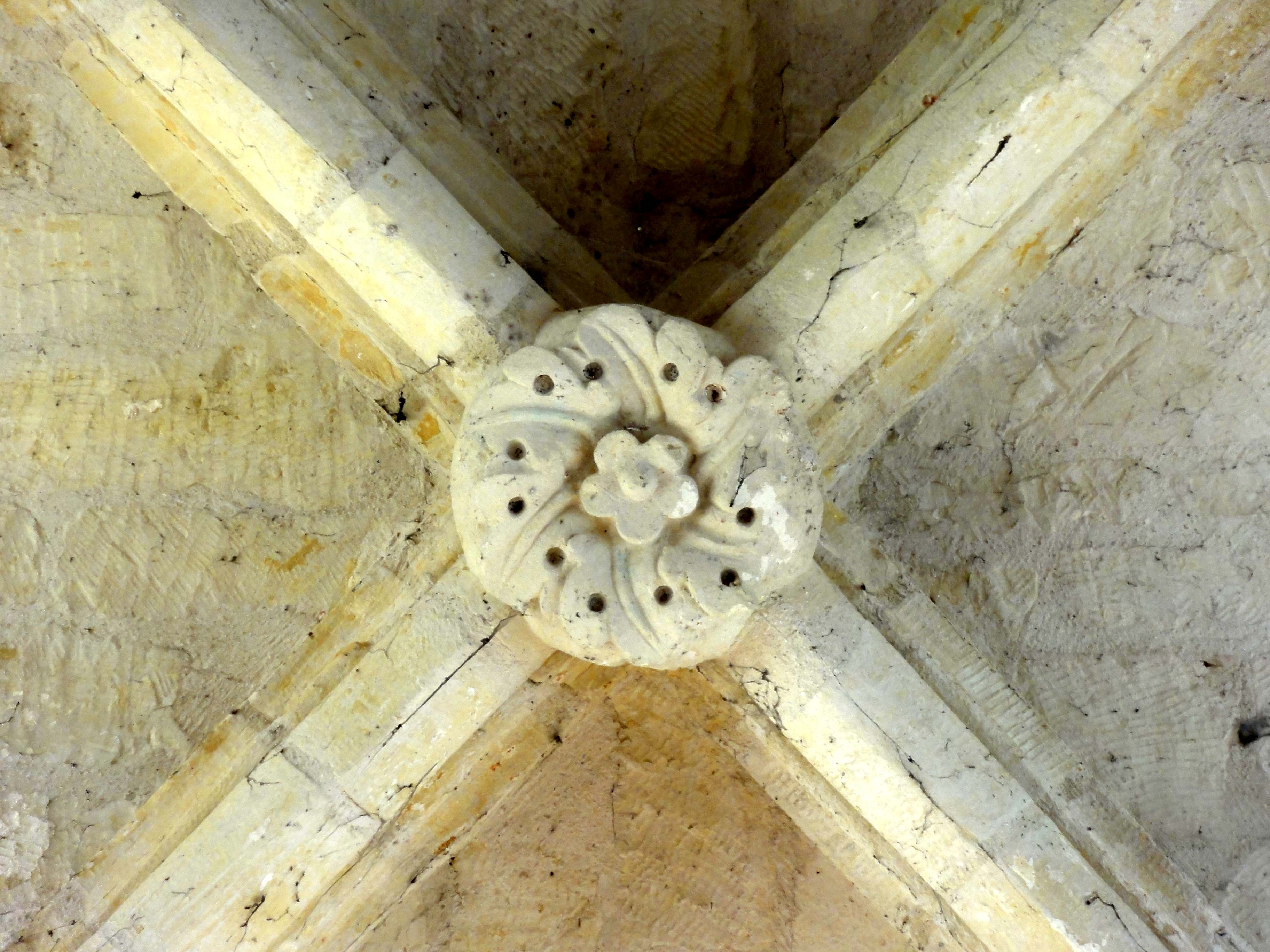
Clé de voûte de la 2e travée.

### Extérieur

#### Façade occidentale

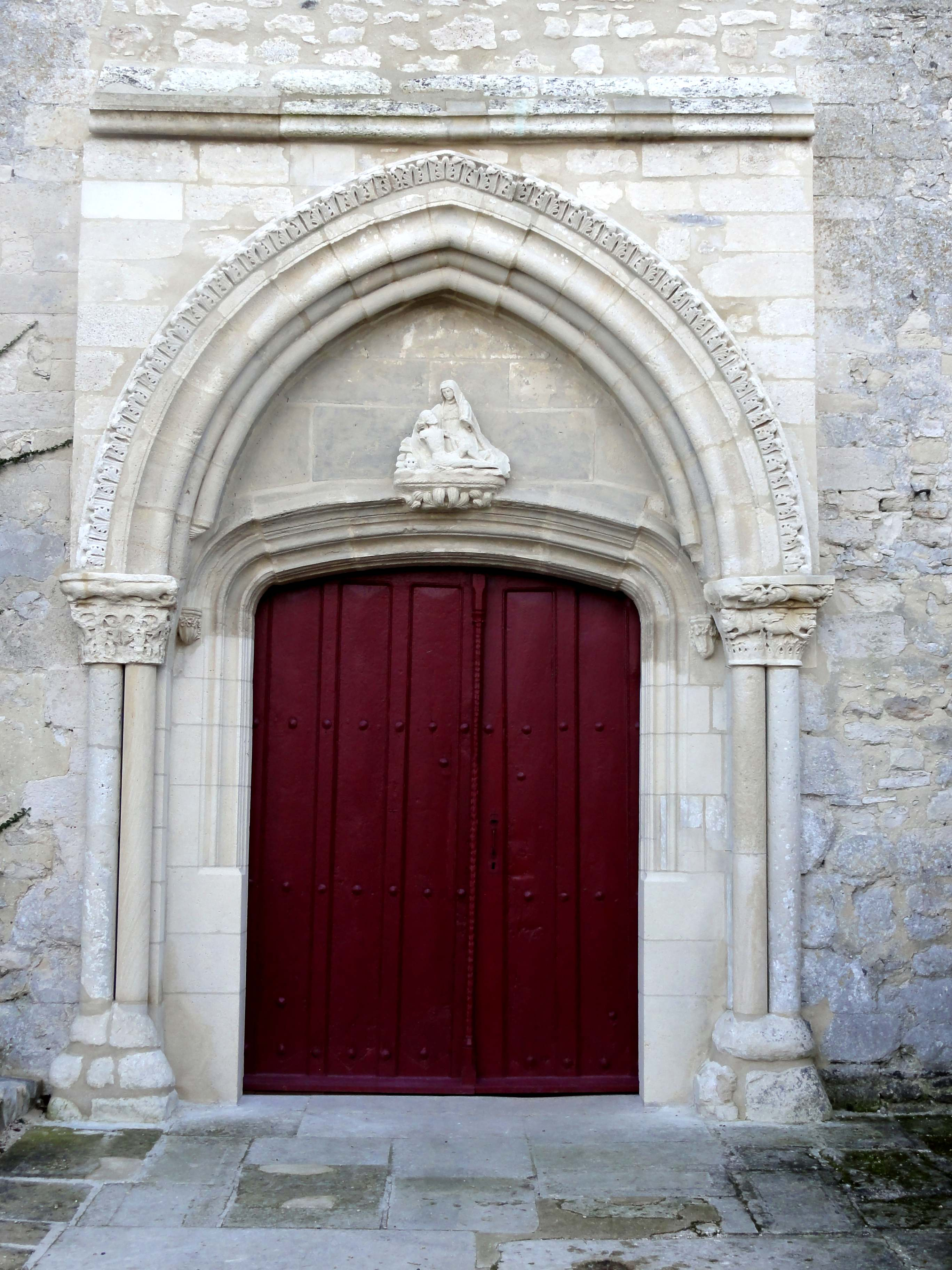
Portail occidental.

La façade occidentale est imposante et austère, et paraît entièrement homogène, à l'exception du portail qui subsiste de la précédente nef du milieu du XIIe siècle, et représente l'unique élément décoré. Les murs sont bâtis en moellons, sauf pour les chaînages et les contreforts. Ceux-ci sont scandés par un larmier présent sur les trois faces, auquel s'ajoute un larmier simple pour les contreforts de la nef, et se terminent par un glacis formant larmier. À la naissance des pignons, les murs se retraitent par un fruit. Le mur du bas-côté présente une autre retraite à mi-hauteur. Le pignon de la nef et le demi-pignon du bas-côté sont percés d'une petite ouverture rectangulaire pour l'aération des combles. Au-dessus du portail, la façade est percée de la rosace déjà signalée, tandis que le mur du bas-côté est aveugle. Le portail forme un avant-corps légèrement saillant, que l'on n'a pas jugé nécessaire de couronner par un gâble. Amorti par un simple glacis, l'avant-corps est réalisé en pierre de taille, et abrite une double archivolte, dont le rang de claveaux inférieur est mouluré d'un tore dégagé, et le rang de claveaux supérieur d'un tore et d'une gorge. S'y ajoute une frise de feuillages, qui met en scène deux types de feuilles superposés. Seulement cette frise et l'archivolte supérieure retombent sur les tailloirs de deux paires de colonnettes à chapiteaux. Deux colonnettes à chapiteaux supplémentaires devaient initialement être prévues pour l'archivolte inférieure, dont le tore retombe actuellement sur une coquille Saint-Jacques du côté gauche, et s'arrête net à droite.
Du fait de l'emploi d'une pierre trop tendre, la sculpture est très érodée. Les tailloirs sont sculptés de chimères longilignes, qui se touchent par leur postérieur, et roulent leur queues autour d'elles-mêmes. Chacune des chimères est occupée à dévorer un bras humain. Seulement la chimère à gauche du portail est restée à peu près lisible. Celle tout à droite, entièrement détruite, a été resculptée lors d'une récente restauration. Les chapiteaux à gauche sont sculptés de rinceaux et palmettes assez complexes, dont pratiquement tous les détails sont abîmés. Les chapiteaux à droite représentent chacune une bête féroce munie d'ailes, et occupée à dévorer un corps humain, ainsi qu'un rang de feuillages en bas de la corbeille. Le chapiteau de droite, qui avait en grande partie disparu à l'instar du tailloir, a lui aussi été resculpté. Les bases, de forme conique, n'ont pas été refaites. Quant au pourtour du portail, il a été entièrement remanié à la période flamboyante, et le linteau en anse de panier et les piédroits sont pourvus de moulures prismatiques, qui comportent notamment deux larges gorges. L'extrados du linteau comporte une arête saillante, qui est reçue sur deux petits culs-de-lampe sculptés de feuillages. Leur sculpture évoque plutôt le XIIIe siècle. Au sommet de l'extrados, une console supporte une petite pietà, mal conservée, à l'exception des visages. Les deux bras du Christ et un bras de sa mère manquent. En bas à gauche, un crâne gît par terre. Le tympan lui-même reste nu. Les jambages du portail ont été entièrement refaits lors de la récente restauration. Les quatre assises n'ont pas été moulurées,.

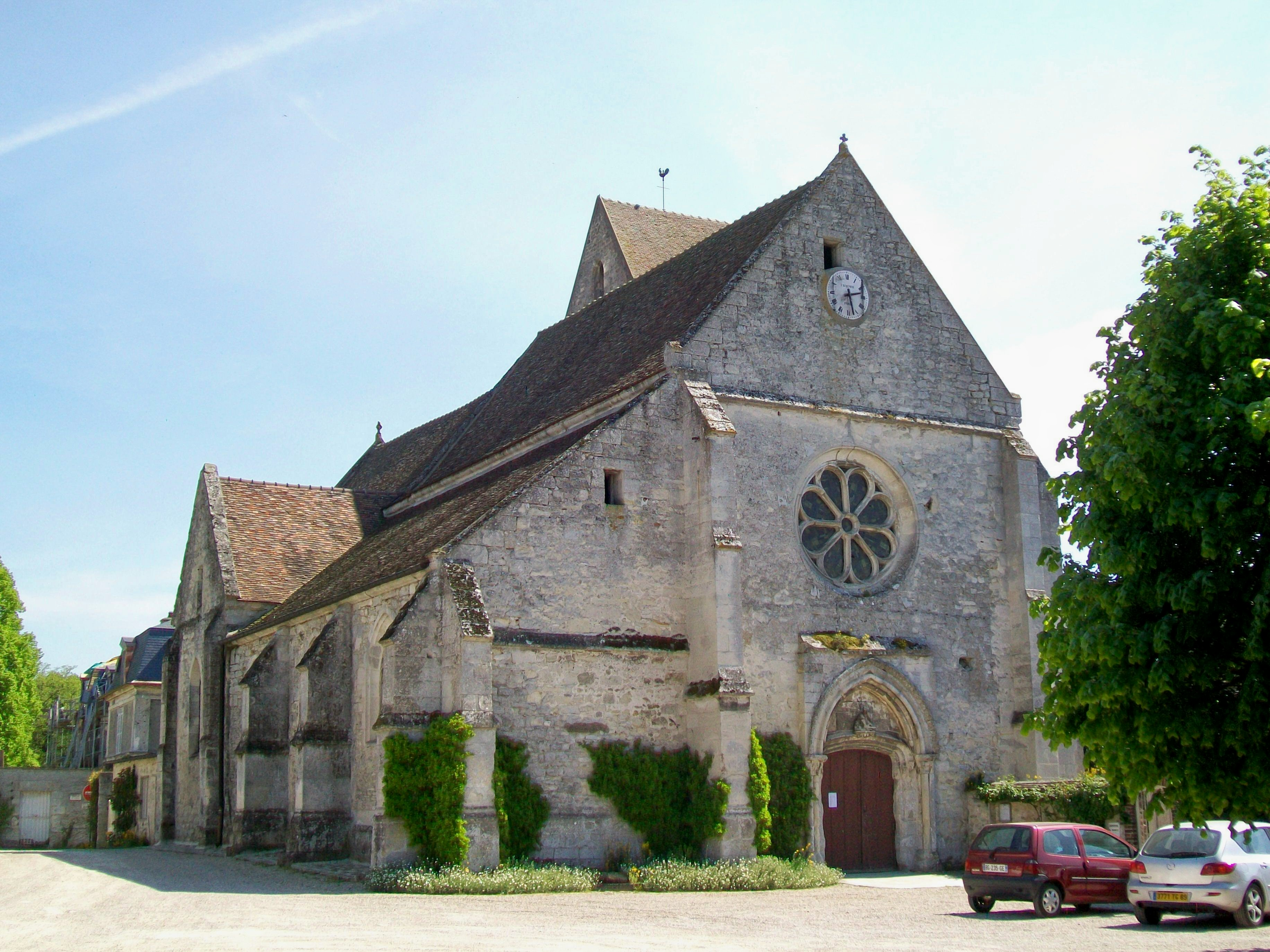
Façade occidentale.
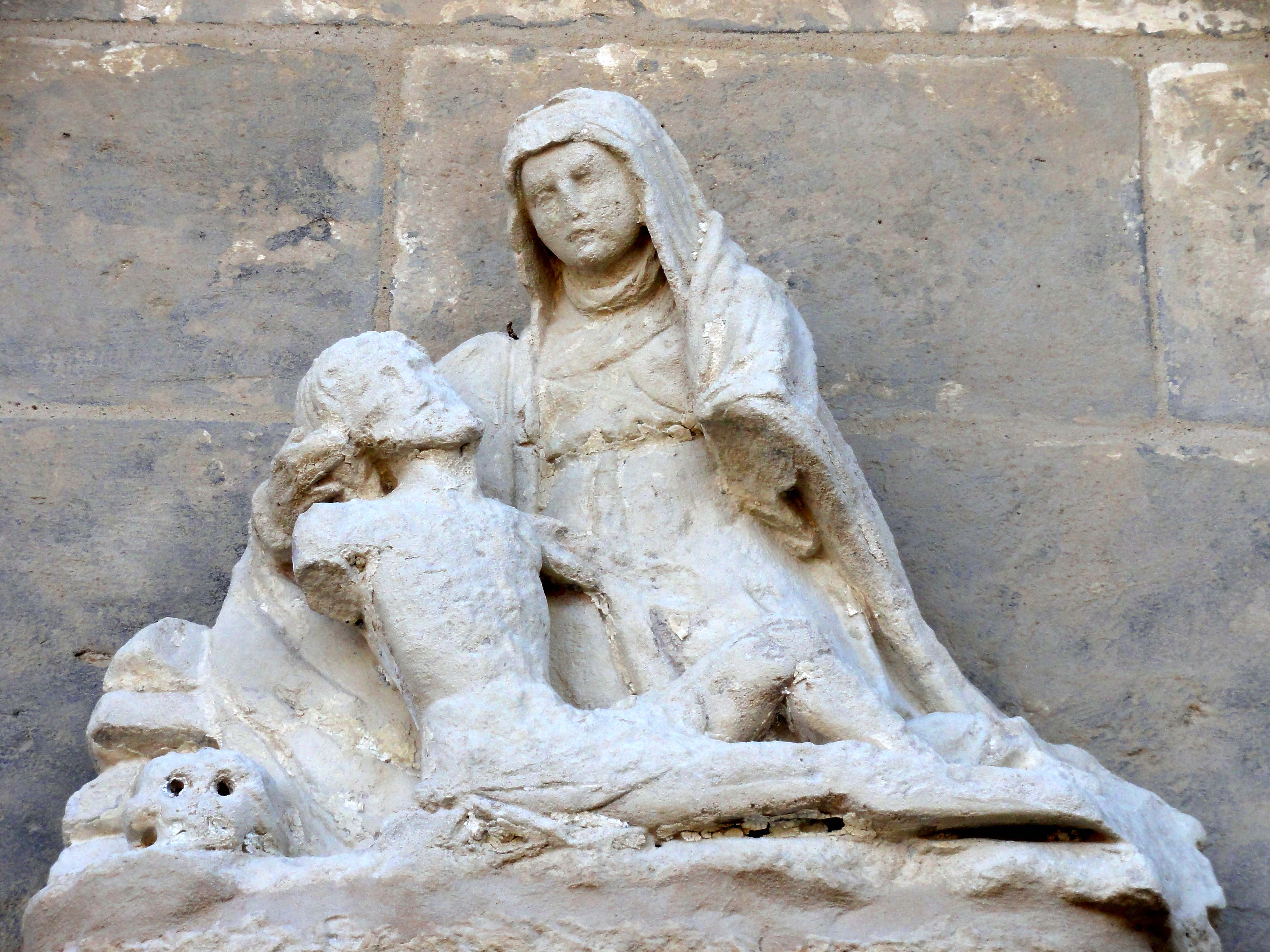
Pietà.
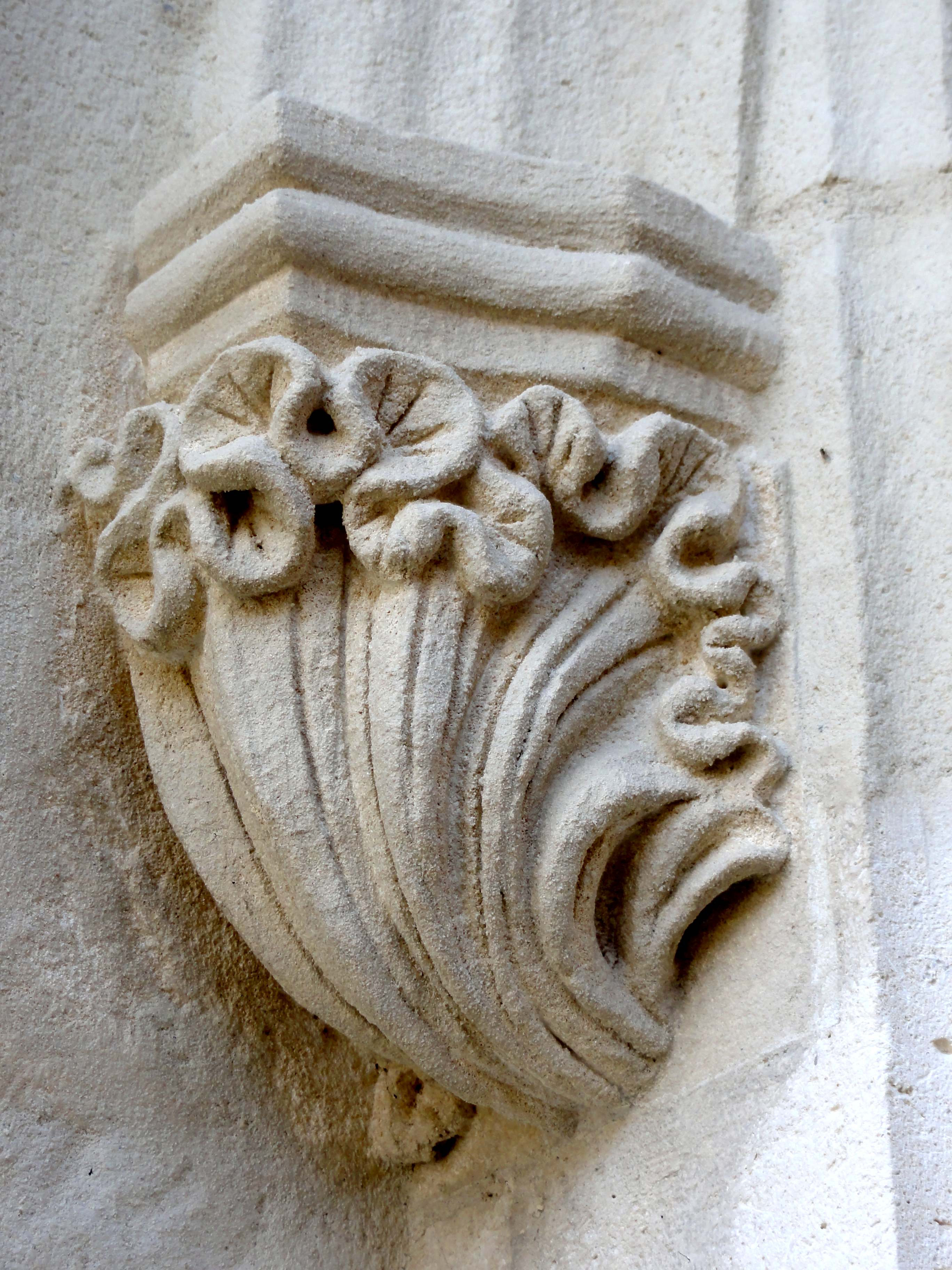
Cul-de-lampe.
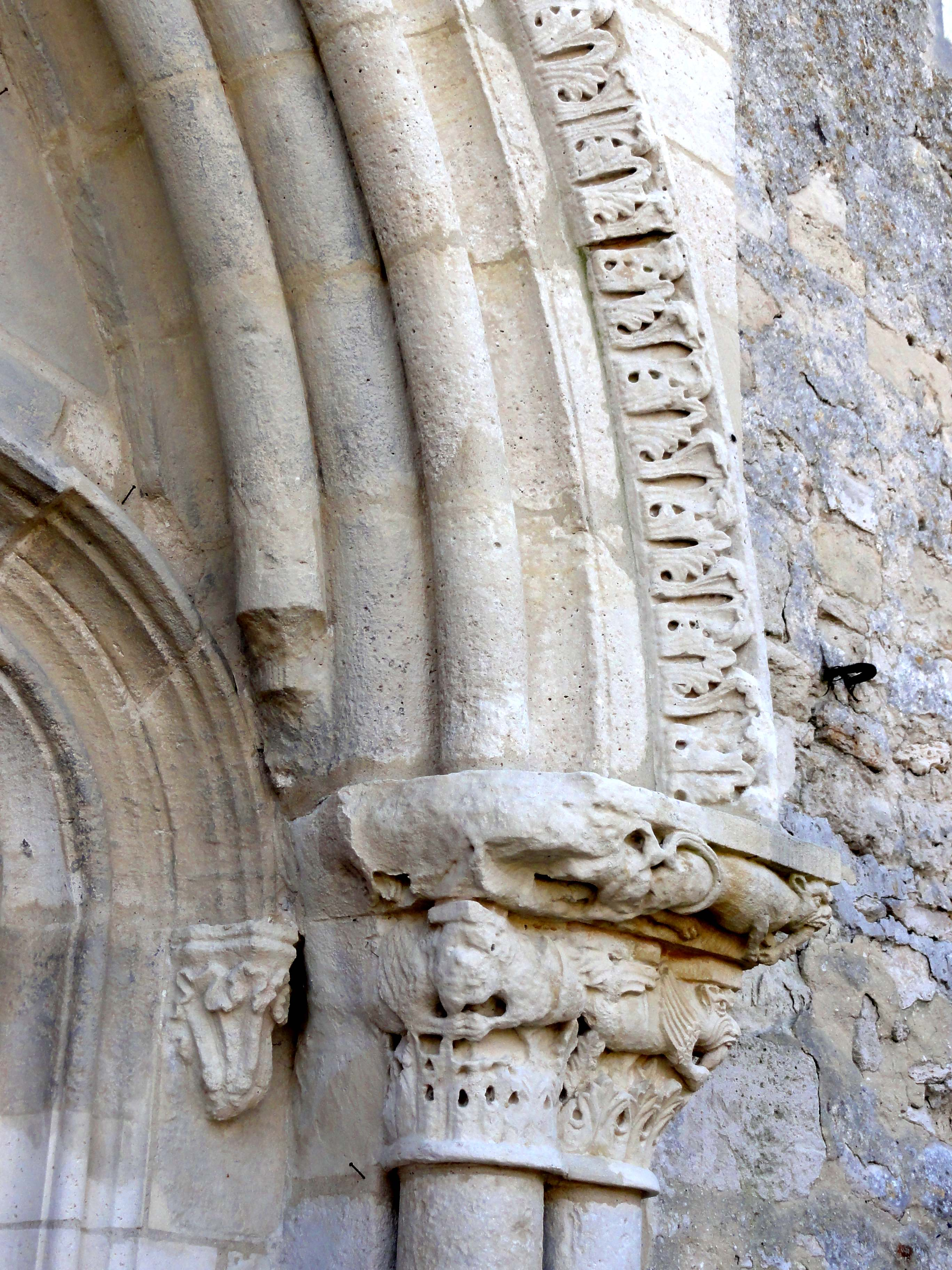
Archivolte.
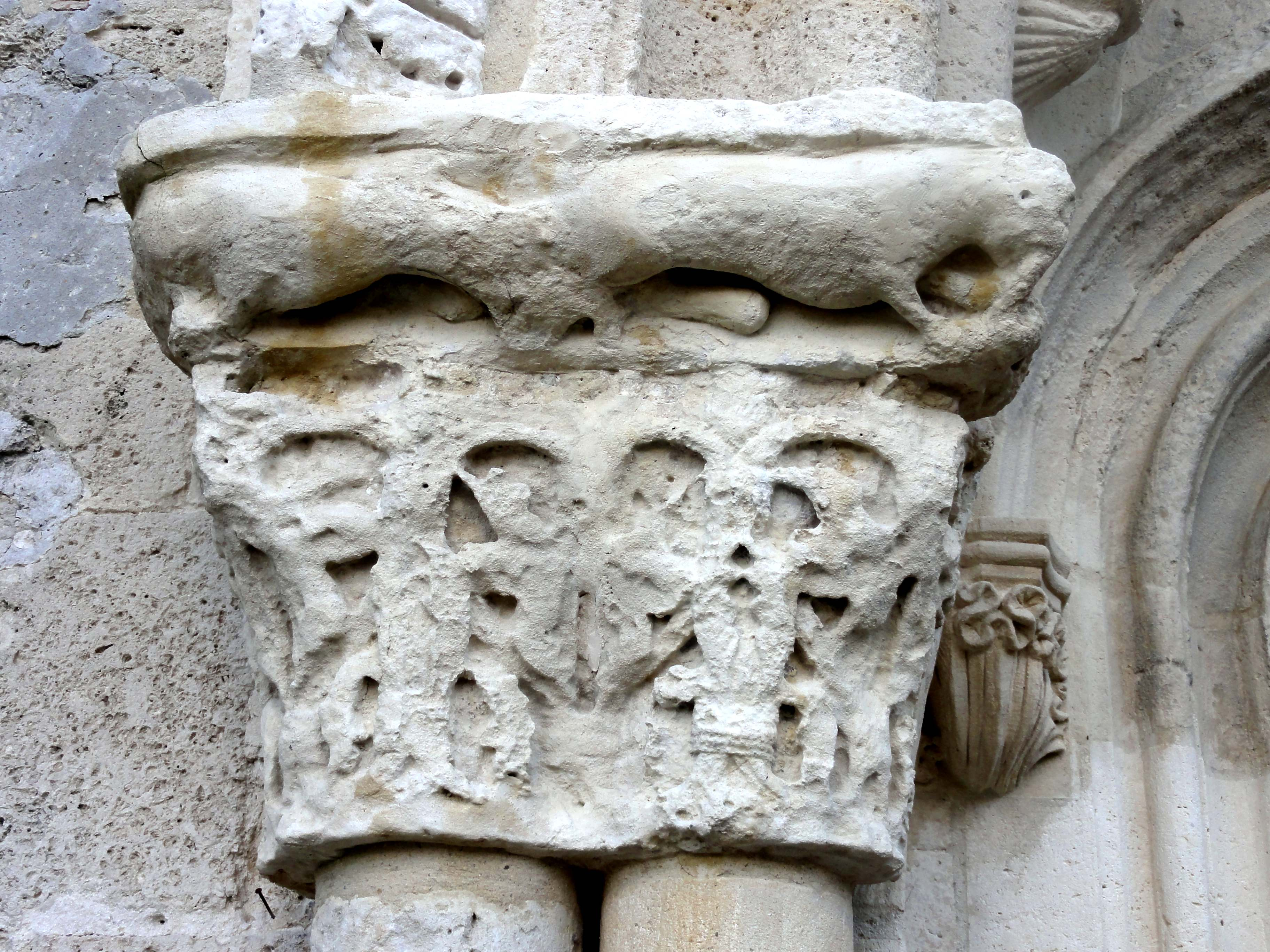
Chapiteaux à gauche.
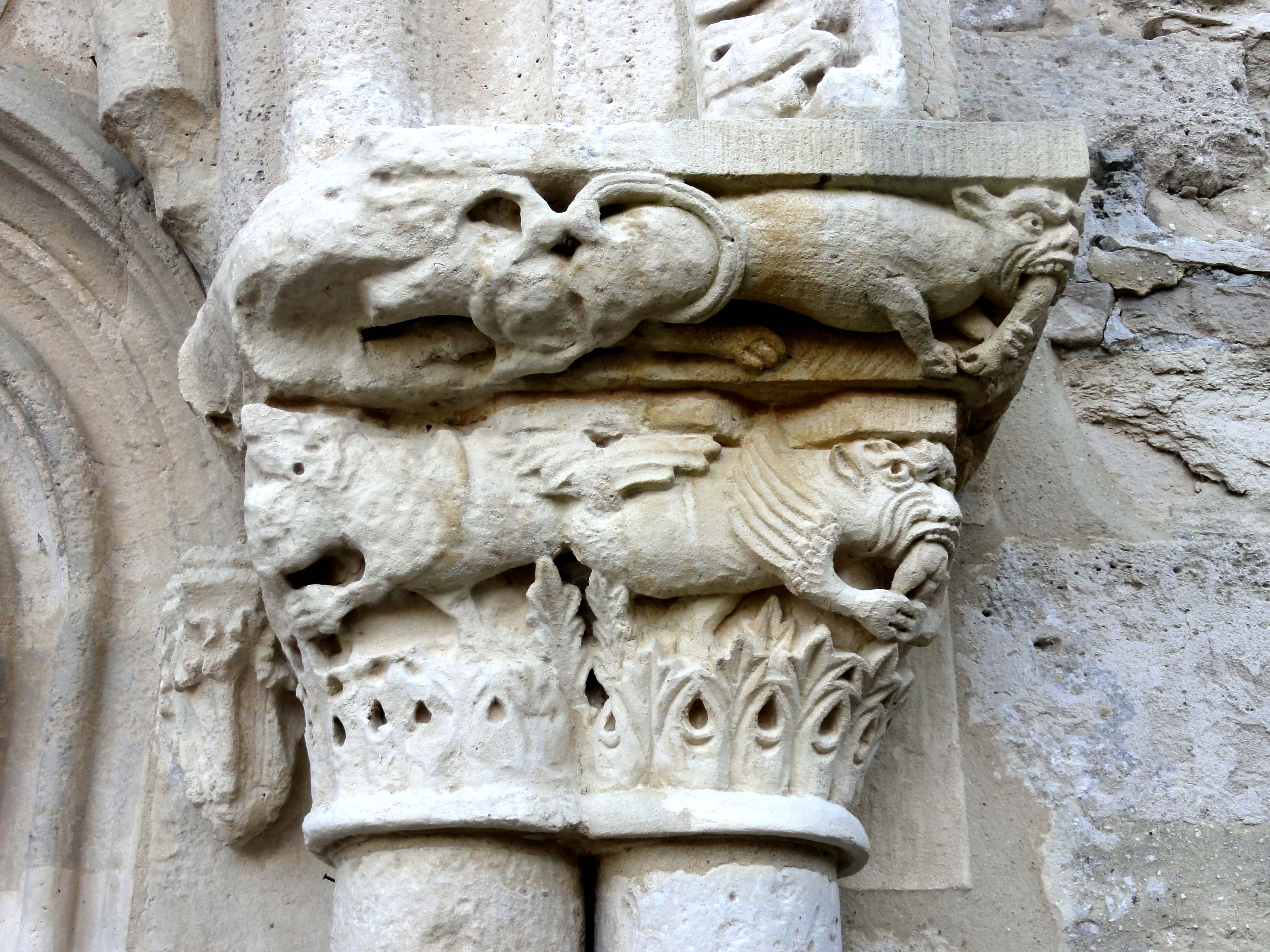
Chapiteaux à droite.

#### Élévations latérales et chevet

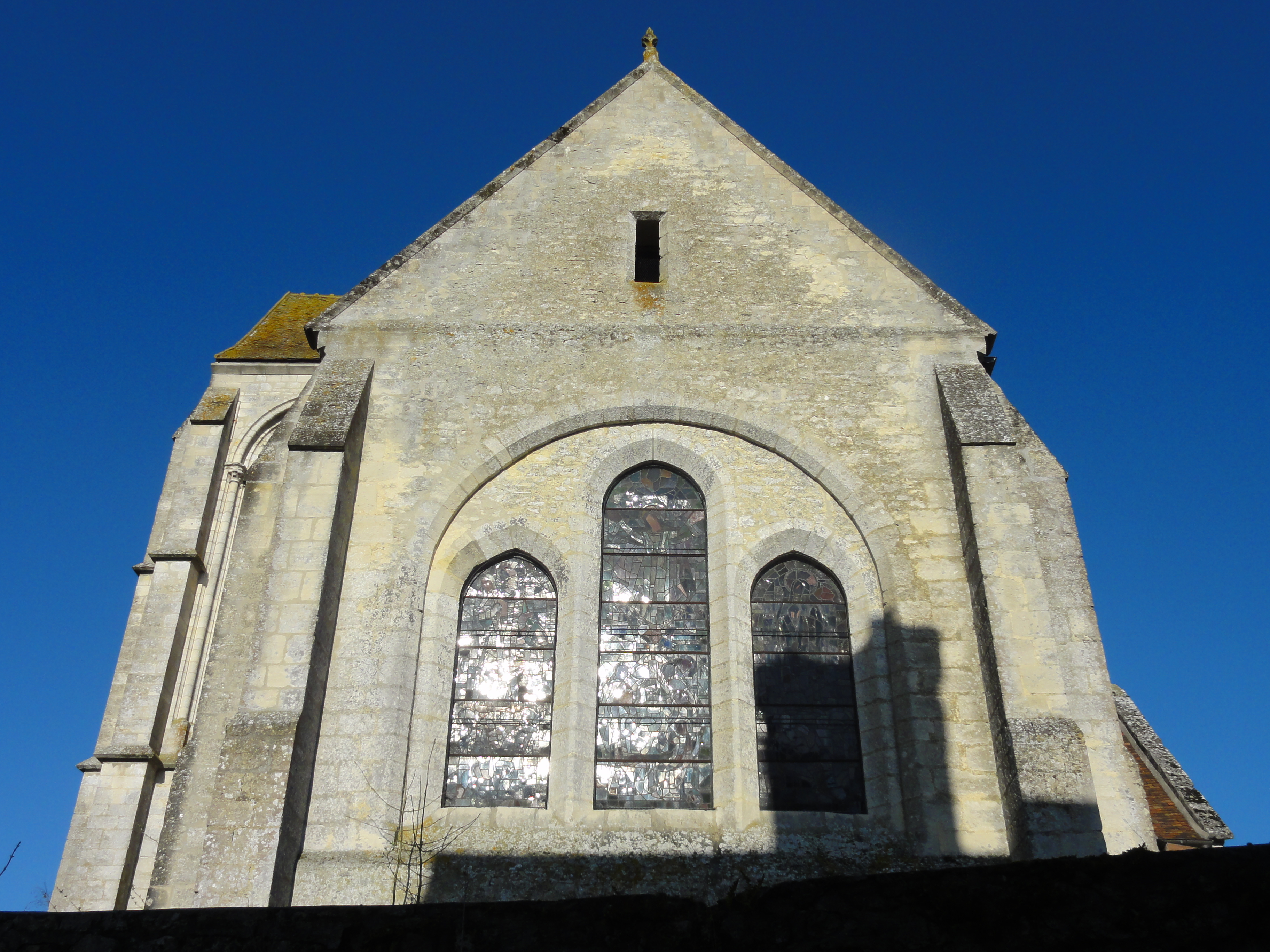
Chevet.

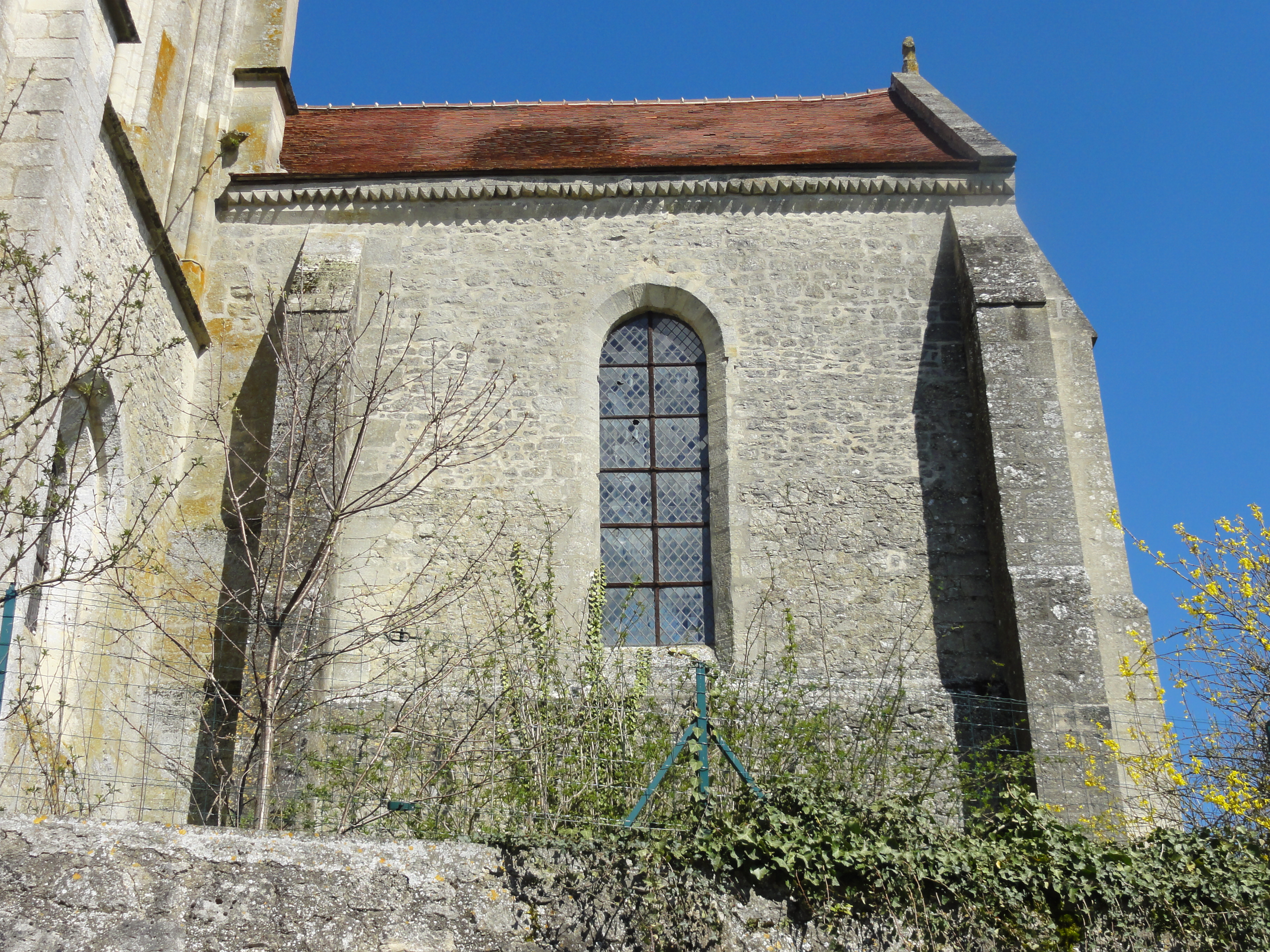
Chœur, côté sud.

Le mur gouttereau du bas-côté nord est épaulé par des contreforts analogues à ceux que l'on voit à la façade. Contrairement à l'usage à la période flamboyante, la limite des allèges n'est pas soulignée par un larmier. La corniche n'est pas décorée, pas plus que celle de la nef, qui est l'unique élément de son mur gouttereau nord qui a été laissé libre par les toitures. Celles-ci sont recouvertes de tuiles plates du pays. La chapelle latérale nord est facilement identifiable grâce à son pignon et son toit perpendiculaire à la nef. Comme sur le reste des parties orientales, les murs sont en moellons irréguliers, sauf pour les contreforts, les pourtours des fenêtres et les corniches. Les contreforts de la chapelle sont presque plats, présentent une retraite par un fruit, et s'amortissent par un glacis sans larmier. À l'est, la corniche est décorée d'un rang de têtes de clous. Le chœur possède une corniche du même type. Ses contreforts sont plus saillants que ceux des chapelles, ce qui se justifie par une hauteur plus importante, et leur glacis sommital forme larmier. Comme à Ermenonville, les trois baies du triplet du chevet s'inscrivent sous un arc de décharge en plein cintre. Elles prennent appui sur un fort glacis. Le mur se retraite par un fruit à la naissance du pignon, qui est percé d'une simple ouverture rectangulaire, comme à la façade. Le sommet est couronné d'un antéfixe.
La position du clocher à côté du chœur est partagée par quelques autres clochers de la première période gothique, dont Éméville, Pondron et Vez. Il ne compte qu'un unique étage. Les fenêtres du rez-de-chaussée sont entourées d'un double ressaut, ce qui devrait traduire une épaisseur des murs augmentée par rapport à la chapelle. Le début de l'étage est marqué par un larmier, et les contreforts sont scandés par un second larmier présent sur les trois faces à mi-hauteur de l'étage, avant de se terminer par un glacis formant larmier. Chacune des trois faces libres du clocher présente deux hautes et larges baies gémelées, qui sont flanquées de deux colonnettes à chapiteaux, et surmontées d'une double archivolte torique. Au milieu des trumeaux, une colonnette est partagée par les archivoltes supérieures des deux baies contigües, ce qui donne un total de sept colonnettes par face du clocher. Au sud et à l'est, les baies sont bouchées par des murs jusqu'en haut des colonnettes, mais de petites lancettes simples sont ménagées dans les murs, qui sont également bouchée, sauf une à l'est. L'on note l'absence de corniche. Le toit en bâtière est perpendiculaire à la nef, comme à Vauciennes, où cette disposition rare est imputable au manque de hauteur. Le pignon est ajouré d'un trilobe. En ce qui concerne la sacristie et l'élévation méridionale de la nef, elles ne sont que partiellement visibles depuis le domaine public.

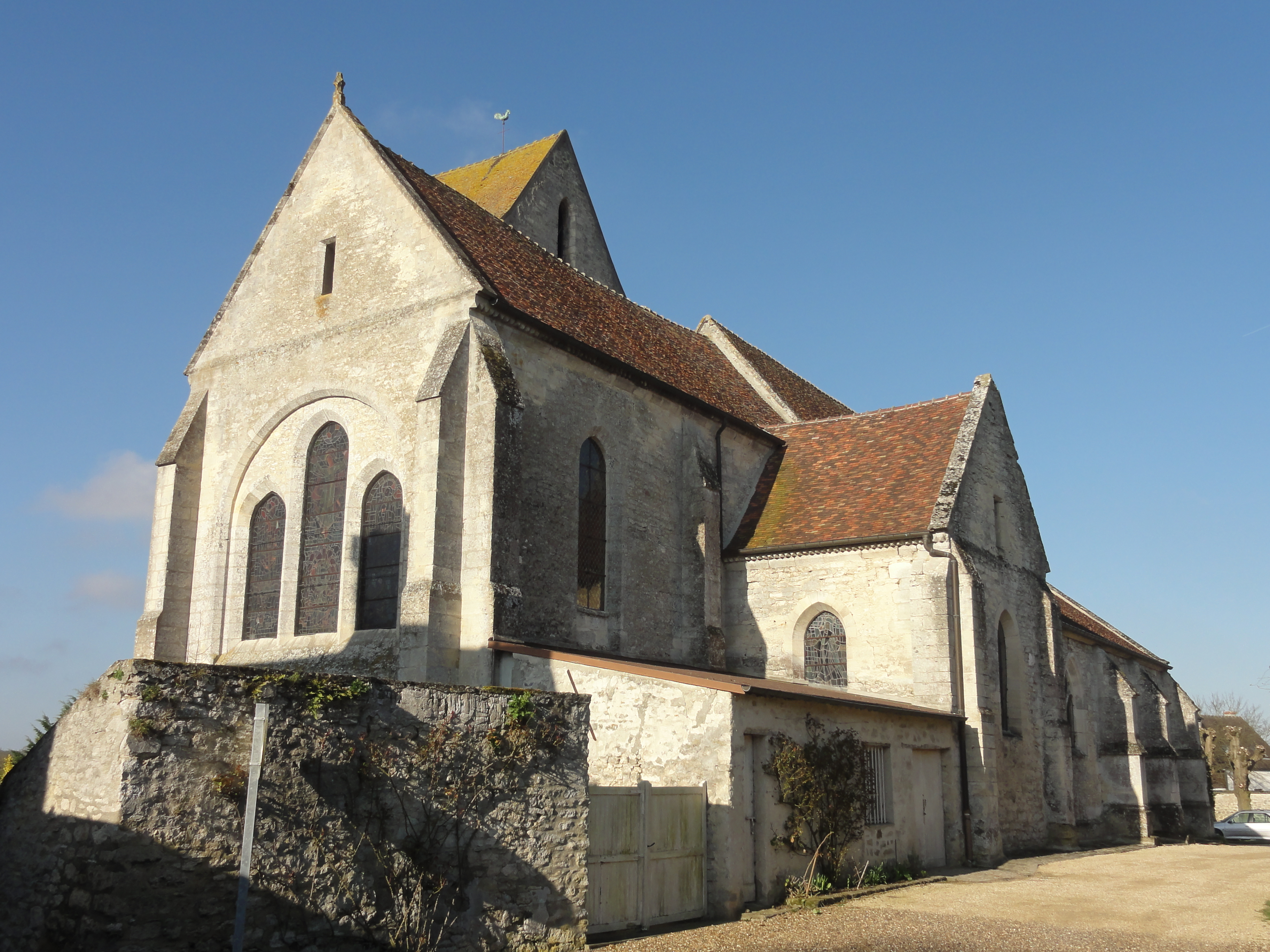
Vue depuis le nord-est.
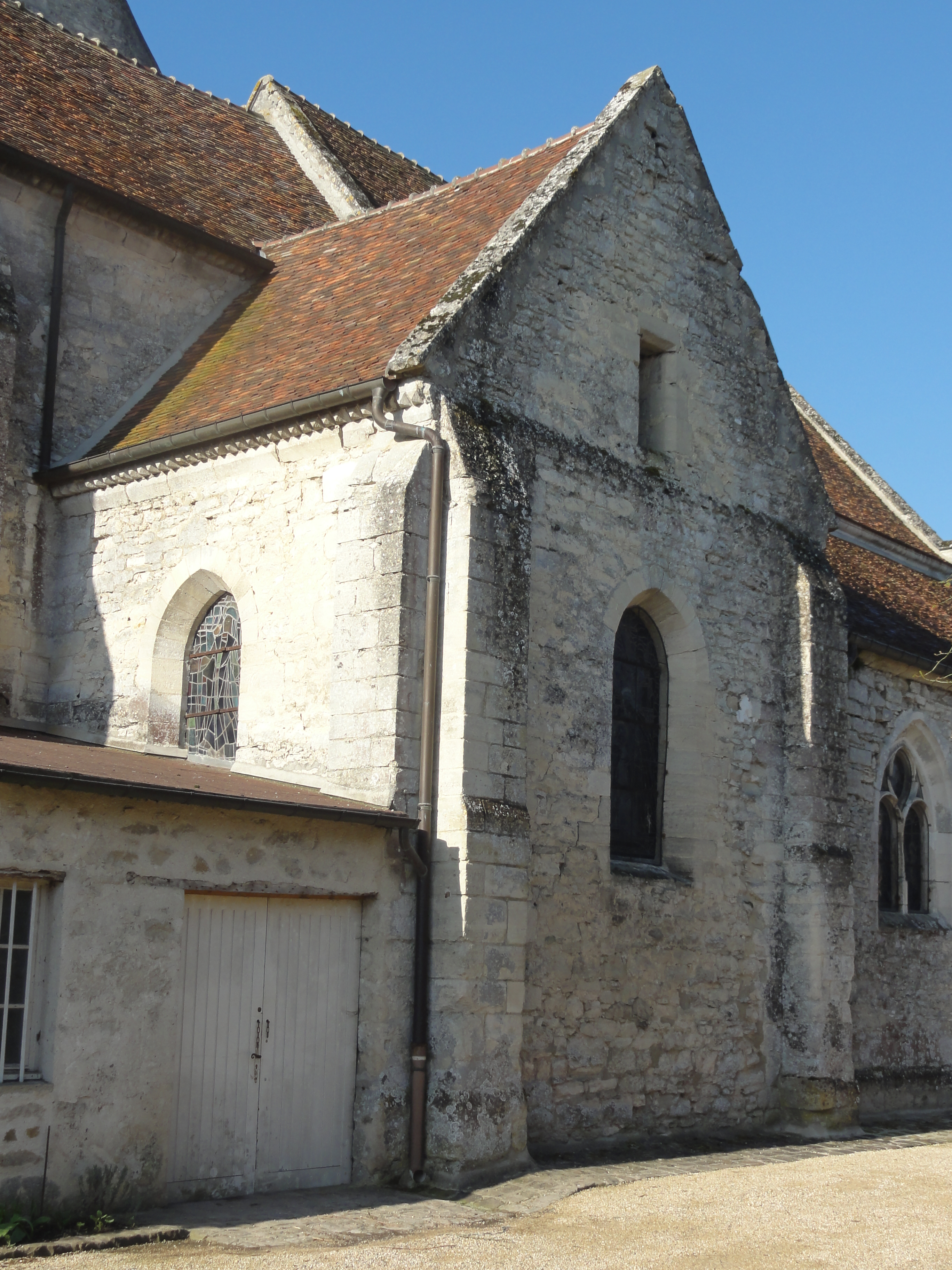
Chapelle latérale nord.
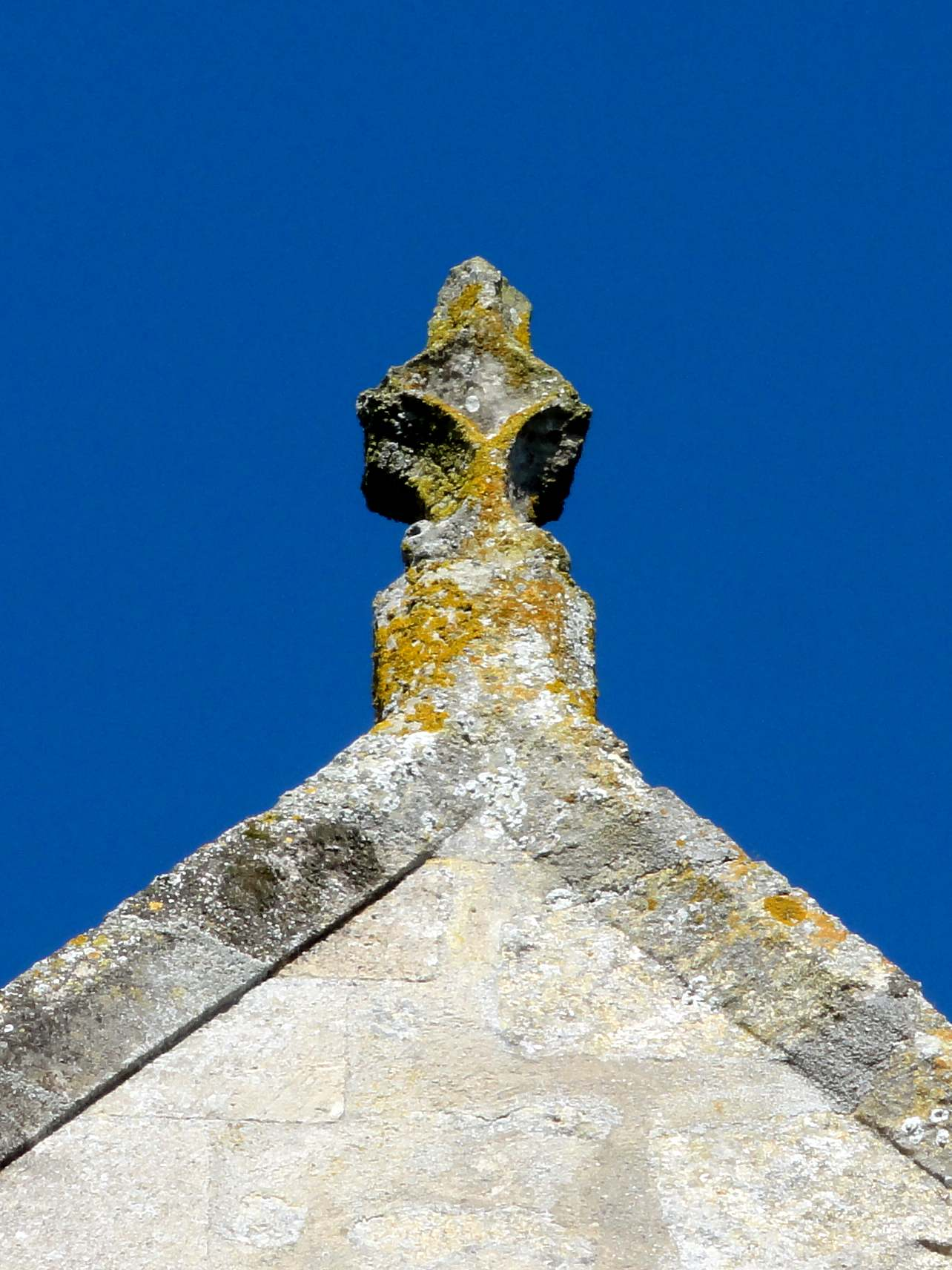
Antéfixe du chevet.
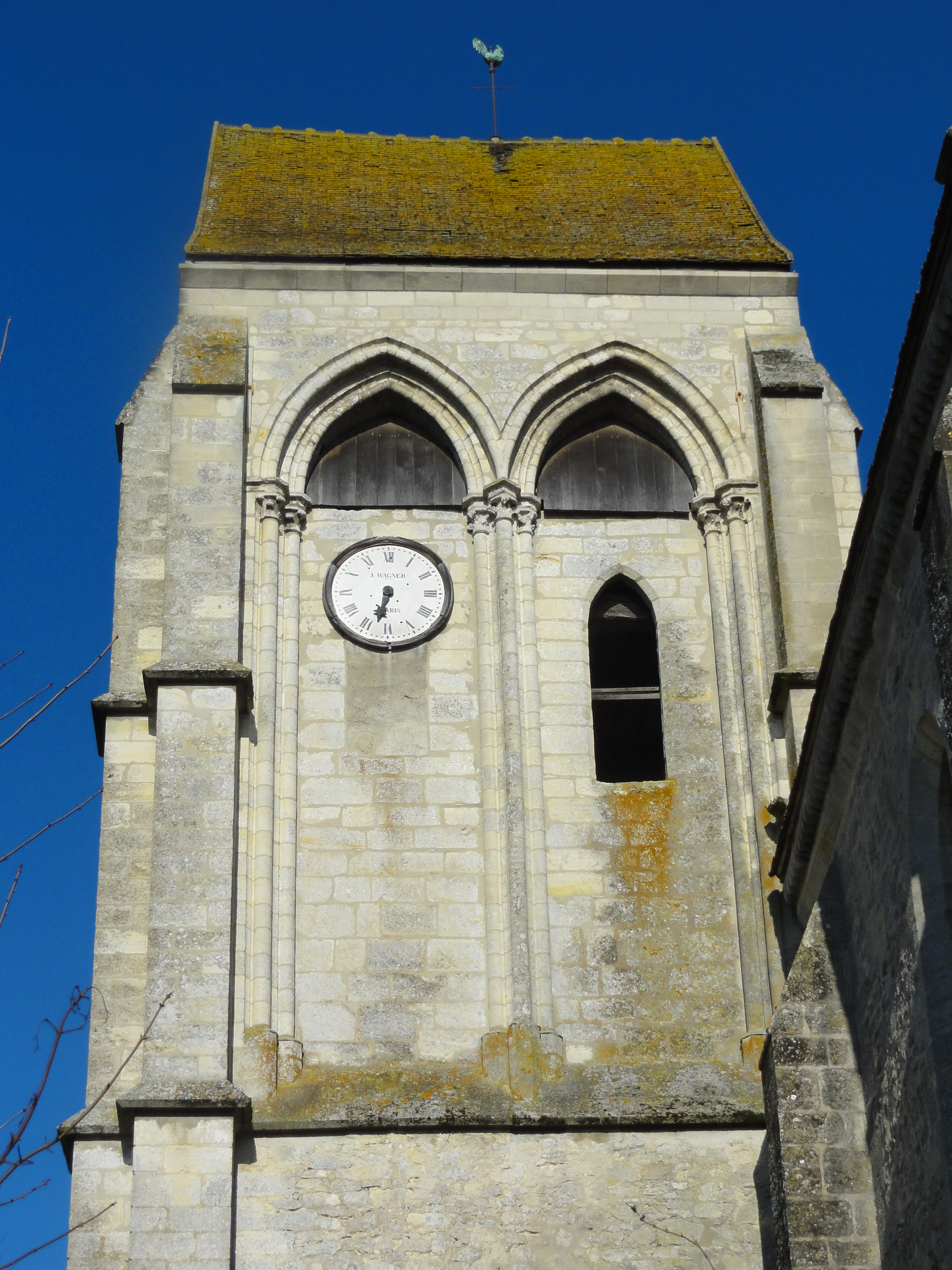
Clocher, côté est.
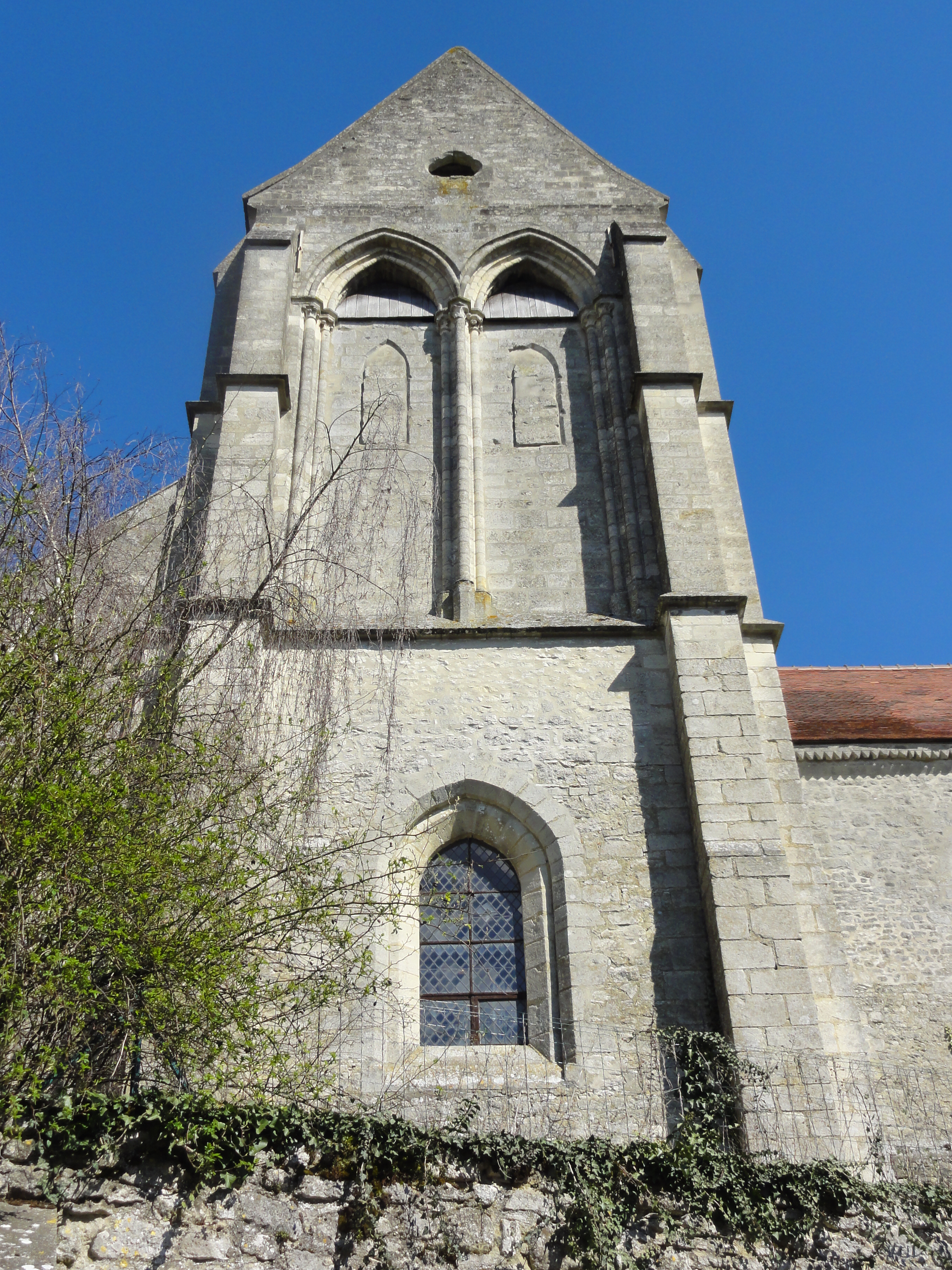
Clocher, côté sud.
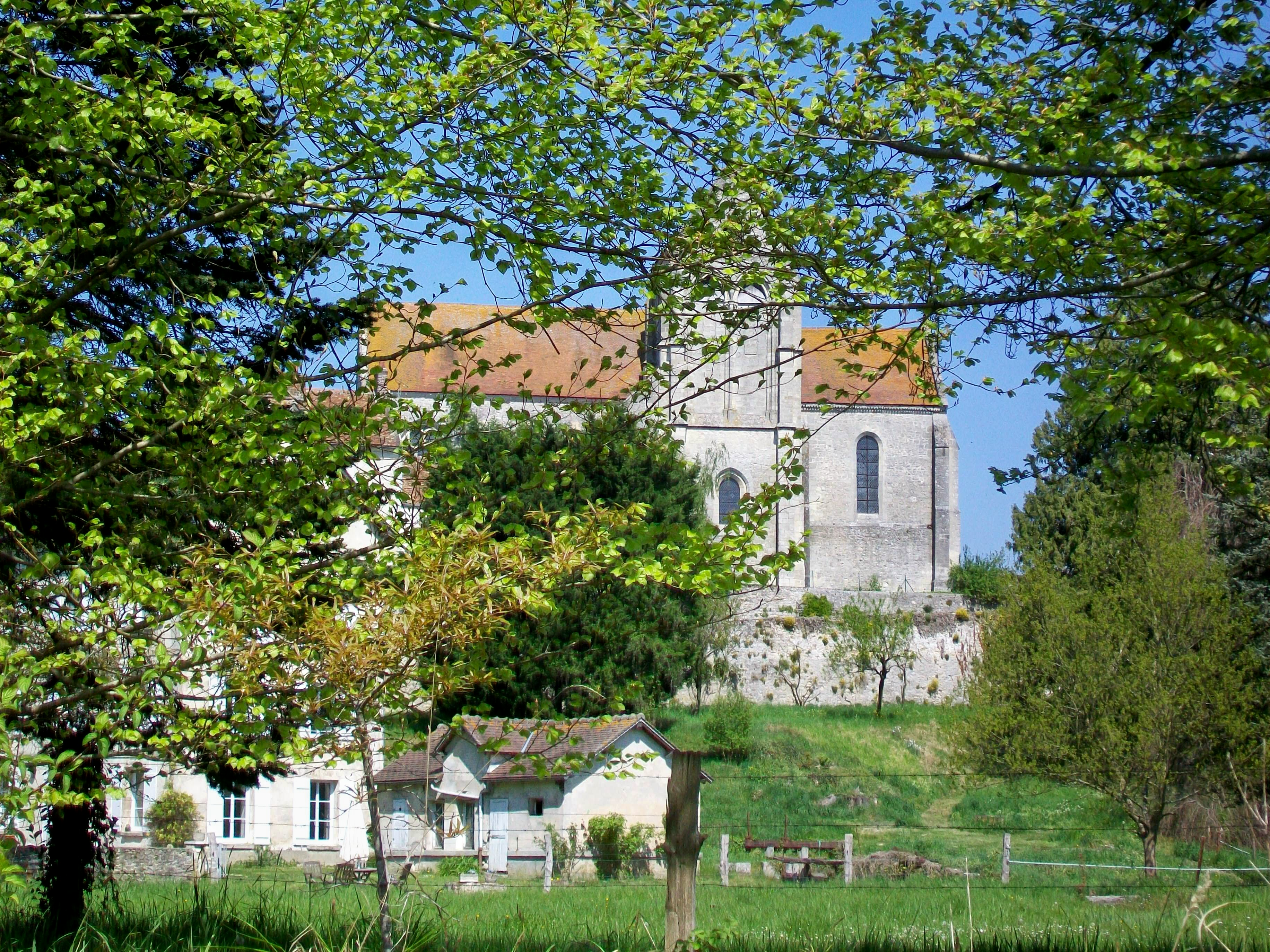
Vue depuis la vallée.

## Mobilier

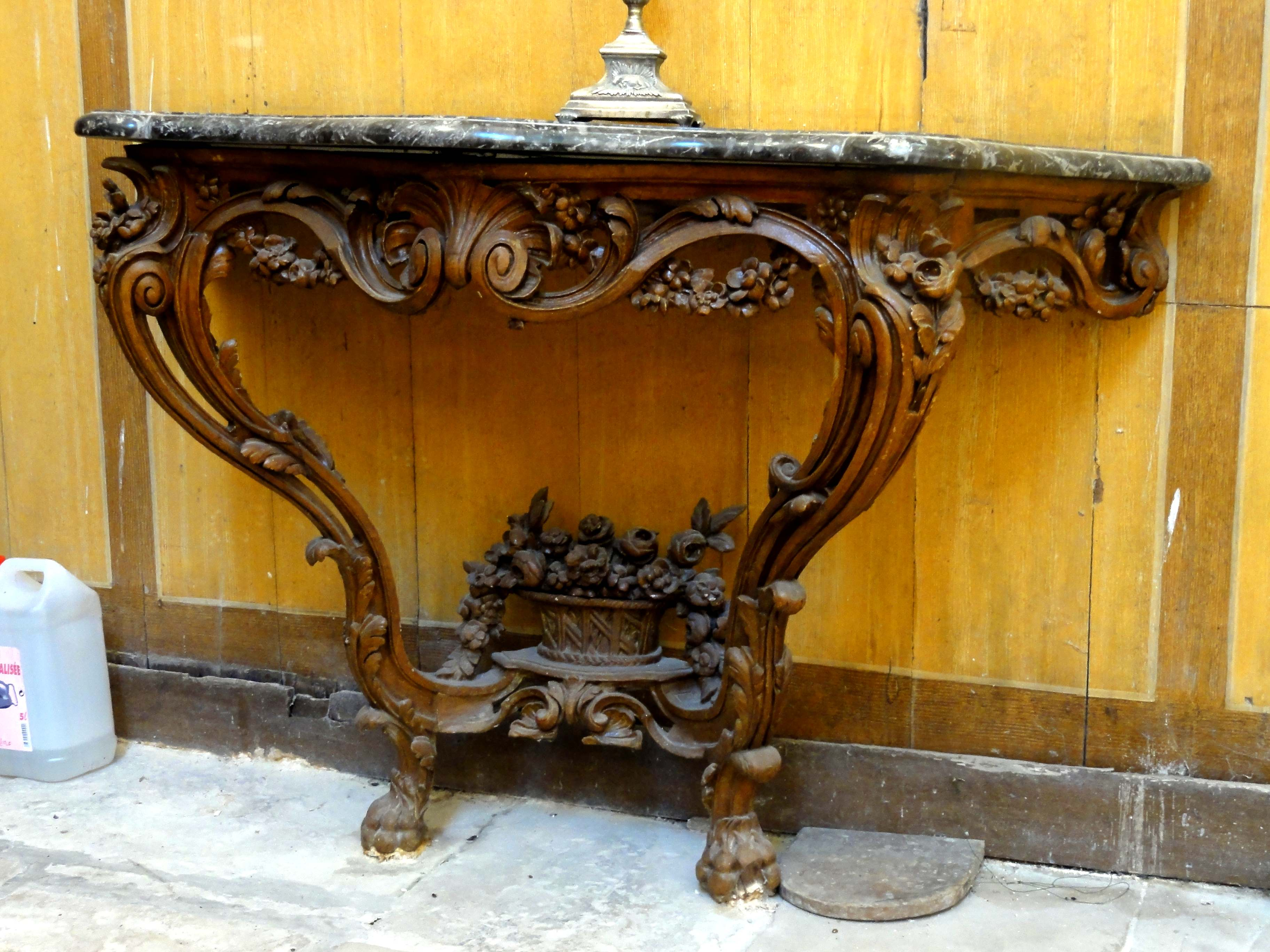
Crédence Louis XV.

Parmi le mobilier de l'église, un seul élément est classé monument historique au titre objet, à savoir une crédence de style Louis XV. Deux autres objets classés ont disparu, en l’occurrence un bénitier portatif en cuivre du XVIe siècle, et un haut-relief en bois du XIVe siècle, représentant la Descente de croix et provenant d'un retable démantelé. Le mobilier est resté assez complet depuis le XIXe siècle, mais ne comporte que quelques rares éléments antérieurs à la Révolution. Le plus remarquable est le maître-autel avec son petit retable. Le maître-autel, en bois, est orné d'un bas-relief représentant l'Agnus Dei couché sur le Livre aux sept sceaux (qui ont été arrachés), entouré de rayons de lumière. Le retable, également en bois, est de style Rocaille. Il se compose d'un corps central muni d'une niche abritant une statuette de l'Immaculée Conception, flanqué de deux ailes. L'ensemble repose sur un soubassement à deux gradins, qui intègre au milieu le petit tabernacle, dont la porte affiche également l'Agnus Dei sur le Livre aux sept sceaux. La niche, en plein cintre, est surmontée de deux chérubins en buste sortant d'une nuée, et des têtes chérubins apparaissent également en haut des montants de gauche et de droite, et en haut du couronnement en forme de coupole, qui est sommé d'un petit crucifix. Des flammes se profilent au pied de la coupole. Le décor est complété par des épis, des chutes de feuilles de vigne et grappes de raisin, ainsi que par des cartouches sur les ailes latérales et le soubassement, qui sont agrémentés de guirlandes ou de fleurs. La qualité de cette œuvre contraste avec la mauvaise facture du lambris du chœur.

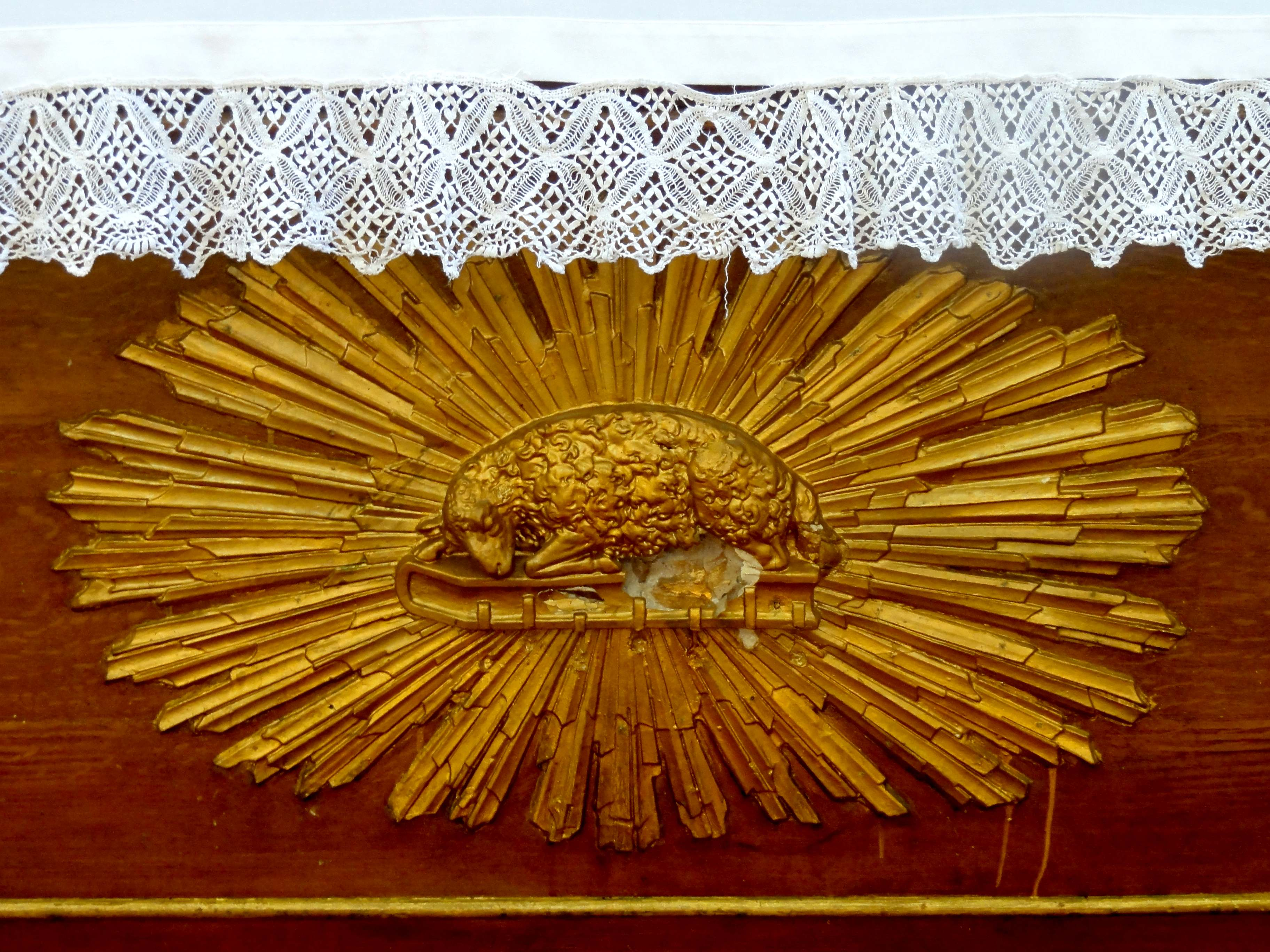
Gloire sur l'autel.
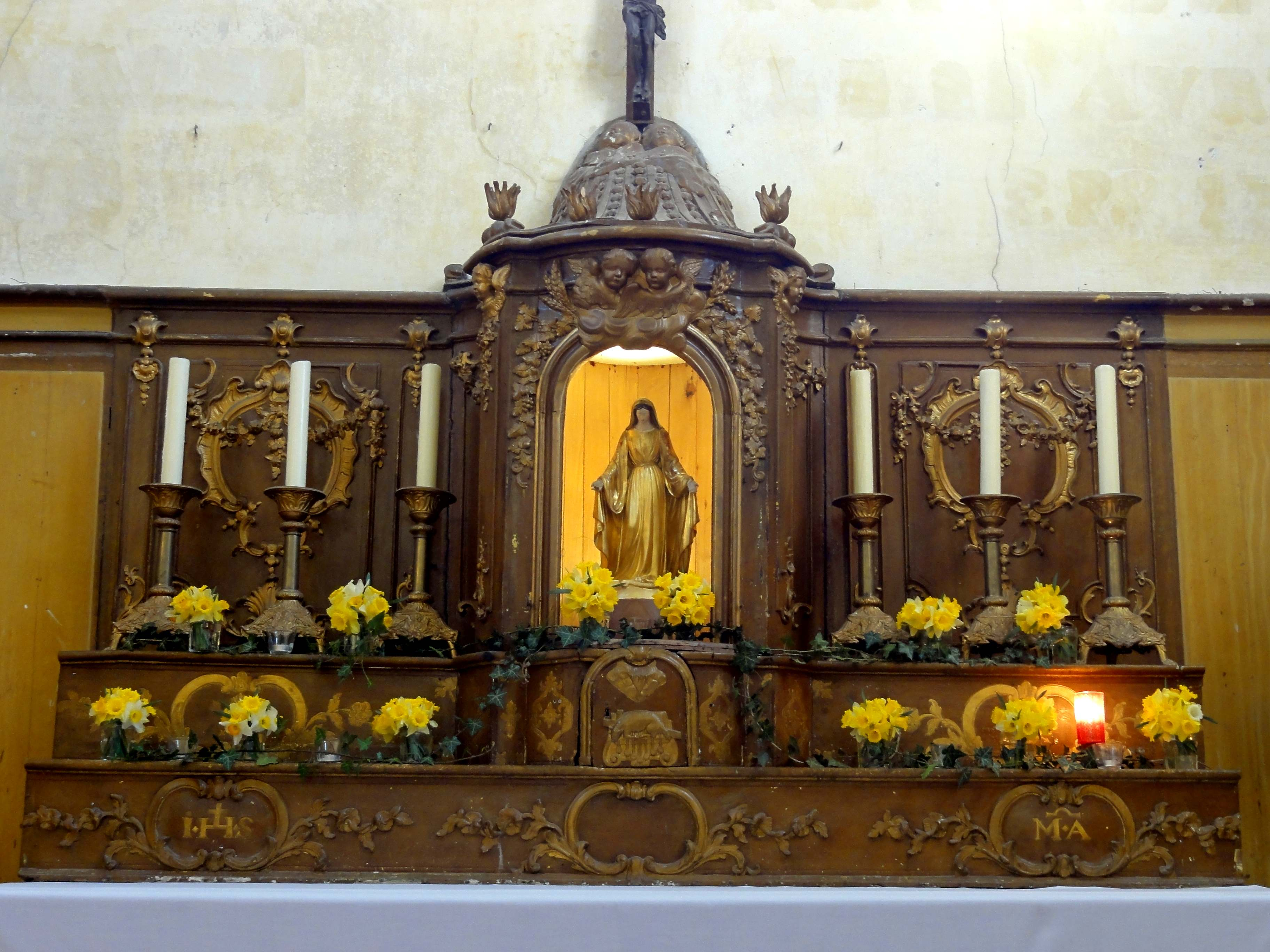
Retable du maître-autel.
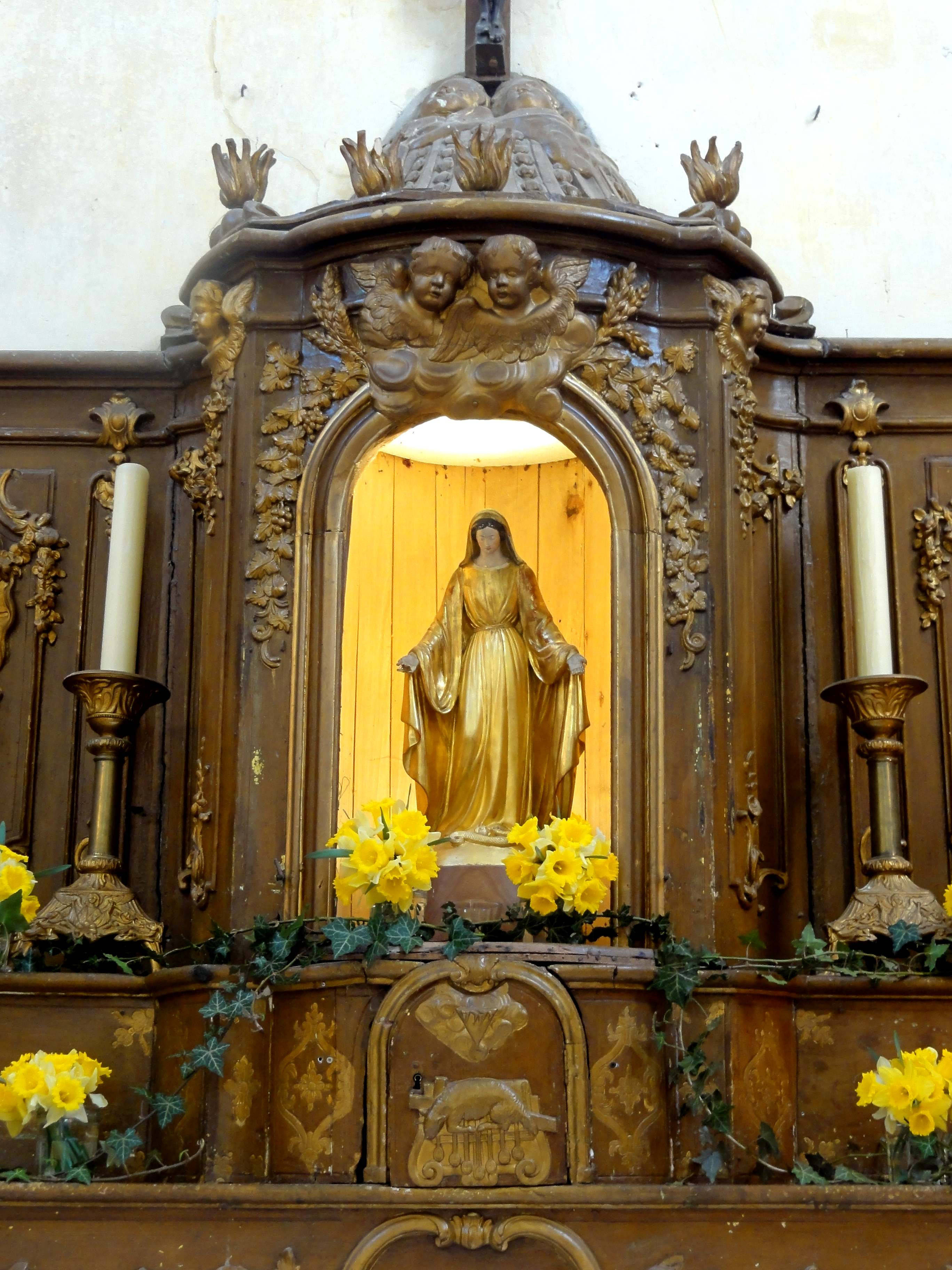
Tabernacle.
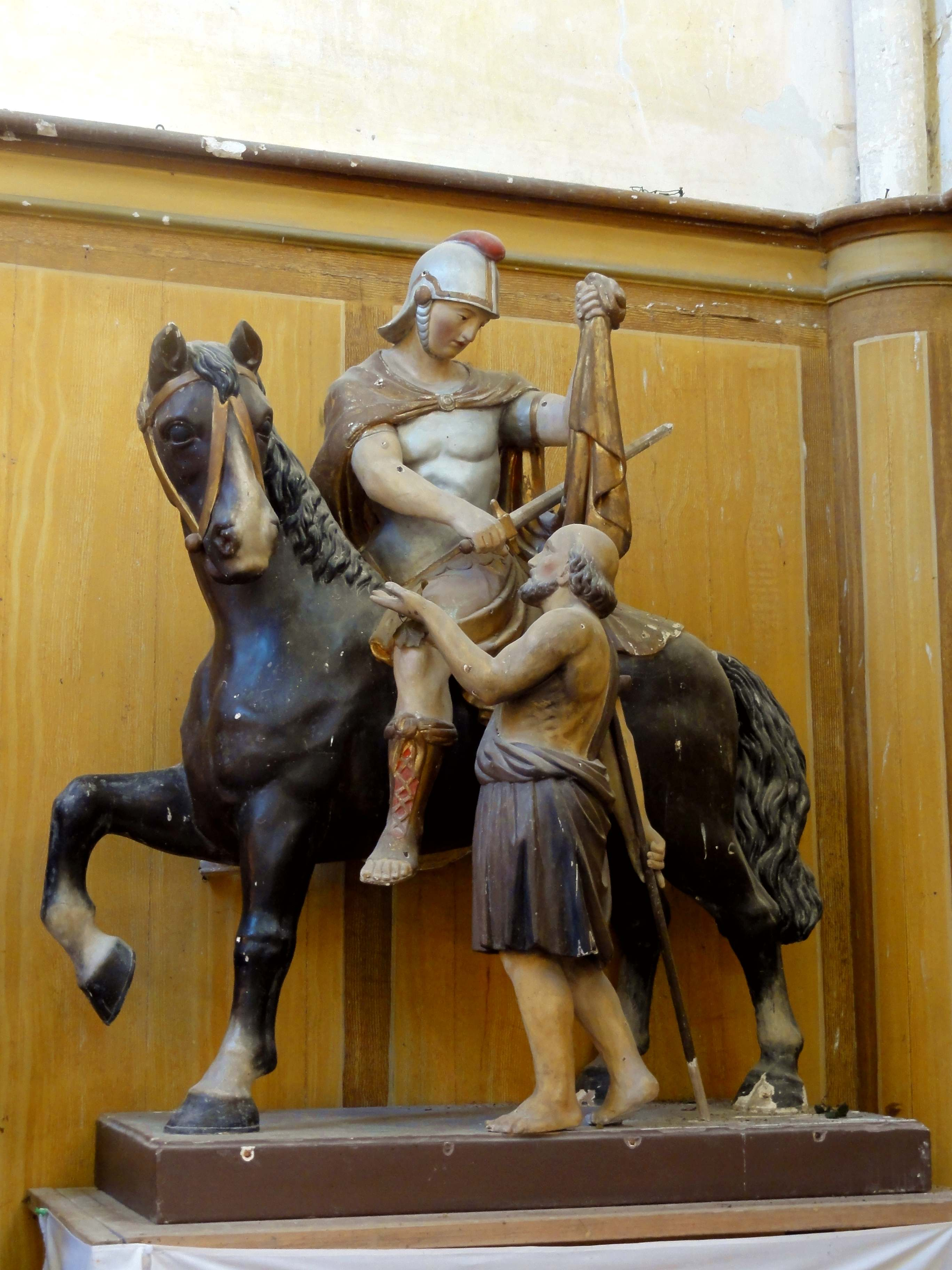
Charité de Saint-Martin.
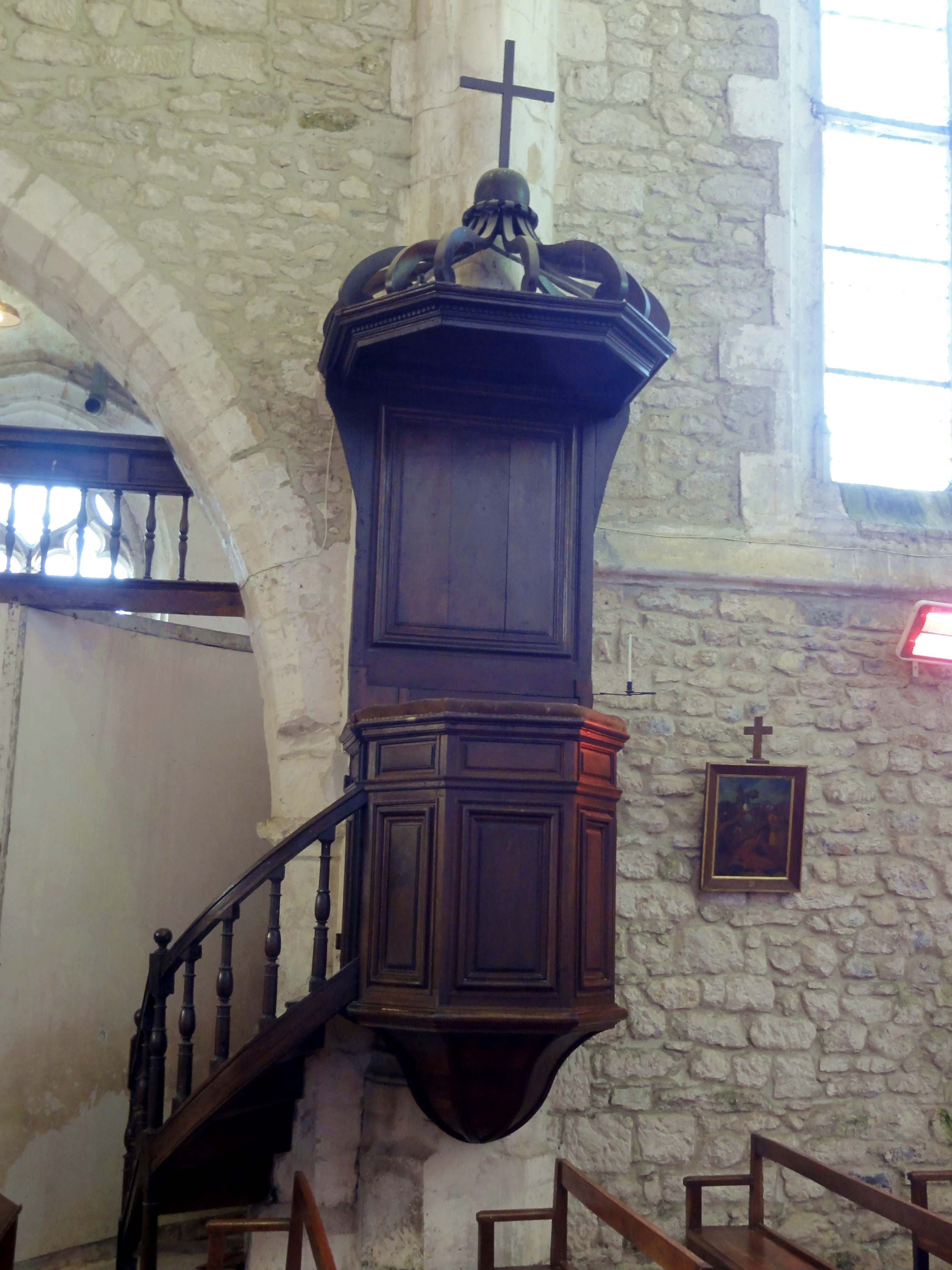
Chaire à prêcher.
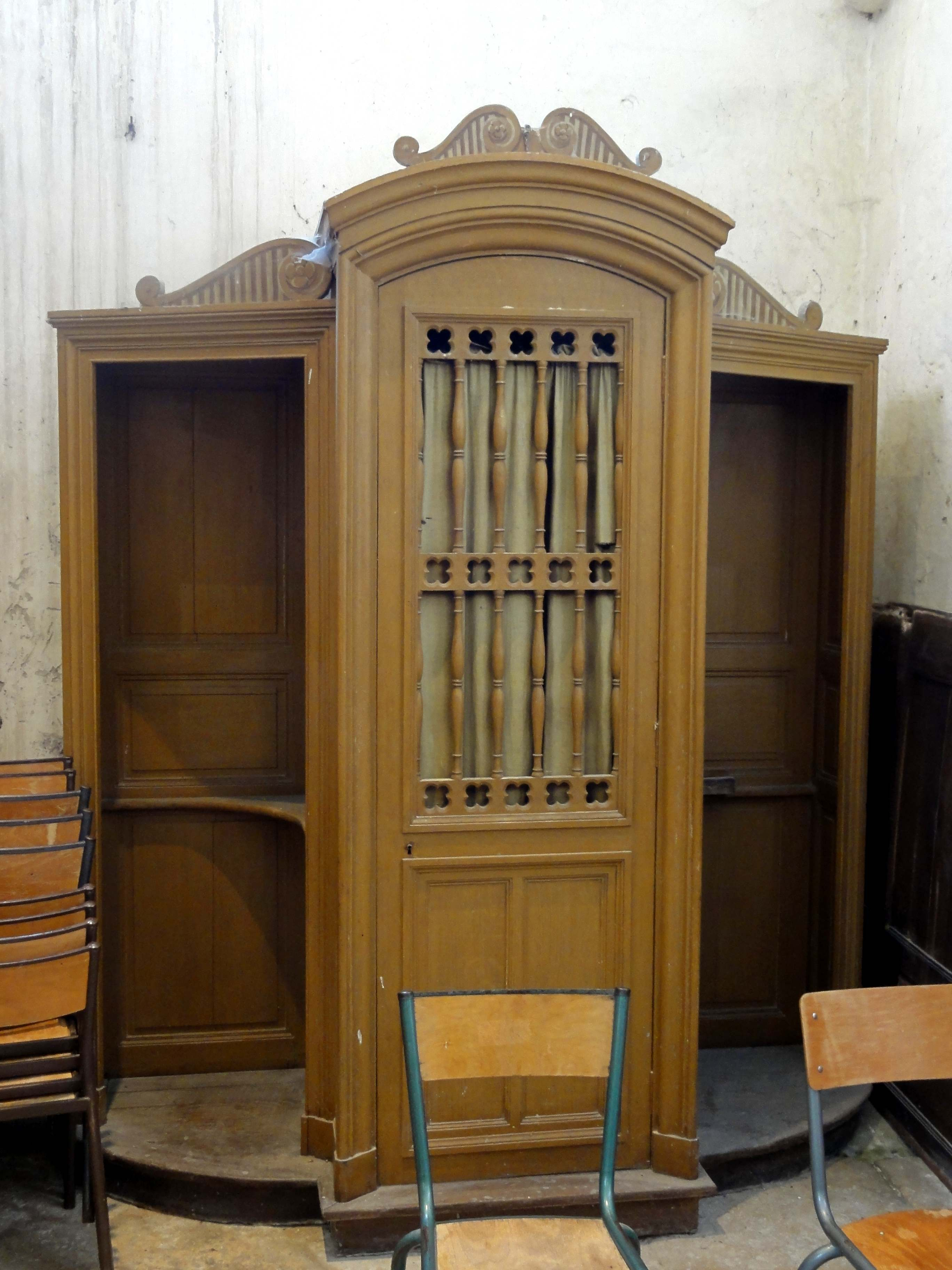
Confessionnal.